# Liste der Kulturdenkmale in Frankenberg/Sa.

Wappen von Frankenberg

In der Liste der Kulturdenkmale in Frankenberg sind die Kulturdenkmale der sächsischen Stadt Frankenberg verzeichnet, die bis Oktober 2022 vom Landesamt für Denkmalpflege Sachsen erfasst wurden (ohne archäologische Kulturdenkmale). Die Anmerkungen sind zu beachten.
Diese Aufzählung ist eine Teilmenge der Liste der Kulturdenkmale im Landkreis Mittelsachsen.

## Aufteilung

Gliederung von Frankenberg

Wegen der großen Anzahl von Kulturdenkmalen in Frankenberg werden die Kulturdenkmale in den Ortsteilen in Teillisten aufgeführt.
- Altenhain
- Dittersbach
- Hausdorf
- Irbersdorf
- Langenstriegis
- Mühlbach
- Sachsenburg

## Frankenberg
| Bild                                    | Bezeichnung | Lage                                                      | Datierung | Beschreibung | ID       |
| --------------------------------------- | --- | --------------------------------------------------------- | --- | --- | -------- |
| Direkt Bild zu diesem Denkmal hochladen | Denkmalschutzgebiet Frankenberg Neustadt (Vorschlag) | (Neustadt) (Karte)                                        | 19. Jahrhundert | Denkmalschutzgebiet Frankenberg Neustadt (Vorschlag) | 09247636 |
|                                         | Denkmalschutzgebiet Stadtkern Frankenberg (Vorschlag) | (Stadtkern) (Karte)                                       | Nach 1788 | Denkmalschutzgebiet Stadtkern Frankenberg (Vorschlag) | 09245265 |
| Weitere Bilder                          | Eisenbahnviadukt über den Lützelbach (Viadukt Lützeltal) | (Flurstück 926/2) (Karte)                                 | 1867/1868 | Bemerkenswerter Ingenieurbau aus Quader- und Bruchsteinmauerwerk der Bahnstrecke Roßwein–Niederwiesa (6620; sä. RW; Striegistalbahn), in sehr gutem Zustand, baugeschichtlich und eisenbahngeschichtlicher von Bedeutung, zudem landschaftsbildprägend. Schmales, zweigleisiges Viadukt mit obenliegender Fahrbahn, überspannt den Lützelbach auf drei schlanken Bögen, flankiert von jeweils drei zweigeschossigen Bogenstellungen im abgeböschten Bereich, Länge 104,4 m, Höhe 25,3 m, bereits auf der DDR-Kreisliste als Denkmal verzeichnet. | 09244133 |
| Weitere Bilder                          | Denkmal für die Gefallenen des Ersten Weltkrieges, mit parkartiger Einfassung | (Flurstück 1127/3) (Karte)                                | Nach 1918 | Wirkungsvolles, durch strenges Pathos charakterisiertes Monument, durch ein in den 1950er Jahren umgestaltetes Gartenparterre vom umgebenden Wald getrennt, ortsgeschichtlich und künstlerisch von Bedeutung. Aus Quadern aufgemauerter skulpturaler Steinblock, zugleich Sarkophag und Altar, Inschriften „Tote wir finden Euch im Gebet“ und „Erde vergeht Liebe besteht“. | 09244289 |
| Direkt Bild zu diesem Denkmal hochladen | Wohnhaus in geschlossener Bebauung | Altenhainer Straße 7 (Karte)                              | 1. Hälfte 19. Jahrhundert | Schlichtes, ortstypisches Wohnhaus der 1. Hälfte des 19. Jahrhunderts mit noch weitgehend erhaltener, originaler Fassadenaufteilung, baugeschichtlich von Bedeutung. Zweigeschossiger Putzbau mit Satteldach, traufständig, fünfachsige Fassadengliederung, Stichbogenportal mit Schlussstein. | 09243947 |
| Direkt Bild zu diesem Denkmal hochladen | Wohnhaus in geschlossener Bebauung | Altenhainer Straße 22 (Karte)                             | 1. Hälfte 19. Jahrhundert | Schlichter Putzbau mit weitgehend original erhaltener Fassadenaufteilung, typisch für die vorstädtische Bebauung an der Altenhainer Straße, baugeschichtlich und städtebaulich von Bedeutung. Zweigeschossiger, traufständiger Bau, Dach möglicherweise erneuert, leicht erhöhter Vorgarten. | 09243950 |
|                                         | Schulanlage mit mehreren Gebäudeflügeln und Mauer (Erich-Viehweg-Schule) | Altenhainer Straße 34 (Karte)                             | Um 1950 | Qualitätvoller, traditionalistischer Schulverwaltungsbau, typisch für die Architektur der 1950er Jahre in der DDR, an markanter Stelle gegenüber einer Straßeneinmündung gelegen und rückwärtig anschließende, eingeschossige Klassenzimmertrakte, Idee der Pavillonschule, baugeschichtlich, sozialgeschichtlich und straßenbildprägend von Bedeutung. - Verwaltungsgebäude: zweigeschossiger Bau mit Satteldach, giebelständig zur Straße, Sockel in Bruchstein, dieser wird optisch wieder aufgenommen in den angrenzenden Mauern, Erdgeschoss zur Straße in Arkaden geöffnet, originale Fenster, zwei Dachhechte - Klassenzimmertrakte: eingeschossige, langgestreckte Bauten, parallel zueinander angeordnet, Satteldach, bieten die Möglichkeit, den Unterricht ins Freie zu verlegen | 09244177 |
|                                         | Friedhof Frankenberg (Sachgesamtheit) | Altenhainer Straße 58 (Karte)                             | 1886 (Friedhof, Eingang bezeichnet mit 1889)                                                                                       | Sachgesamtheit Friedhof Frankenberg mit folgenden Einzeldenkmalen: Friedhofskapelle, zehn Grabmale, Gräberfeld für Kriegsgefangene, Christus-Figur und Gedenkstein für Gefallene des Zweiten Weltkrieges (siehe 09244175) sowie parkartiger Friedhofsgestaltung (Gartendenkmal); von gartenkünstlerischer, landschaftsgestaltender und ortshistorischer Bedeutung. 1886 angelegt (laut Stadtarchiv), 1895 Friedhofserweiterung nach Süden (Flurstück 214/2 der Gemarkung Gunnersdorf). | 09244176 |
|                                         | Friedhofskapelle, zehn Grabmale, Gräberfeld für Kriegsgefangene, Christus-Figur und Gedenkstein für Gefallene des Zweiten Weltkrieges (Einzeldenkmale der Sachgesamtheit 09244176)                  | Altenhainer Straße 58 (Karte)                             | 19. Jahrhundert und 1. Hälfte 20. Jahrhundert (Grabmale); um 1900 (Statue); 1906 (Friedhofskapelle)                                | Einzeldenkmale der Sachgesamtheit Friedhof Frankenberg; Friedhofskapelle als architektonisch bemerkenswerter Sakralbau mit Glockenturm und Aufbahrungsräumen, baukünstlerisch und ortshistorisch von Bedeutung | 09244175 |
|                                         | Wohnhaus in halboffener Bebauung | Altenhainer Straße 67 (Karte)                             | 3. Viertel 19. Jahrhundert | Für das ursprüngliche Erscheinungsbild des Straßenzuges typischer Putzbau mit Gliederung, weitestgehend original erhalten, baugeschichtlich und städtebaulich von Bedeutung. Zweigeschossiges, traufständiges Gebäude mit Satteldach, Bruchsteinsockel, sehr gut erhaltene Putzhaut mit Rustikabändern, Gesimsen und Brüstungsfeldern, Schieferdeckung mit sechs originalen Dachhäuschen, alte Holzfenster, einfaches Rückgebäude in Fachwerkkonstruktion, vermutlich aus der Erbauungszeit, Rückgebäude steht nicht unter Schutz. | 09244178 |
|                                         | Gartenhaus | Am Damm (Karte)                                           | Um 1900 | Kleines Ziegelbauwerk, bemerkenswert aufgrund seiner reichen architektonischen Gestaltung und seines guten Erhaltungszustandes, baugeschichtlich von Bedeutung. Aus einem einzigen Raum bestehende Miniaturarchitektur mit Eckpilastern, Rundbögen, Werksteinelementen und schmuckreicher hölzerner Veranda, originale Holzfenster erhalten. | 09243953 |
| Direkt Bild zu diesem Denkmal hochladen | Altes Straßenpflaster | Am Graben 14 (bei) (Karte)                                | 19. Jahrhundert | Pflaster erstreckt sich vor Nummer 14 bis zum Ende der Bruchsteinmauer am Ende des Grundstücks, straßenbildprägend von Bedeutung | 09243983 |
| Weitere Bilder                          | Gedenkstein für Theodor Körner | Am Körnerplatz (Karte)                                    | 1913 | Obelisk mit Tafel mit Inschrift „Theodor Körner Dichter und Freiheitskämpfer, 1791–1813“, geschichtlich von Bedeutung | 09244011 |
| Weitere Bilder                          | Wohnhaus in Ecklage | Am Körnerplatz 2 (Karte)                                  | Um 1790 | Stattlicher Wohnbau mit gut erhaltener Fachwerkkonstruktion und originaler Dachform, baugeschichtlich, städtebaulich und straßenbildprägend von Bedeutung. Zweigeschossiges, traufständiges Wohnhaus mit bei jüngster Instandsetzung (ca. 1992) freigelegter Fachwerkkonstruktion im Obergeschoss, Stichbogenportal mit Schlussstein, dahinter zurückgesetzt die originale Tür, daneben ältere Gedenkplatte (bezeichnet mit 1691), bei Sanierung Fenster nicht ausgewechselt, Dach mit Fledermausgaupen beibehalten. | 09243902 |
|                                         | Mietshaus in halboffener Bebauung | Am Körnerplatz 3 (Karte)                                  | Um 1900 | Qualitätvolle Fassadengestaltung, baugeschichtlich von Bedeutung und städtebaulich wirksam in der Randbebauung des Körnerplatzes. Dreigeschossiges Mietshaus mit erhöhtem Fassadenabschnitt, klare Fassadengliederung in Ziegel, Sandstein und Putz, historisierend, neue Fenster, Inneres durch Sanierung beeinträchtigt. | 09243900 |
| Weitere Bilder                          | Stadtarchiv, ehemals Knabenschule und Wohnung des Kantors, später Wohnhaus | Am Körnerplatz 5 (Karte)                                  | Um 1790 | Spätbarocker Bau mit gotischem Kern, städtebauliche Bedeutung am Durchgang vom Markt zur Stadtkirche, große historische Bedeutung als ehemalige Knabenschule. Zweigeschossiges, traufständiges Wohnhaus mit seitlichem Krüppelwalmgiebel in offener Fachwerkkonstruktion, Portal mit Stichbogen und Eingangstür bei jüngster Sanierung ausgewechselt, ebenso die zweifach profilierten Fenstergewände. Neu hinzugefügt auch der Strebepfeiler auf der Giebelseite und die Dachhäuschen. Im Inneren zahlreiche Ausbaudetails aus der Bauzeit, u. a. gotisches Spitzbogengewände, Kreuzgratgewölbe, Tonnengewölbe (Schwarze Küche). 1517 erbaut, 1540 Schulgebäude, 1788 nach Stadtbrand in jetziger Form mit dreigeschossigem liegendem Dachstuhl wieder aufgebaut, bis 1870 Knabenschule und Wohnung des Kantors, danach Wohn- und Gewerbenutzung, heute Stadtarchiv, 1992–1994 Sanierung. | 09243901 |
| Direkt Bild zu diesem Denkmal hochladen | Wohnhaus in geschlossener Bebauung | Am Volkshaus 7 (Karte)                                    | Bezeichnet mit 1800 | Gut erhaltenes Beispiel eines schlichten vorstädtischen Wohnhauses der Zeit um 1800, baugeschichtlich von Bedeutung, in städtebaulich prägnanter Lage direkt gegenüber der Straßeneinmündung Max-Pezold-Straße. Zweigeschossiger Bau mit Satteldach, traufständig, Fassade mit sechs Achsen, Tür mit Segmentbogen und Schlussstein, möglicherweise wurden die Fenster im Erdgeschoss vergrößert, denn die Fenster im Obergeschoss sind kleiner, vier Dachhäuschen. | 09244003 |
| Direkt Bild zu diesem Denkmal hochladen | Wohnhaus in geschlossener Bebauung | Am Volkshaus 8 (Karte)                                    | Bezeichnet mit 1800 | Charakteristisches vorstädtisches Wohnhaus der Zeit um 1800, welches noch weitgehend den Originalzustand ablesen lässt, baugeschichtlich und städtebaulich von Bedeutung. Zweigeschossiges Gebäude mit Satteldach, traufständig, Fassade sechsachsig, entstellender Garageneinbau, Tür mit Segmentbogen und Schlussstein, spätere Gesimsstreifen, drei Dachhäuschen. | 09244004 |
|                                         | Wohnhaus in geschlossener Bebauung | Am Volkshaus 10 (Karte)                                   | Bezeichnet mit 1829 | Charakteristisches Wohnhaus der Vorstadt mit Fachwerk-Obergeschoss, baugeschichtlich und städtebaulich von Bedeutung. Zweigeschossiger Bau mit Satteldach, traufständig, aufwendig gestaltete Türeinfassung mit Rosetten im Türsturz, Gebälk mit Zahnschnitt, im Obergeschoss Fachwerk, entstellender Garageneinbau, Fenstergrößen sind verändert. | 09244155 |
| Direkt Bild zu diesem Denkmal hochladen | Wohnhaus in geschlossener Bebauung | Am Volkshaus 11 (Karte)                                   | Um 1830 | Straßentypisches, schlichtes Wohnhaus mit ursprünglich erhaltener Fassadenaufteilung, vermutlich mit Fachwerk-Obergeschoss, baugeschichtlich und städtebaulich von Bedeutung. Zweigeschossiger Bau mit Satteldach, traufständig, Fassade mit fünf Achsen, vermutlich Porphyrgewände an Fenstern und Tür, schlichte Fassade ohne besondere Türgestaltung. | 09244156 |
| Direkt Bild zu diesem Denkmal hochladen | Wohnhaus in geschlossener Bebauung | Am Volkshaus 12 (Karte)                                   | Um 1830 | Straßentypisches, schlichtes Wohngebäude mit ursprünglicher Türgestaltung, hat trotz Überformung seinen eigentlichen Charakter gewahrt, vermutlich mit Fachwerk-Obergeschoss, baugeschichtlich und städtebaulich von Bedeutung. Zweigeschossig, traufständig, Fassade wurde überformt (ca. 1920), Türgestaltung noch ursprünglich, späterer Dachausbau. | 09244157 |
| Weitere Bilder                          | Ehemalige Färberei und Nebengebäude (Alte Rothfarbe, ehemalige Paradiesbettenfabrik M. Steiner & Sohn A.G.)                                                                                         | Auenweg 1 (Karte)                                         | Bezeichnet mit 1818 | Architektonisch bedeutsamer, weitestgehend original erhaltener früher Gewerbebau mit hervorragenden Details aus der Entstehungszeit, baugeschichtlich, stadtgeschichtlich und technikgeschichtlich bedeutend sowie von großem Seltenheitswert. Breit gelagerter, zweigeschossiger Baukörper, Satteldach mit tief herabgezogenem Krüppelwalm, Bruchsteinmauerwerk im Erdgeschoss, Fachwerk im Obergeschoss, zwei Stichbogenportale mit Schlussstein, eine vermutlich originale Tür, Holzfenster mit Porphyrgewänden (Erdgeschoss) und fein gegliederten Holzeinfassungen (Obergeschoss), langgezogener Dachhecht, gewölbte Innenräume, Nebengebäude mit Bruchsteinmauerwerk. | 09243951 |
|                                         | Volkspark (Sachgesamtheit) | August-Bebel-Straße (Karte)                               | Nach 1933 laut Max Kästner | Sachgesamtheit Volkspark (Gartendenkmal) mit folgendem Einzeldenkmal: Gedenkstätte für die Opfer des Faschismus (siehe 09300411); typische formale Anlage der 1930er Jahre, in ihren Grobstrukturen gut erhalten, von städtebaulicher, gartenkünstlerischer und ortshistorischer Bedeutung. Schlauchartig geschnittene Anlage, die sich innerhalb eines Wohnquartiers von Westen nach Osten erstreckt, im Norden und Süden von Wohnbebauung begrenzt. | 09244223 |
| Direkt Bild zu diesem Denkmal hochladen | Gedenkstätte für die Opfer des Faschismus (Einzeldenkmale der Sachgesamtheit 09244223) | August-Bebel-Straße (Karte)                               | Nach 1945 | Einzeldenkmal der Sachgesamtheit Volkspark; geschichtlich von Bedeutung | 09300411 |
|                                         | Mietshaus in Ecklage | August-Bebel-Straße 3 (Karte)                             | Ende 19. Jahrhundert | Gründerzeitliche Fassade mit einer ausgewogenen flächigen Ziegel- (rot und gelb) und Putzgliederung ohne Ornament, analoge Gestaltung zu Nummer 13 der Humboldtstraße, baugeschichtlich und städtebaulich von Bedeutung, siehe auch unter Humboldtstraße 13 | 09244126 |
|                                         | Mietshaus in halboffener Bebauung | August-Bebel-Straße 5 (Karte)                             | Ende 19. Jahrhundert | Sparsam gegliederter, gründerzeitlicher Wohnbau, einheitliche Ausführung mit der angrenzenden Nummer 7, baugeschichtlich und städtebaulich von Bedeutung. Dreigeschossiges Mietsgebäude, an der Gebäudekante zweiseitiger Dacherker, Erdgeschoss überformt, Obergeschosse mit roten und orangen Ziegelverblendern, Putzdekoration erheblich besser erhalten als am Nachbarbau. | 09244125 |
|                                         | Mietshaus in offener Bebauung | August-Bebel-Straße 6 (Karte)                             | Ende 19. Jahrhundert | Qualitätvoller gründerzeitlicher Bau in markanter Ecklage mit feiner Bruchstein- und Putzgliederung (original) und einem die Straßenkreuzung prägenden, hohen Mansarddach, angelehnt an barocke französische Vorbilder, baugeschichtlich und städtebaulich von Bedeutung. Zweigeschossiger Bau mit Mansarddach, Sockel in Bruchstein, besondere Betonung des Eckbereichs durch Baluster, Pilaster mit korinthisierenden Kapitellen, Konsolfries, im Dachgeschoss sind die Fenster bekrönt von gesprengtem Segmentbogen. | 09244127 |
|                                         | Mietshaus in halboffener Bebauung | August-Bebel-Straße 7 (Karte)                             | Ende 19. Jahrhundert | Sparsam gegliederter, gründerzeitlicher Wohnbau, einheitliche Ausführung mit der angrenzenden Nummer 5, baugeschichtlich und städtebaulich von Bedeutung. Dreigeschossiges Mietsgebäude, an der Gebäudekante zweiseitiger Dacherker, Erdgeschoss mit Ladeneinbau stark überformt, Obergeschosse mit roten Ziegelverblendern, Gesimsstreifen und Fenstereinfassungen in Putz. | 09244124 |
|                                         | Mietshaus in Ecklage | August-Bebel-Straße 9 (Karte)                             | Um 1900 | Anspruchsvoll gestalteter, gründerzeitlicher Mietshausbau, Teil der einheitlichen Bebauung Winklerstraße 46–54, Fassade gut erhalten, baugeschichtlich und städtebaulich von Bedeutung. Dreigeschossiges Gebäude, dessen Ecke ein dreifach abgeknickter Dachaufbau betont, Geschoss übergreifende Pilastergliederung, Fenster mit Rundbogengiebeln, Fassade im Erdgeschoss vereinfacht, Ziegelverblender in den Obergeschossen. | 09244105 |
|                                         | Wohnhaus in offener Bebauung (ehemaliges Krankenhaus) | August-Bebel-Straße 20 (Karte)                            | Um 1840 | Schlichter, einfacher Bau, als erstes Krankenhaus der Stadt 1843 eröffnet, ortsgeschichtlich von Bedeutung. Zweigeschossiger Bau, Krüppelwalmdach. | 09244129 |
| Direkt Bild zu diesem Denkmal hochladen | Mietshaus in geschlossener Bebauung | August-Bebel-Straße 28 (Karte)                            | Ende 19. Jahrhundert | Qualitätvoller Mietshausbau mit phantasievoll gestalteten Fensterumrahmungen in historisierenden Formen sowie gelben und roten Klinkerflächen, baugeschichtlich und städtebaulich von Bedeutung. Zweigeschossiger Bau mit Mansarddach, zwei leicht vorspringende Risalite an den Seiten mit Dacherker, symmetrische Fassadengliederung mit acht Achsen, im Erdgeschoss zum Teil alte Fenster. | 09244128 |
| Direkt Bild zu diesem Denkmal hochladen | Fabrikantenvilla und Garten | Äußere Chemnitzer Straße 11 (Karte)                       | Um 1910 | Mächtiger Bau mit repräsentativer neoklassizistischer Fassadengestaltung, baugeschichtlich von Bedeutung. Kubisches Gebäude auf hohem Sockel, zweigeschossig, mit Walmdach, Freitreppe führt zum Eingang empor, flankiert von toskanischen Säulen, ionische Pilasterstellung gliedert die Fassade, über dem mittleren Abschnitt übergiebelter Dachaufbau mit Thermenfenster, seitlich Anbauten, alte Holzfenster, weitgehend erhalten, Villengarten mit altem Baumbestand (Nebenanlage). | 09244232 |
| Direkt Bild zu diesem Denkmal hochladen | Mühle und Zufahrtsbrücke | Äußere Chemnitzer Straße 30 (Karte)                       | Bezeichnet mit 1836 (Vorgängerbau); 1935 (Mühle)                                                                                   | Historisch bedeutsames Gebäude, in den 1930er Jahren in prägnanter Form wiedererrichtet, landschaftsprägend durch charakteristische Dachform. Viergeschossiger Baukörper, hohes Mansarddach mit beidseitigem Schopfwalm, Portal der 1930er Jahre in Porphyr mit vorkragendem Sturz auf überlängten Konsolen, gut gestaltete Zufahrtsbrücke zu dem Mühlengelände ebenfalls Teil des Wiederaufbaus von 1935. | 09244235 |
| Direkt Bild zu diesem Denkmal hochladen | Östliches Seitengebäude eines Vierseithofes | Äußere Chemnitzer Straße 55 (Karte)                       | Letztes Drittel 19. Jahrhundert | Architektonisch bemerkenswertes Gebäude mit reicher sichtbarer Fachwerkkonstruktion, in gutem Zustand, baugeschichtlich von Bedeutung. Dreigeschossiger Bau, strebenreiches Fachwerk in beiden Obergeschossen, mittig angeordneter Dacherker mit Uhr, alte Holzfenster, beeinträchtigt durch Stallvorbau. | 09244237 |
| Direkt Bild zu diesem Denkmal hochladen | Seitengebäude eines ehemaligen Vierseithofes | Äußere Chemnitzer Straße 56 (Karte)                       | 1. Hälfte 19. Jahrhundert | Weitestgehend original erhaltener Bau mit sichtbarer Fachwerkkonstruktion, wertvoll durch seine markante Lage am Rande der Straße nach Chemnitz, baugeschichtlich von Bedeutung. Zweigeschossiges Gebäude, Satteldach mit Schopfwalm (Schieferdeckung), Erdgeschoss aus Bruchsteinmauerwerk, Porphyrgewände, Obergeschoss vermutlich später, Fachwerk mit Ziegelausfachung, sehr eng gestellte Ständer bei überdurchschnittlicher Geschosshöhe und Fenstergröße, alte Holzfenster erhalten. | 09244236 |
| Weitere Bilder                          | Villa | Äußere Freiberger Straße 2 (Karte)                        | Um 1870 | Reiche, für Frankenberg seltene Fassadengliederung in Formen eines späten Rundbogenstils, weitestgehend original erhalten, baugeschichtlich von Bedeutung. Zweigeschossiger Baukörper mit ausladendem Satteldach, Fassaden in Putz, im Erdgeschoss Segmentbogenfenster, im Obergeschoss doppeltes, die Straßenansicht beherrschendes Rundbogenfenster, Rundbogenfriese. | 09244167 |
|                                         | Villa | Äußere Freiberger Straße 3 (Karte)                        | Um 1900 | Gründerzeitlicher Wohnbau von bemerkenswerter architektonischer Qualität, durch späteren Vorbau beeinträchtigt, jedoch in sehr gutem Zustand, baugeschichtlich von Bedeutung. Zweigeschossiger, mehrteiliger Baukörper, anspruchsvolle Fassadengliederung in Werkstein und rotem Ziegel, reich verziertes Gesprenge im Giebel, Originalfenster in der Mehrzahl erhalten. | 09244166 |
| Direkt Bild zu diesem Denkmal hochladen | Gartenhaus einer Mietvilla | Äußere Freiberger Straße 4 (Karte)                        | Um 1900 | Kleines, qualitätvolles, weitestgehend original erhaltenes Gebäude, baugeschichtlich von Bedeutung. Eingeschossiger Bau, ausladendes, flach geneigtes Satteldach, Holzkonstruktion in gelbem Ziegel ausgefacht, Rundbogenfenster (original), Loggia mit Holzgitter, im Dachbereich schmuckreiche Holzdetails. | 09244165 |
| Weitere Bilder                          | 12 Gebäude der Wettiner Kaserne und Einfriedungspfeiler | Äußere Freiberger Straße 30 (Karte)                       | Um 1910 | Ausgedehnter Gebäudekomplex mit zahlreichen, architektonisch bedeutsamen Einzelbauten, baugeschichtlich und ortsgeschichtlich von Bedeutung. - Bauten der ursprünglichen Anlage im Stil der Reformarchitektur um 1900: zumeist zweigeschossige Gebäude mit Walm- oder Mansarddächern, Putzfassaden mit Lisenengliederung, Segmentbogengiebel, weitere Bauten in den 1930er und 1950er Jahren hinzugefügt, so ein bemerkenswertes Gebäude mit zweigeschossigem Portikusmotiv in Porphyr - geschützte Teile der Einfriedung: in Bruchstein gemauerte Pfeiler Folgende Gebäude stehen unter Denkmalschutz: 001, 002, 003, 006, 011, 012, 015, 017, 020, 021, 023, 024. | 09244168 |
| Direkt Bild zu diesem Denkmal hochladen | Transformatorenhäuschen | Äußere Freiberger Straße 39a (Karte)                      | Um 1910 | Anspruchsvoll gegliederter Bau im Stil der Reformarchitektur um 1910, weitestgehend original erhalten, Zeugnis für Elektrifizierung des Ortes, technikgeschichtlich von Bedeutung. Kleines Gebäude auf quadratischem Grundriss mit hohem Satteldach, Putzgliederung mit Eckrustika, im Giebel Thermenfenster und Schieferverkleidung, kleiner Dachreiter mit Pyramidendach, Fledermausgaupen. | 09244164 |
| Direkt Bild zu diesem Denkmal hochladen | Forsthaus und Remisengebäude | Äußere Hainichener Straße 2 (Karte)                       | Um 1900 | Qualitätvolle gründerzeitliche Anlage in gutem Erhaltungszustand, baugeschichtlich und ortsgeschichtlich von Bedeutung. Zweigeschossiges Gebäude, traufständig, ausladendes Satteldach mit Schopfwalm, auf der linken Seite vorspringender, übergiebelter Baukörper, Sockel bruchsteinverkleidet, schlichte Fassadengliederung durch Backsteingesimse und Porphyrgewände, ein Fenster durch Hirschgeweih ausgezeichnet, Dachhäuschen erhalten, Rückgebäude ebenfalls zweigeschossig, mit seitlich angebauter Remise. | 09244224 |
| Weitere Bilder                          | Wohnhaus in halboffener Bebauung und Ecklage | Baderberg 2 (Karte)                                       | Um 1790 | Barocker Bau von städtebaulichem Wert als Eckgebäude von Markt und Baderberg, baugeschichtlich von Bedeutung. Zweigeschossiges Gebäude mit Mansardwalmdach, veränderte Dachgestaltung, Ladeneinbau, Kreuzgewölbe im Eingangsbereich. | 09243929 |
| Direkt Bild zu diesem Denkmal hochladen | Wohnhaus in geschlossener Bebauung | Baderberg 5 (Karte)                                       | Um 1790 | Barocker Ursprungsbau mit qualitätvoller gründerzeitlicher Gestaltung der Fassade, baugeschichtlich von Bedeutung. Dreigeschossiges, traufständiges Gebäude mit Satteldach, aufgestockt, zwei Läden. | 09244045 |
|                                         | Wohnhaus in geschlossener Bebauung und zwei Hintergebäude | Baderberg 6 (Karte)                                       | Bezeichnet mit 1789 | Typisches barockes Wohnhaus, Gewölbe im Erdgeschoss teilweise erhalten, baugeschichtlich und städtebaulich von Bedeutung. Zweigeschossiges, traufständiges Wohnhaus mit Mansarddach, Dacherker mit Segmentbogengiebel, verziertes Stichbogenportal mit Barocktür, Seiten- und Rückgebäude in gleicher Geschosszahl, ebenfalls mit Mansarddach, gesamter Bau durch Sanierung (1993) beeinträchtigt. | 09244050 |
| Direkt Bild zu diesem Denkmal hochladen | Wohnhaus in halboffener Bebauung mit rückwärtigem Anbau und Nebengebäude | Baderberg 7 (Karte)                                       | Bezeichnet mit 1788 | Von hohem architekturhistorischem Wert als weitgehend original erhaltener barocker Wohnbau mit Nebengebäuden, bedeutend besonders die bis ins zweite Obergeschoss gewölbte Treppenanlage, baugeschichtlich und städtebaulich von Bedeutung. Zweigeschossiges Gebäude mit Mansardwalmdach, zwei Ladeneinbauten, Stichbogenportal, Schlussstein mit Emblem, barocke Eingangstür, Kreuzgewölbe im Hausflur und Treppe zum Innenhof, im linken Nebengebäude Kreuzstockfenster, rückwärtige Verlängerung um 1910 als Mietshaus (Abbruch 2014 festgestellt), rechtes Nebengebäude zeigt im Obergeschoss Fachwerkkonstruktion, auch hier teilweise Abbruch. | 09244047 |
| Direkt Bild zu diesem Denkmal hochladen | Wohnhaus in offener Bebauung | Baderberg 9 (Karte)                                       | Um 1790 | Barocker Wohnbau von hoher städtebaulicher Bedeutung am Zusammentreffen des Mühlgrabens mit dem Baderberg, baugeschichtlich von Bedeutung. Zweigeschossiges Wohnhaus mit Mansardwalmdach, Fassade im Erdgeschoss durch jüngeren Ladeneinbau beeinträchtigt, dreigeschossiges Nebengebäude mit nach hinten platzbegrenzender Funktion, Vordergebäude denkmalgerecht saniert. Nebengebäude im Jahre 2000 aus Gründen eines problematischen Bauzustandes abgebrochen. | 09244048 |
| Direkt Bild zu diesem Denkmal hochladen | Fassade eines ehemaligen Ackerbürgerhauses in Ecklage | Baderberg 10 (Karte)                                      | Um 1800 | Reste eines barocken Baus mit städtebaulich wichtiger Lage am Baderberg. Zweigeschossiges Gebäude mit Mansarddach, breite Toreinfahrt mit barocker Tür, zwei Ladeneinbauten um 1900, Fassade überformt, feingestaltete Holzfenster im Obergeschoss, überwölbter Innenflur, späteres von je vier Pfeilern getragenes Treppenhaus, Innenhof mit weiter Bogenöffnung. Gebäude wurde vor 2014 bis auf die Fassaden Badergasse/Baderberg abgetragen. Abbruch der Rückgebäude vor 2014. | 09244046 |
| Direkt Bild zu diesem Denkmal hochladen | Fassade und Gewölbe eines ehemaligen Wohnhauses in geschlossener Bebauung | Baderberg 10 (Karte)                                      | Um 1800 | Barocke Bausubstanz, u. a. Kreuzgewölbe im Erdgeschoss, baugeschichtlich und städtebaulich von Bedeutung. Fassade später überformt, im Erdgeschoss noch Kreuzgewölbe vorhanden, Segmentbogenportal mit Schlussstein. Abbruch des Hintergebäudes vor 2014. | 09244600 |
| Direkt Bild zu diesem Denkmal hochladen | Fassade eines ehemaligen Wohnhauses in geschlossener Bebauung | Baderberg 10 (Karte)                                      | Mitte 19. Jahrhundert | Zeittypische Putzfassade, von städtebaulicher Bedeutung für den Baderberg. Dreigeschossiger Bau, Giebeldach, traufständig, fünfachsige Fassade, moderner Ladeneinbau, Hoffassade durch spätere Eingriffe völlig entstellt. Hinterhaus zweigeschossig, mit Fachwerk im ersten Obergeschoss – Abbruch vor 2014. | 09244042 |
| Direkt Bild zu diesem Denkmal hochladen | Wohnhaus in Ecklage mit zwei Nebengebäuden, das nördliche mit Oberlaube | Baderberg 11 (Karte)                                      | Um 1790 | Besondere architekturhistorische Bedeutung durch eine der ganz wenigen in Frankenberg noch im ursprünglichen Zustand erhaltenen Oberlauben, städtebaulicher Wert aufgrund markanter Lage am Zusammentreffen zweier Straße und Verengung des Baderbergs. Zweigeschossiges, neunachsiges Gebäude mit Mansardwalmdach, zwei spätere Ladeneinbauten, im Inneren Gewölbereste, zum Hof Stichbogenportal und Kreuzstockfenster, im nördlichen Nebengebäude Oberlaube, rückwärtige Verlängerung des Flügels 2. Hälfte des 19. Jahrhunderts, hofumfassende Bruchsteinmauer. | 09244049 |
| Direkt Bild zu diesem Denkmal hochladen | Wohnhaus mit Seitenflügel in halboffener Bebauung und Ecklage | Baderberg 16 (Karte)                                      | Um 1870, im Kern älter | Putzbau in markanter Lage im Straßenraum, Begrenzung des Straßenzuges zum Mühlbach hin, baugeschichtlich von städtebaulicher Bedeutung. - Wohnhaus: dreigeschossiger Bau, traufständig, Giebeldach, Fassade gründerzeitlich überformt, sechsachsig, im Flur noch Kreuzgewölbe (ein Joch) - Hoftür: Segmentbogenportal und Schlussstein, Fassade zum Mühlbach giebelständig - Seitenflügel: am Giebel bezeichnet mit 1916, zweigeschossig, mit Satteldach, barocke Eingangstür (möglicherweise von anderem Standort hierher versetzt) | 09244043 |
| Weitere Bilder                          | Wohnhaus in geschlossener Bebauung | Badergasse 4 (Karte)                                      | 1787 Dendro | Typisches kleinstädtisches Wohnhaus des ausgehenden 18. Jahrhunderts, an welchem noch die ursprüngliche Fassadengliederung ablesbar ist, von städtebaulichem Wert für die Badergasse sowie von baugeschichtlicher und stadtentwicklungsgeschichtlicher Bedeutung. Zweigeschossiger Bau, mit Satteldach, traufständig, Segmentbogenportal mit Schlussstein, Segmentbogenfenster im Erdgeschoss, späterer entstellender Garageneinbau, Porphyrgewände. | 09244054 |
| Direkt Bild zu diesem Denkmal hochladen | Wohnhaus in halboffener Bebauung | Badergasse 5 (Karte)                                      | 1. Hälfte 19. Jahrhundert | Typisches Wohnhaus der 1. Jahrhunderthälfte von baugeschichtlichem und städtebaulichem Wert, da sich hier die Badergasse zu einem kleinen Platz weitet und das Grundstück vom Mühlbach begrenzt wird. Zweigeschossiger Bau mit Giebeldach, traufständig, Fassade überformt. | 09244053 |
| Direkt Bild zu diesem Denkmal hochladen | Wohnhaus in offener Bebauung | Badergasse 6 (Karte)                                      | 1. Hälfte 19. Jahrhundert | Typisches kleines Wohnhaus in seiner ursprünglichen Baukörperform und originaler Fassadengliederung, baugeschichtlich von Bedeutung. Zweigeschossiger Bau mit Schopfwalmdach, traufständig, schlichte Fassade, an der die ursprüngliche Gliederung noch gut ablesbar ist, Kreuzstockfenster im Erdgeschoss. | 09244052 |
| Direkt Bild zu diesem Denkmal hochladen | Wohnhaus in halboffener Bebauung | Badstraße 3 (Karte)                                       | Um 1910 | Sparsam gegliederte Fassade mit strenger geometrischer Ornamentik, baugeschichtlich von Bedeutung. Zweigeschossiger Bau mit Dacherker, Lisenen, geometrische Ornamentformen, Klötzchenfries, Walmmansarddach. | 09244218 |
| Direkt Bild zu diesem Denkmal hochladen | Schulgebäude mit mehreren Gebäudeeinheiten (Bildungszentrum Frankenberg, ehemaliges Lehrerseminar)                                                                                                  | Badstraße 4a (Max-Kästner-Straße 21) (Karte)              | Bezeichnet mit 1898–1901 | Große, frei stehende Schulanlage, sehr reich verzierte Gebäude im Stil der Neorenaissance, Treppengiebel mit geschweiften Formen, reichlich florale Ornamentik, baugeschichtlich und ortsgeschichtlich von Bedeutung. Dreiflügelanlage mit vorspringendem Mittelrisalit, dieser durch üppige Ornamentik und Architekturglieder besonders hervorgehoben, Treppentürmchen, zuerst königliches Lehrerseminar, 1947 Umbau in eine Verwaltungs- bzw. Oberschule, Seminargebäude derzeit in Planung. Gemälde an Westwand der Aula von 1903/04 des Malers Georg Müller-Breslau mit dem Titel „Wie Kaiser Karl Schulprüfung hält“. Während der DDR-Zeit mit Hacklöchern versehen, um das Gemälde mit neuen Stuckschicht zu überziehen. 1992/93–1994 Freilegung, 2011 Probeachse für geplante Restaurierung. | 09244197 |
| Direkt Bild zu diesem Denkmal hochladen | Wohnhaus in offener Bebauung | Badstraße 7 (Karte)                                       | Anfang 20. Jahrhundert | Wohlproportionierter Bau mit strenger ausgewogener Fassadengliederung, baugeschichtlich von Bedeutung. Zweigeschossiger Bau mit Walmdach, Fassade zur Straßenseite mit Dacherker und rundem Giebel, Klötzchenfries, Mittelrisalit mit flachen Lisenen. | 09244217 |
| Weitere Bilder                          | Empfangsgebäude des Bahnhofs | Bahnhofstraße 1 (Karte)                                   | 1869 | Originalgetreu sanierter Bahnhofstypenbau mit zwei giebelständigen und einem traufständigen Mittelbau von verkehrsgeschichtlicher und ortsgeschichtlicher Bedeutung. Empfangsgebäude Typenbau mit Flügelbau 2,5-stöckig giebelständig zum Gleis und Mittelbau einstöckig, traufständig und Flügelbau 2,5-stöckig giebelständig zum Gleis. Bahnhof der ursprünglichen Nebenbahn, die von Roßwein durch das Striegisthal über Hainichen und Frankenberg nach Niederwiesa führte (Bahnstrecke Roßwein–Niederwiesa). | 09304504 |
| Direkt Bild zu diesem Denkmal hochladen | Wohnhaus in halboffener Bebauung | Bergstraße 7 (Karte)                                      | Um 1830 | Schlichtes, aber charakteristisches Wohnhaus seiner Zeit mit weitestgehend ursprünglicher Fassadengliederung und originalem Porphyrportal, baugeschichtlich und städtebaulich von Bedeutung. Zweigeschossiger Bau mit Schopfwalmdach, Fassade fünfachsig, Portal aus Porphyr mit abschließendem Gebälk, Fenstergewände aus Porphyr, zwei Dachhäuschen, oberhalb der Heiste gelegen. | 09243972 |
| Direkt Bild zu diesem Denkmal hochladen | Wohnhaus in geschlossener Bebauung | Chemnitzer Straße 19 (Karte)                              | Bezeichnet mit 1822 | In gutem Zustand erhaltenes, ortstypisches Gebäude, baugeschichtlich von Bedeutung, städtebaulich bedeutsam für die Ostseite der Chemnitzer Straße. Zweigeschossiges, sechsachsiges, traufständiges Gebäude mit steilem Satteldach, Fassade überformt, späterer Ladeneinbau, fein profiliertes Stichbogenportal (Porphyrgewände) mit Schlussstein und originaler Tür, Rückseite und Anbau in offener Fachwerkkonstruktion. | 09244022 |
| Direkt Bild zu diesem Denkmal hochladen | Wohnhaus in geschlossener Bebauung | Chemnitzer Straße 27 (Karte)                              | Nach 1830 | Einfaches, schlichtes Wohnhaus, an welchem die ursprüngliche Fassadeneinteilung noch gut ablesbar ist, typisch für die Wohnbebauung der unteren Chemnitzer Straße, möglicherweise sind die drei Geschosse ursprünglich, baugeschichtlich und städtebaulich von Bedeutung. Dreigeschossiger Bau mit Satteldach, traufständig, fünf Achsen, Tür in Mittelachse angeordnet, im Erdgeschoss spätere Ladeneinbauten, Denkmalwert wurde nach Prüfung am 20. Juli 2006 bestätigt. | 09244014 |
| Direkt Bild zu diesem Denkmal hochladen | Wohnhaus in geschlossener Bebauung | Chemnitzer Straße 29 (Karte)                              | Nach 1830 | Typische gründerzeitliche Fassade mit gut erhaltener Putzgliederung, baugeschichtlich und städtebaulich von Bedeutung. Dreigeschossiges Gebäude, Satteldach, traufständig, vierachsige Fassadengliederung, gründerzeitliche Putzornamentik, Zahnfries. | 09244019 |
| Direkt Bild zu diesem Denkmal hochladen | Wohnhaus in geschlossener Bebauung | Chemnitzer Straße 30 (Karte)                              | Anfang 19. Jahrhundert | In gutem Zustand erhaltenes, ortstypisches Wohnhaus, baugeschichtlich und städtebaulich von Bedeutung. Einfaches, zweigeschossiges, traufständiges Gebäude mit steilem Satteldach, Stichbogenportal mit Schlussstein, alte Holztür erhalten, Ladeneinbau um 1900, Fassade leicht überformt, im Inneren kaum Originalbestand erhalten – Hausflur nicht mehr erhalten, heute zum Laden zugehörig, Treppen alle erneuert, keine historischen Türen erhalten, nach Stadtbrand um 1800 erbaut. Hinterhaus blickt auf die Schuhmachergasse, Einbau von Durchfahrt und Garage, dadurch Erdgeschoss weitgehend zerstört, im Obergeschoss nur Teil der Räume original erhalten, schlechter Bauzustand, Haus teilweise ungenutzt, Streichung 2007. Weitere Hinterhofbebauung aus der Zeit um 1900, Klinkerbauten ohne Denkmalwert. | 09244020 |
| Direkt Bild zu diesem Denkmal hochladen | Wohnhaus in geschlossener Bebauung | Chemnitzer Straße 31 (Karte)                              | Bezeichnet mit 1836 | Einfaches, für die Bebauung der Chemnitzer Straße typisches Wohnhaus, baugeschichtlich und städtebaulich von Bedeutung. Zweigeschossig mit Satteldach, traufständig, Eingang mit Korbbogen, darüber Gebälk mit Schlussstein, sechsachsige Fassade, im Erdgeschoss leicht verändert. Nebengebäude mit steilem Satteldach, Kreuzstockfenster, in schlechtem baulichem Zustand – Abbruch vor 2014. | 09244018 |
| Direkt Bild zu diesem Denkmal hochladen | Wohnhaus in halboffener Bebauung und Ecklage | Chemnitzer Straße 32 (Karte)                              | Anfang 19. Jahrhundert | Markanter, zeittypischer Wohnbau mit steilem Dach, baugeschichtlich und städtebaulich von Bedeutung. Zweigeschossiges, sechsachsiges, traufständiges Gebäude, steiles Satteldach mit Krüppelwalm, Fassade überformt, späterer Ladeneinbau, Hinterhaus an der Leopoldstraße mit Porphyrgewänden. Kreuzstockfenster – Abbruch vor 2014. | 09244021 |
| Direkt Bild zu diesem Denkmal hochladen | Mietshaus in geschlossener Bebauung | Chemnitzer Straße 36 (Karte)                              | Ende 19. Jahrhundert | Weitgehend original erhaltene, qualitätvolle gründerzeitliche Putzgliederung der Fassade, baugeschichtlich und städtebaulich von Bedeutung. Dreigeschossiges, traufständiges Gebäude mit symmetrischer Fassadengestaltung, zentrale Schmuckkartusche im zweiten Obergeschoss. | 09244023 |
| Direkt Bild zu diesem Denkmal hochladen | Wohnhaus in geschlossener Bebauung mit Hinterhaus | Chemnitzer Straße 37 (Karte)                              | Um 1850 | Einfaches Wohnhaus, in seiner Schlichtheit typisch für die Wohnbebauung der unteren Chemnitzer Straße, baugeschichtlich und städtebaulich von Bedeutung. Zweigeschossiger Bau mit Satteldach, traufständig, zwei Dachgaupen, nach innen gelegter Eingang mit Korbbogen, späterer Ladeneinbau. | 09244017 |
| Direkt Bild zu diesem Denkmal hochladen | Mietshaus in geschlossener Bebauung | Chemnitzer Straße 38 (Karte)                              | Ende 19. Jahrhundert | Gut erhaltene, gründerzeitliche Putzgliederung und weitere Details aus der Erbauungszeit, einheitliche Gesamtwirkung mit Nummer 36, baugeschichtlich und städtebaulich von Bedeutung. Dreigeschossiges, traufständiges Gebäude, breite Holztür (Hofeinfahrt) aus der Erbauungszeit. | 09244024 |
| Direkt Bild zu diesem Denkmal hochladen | Wohnhaus in geschlossener Bebauung | Chemnitzer Straße 39 (Karte)                              | Um 1800 | Eines der ältesten Wohnhäuser im Straßenzug, von stadtgeschichtlicher und baugeschichtlicher Bedeutung. Zweigeschossig, Straßenfassade massiv verputzt, Eingang seitlich und zurückversetzt mit Treppe, hohes Mansarddach mit entstellender Gaube. | 09300273 |
| Direkt Bild zu diesem Denkmal hochladen | Wohnhaus in geschlossener Bebauung | Chemnitzer Straße 42 (Karte)                              | Um 1850 | Schlichtes, straßentypisches Wohnhaus mit straßenraumbildender Funktion, ursprüngliche Fassadengestaltung gut ablesbar, baugeschichtlich und städtebaulich von Bedeutung. Zweigeschossiger Bau mit Satteldach, traufständig, fünfachsige, schlichte, ursprüngliche Fassadengliederung, Fenstergewände gefast, Denkmalwert wurde nach Prüfung am 20. Juli 2006 bestätigt. | 09244015 |
| Direkt Bild zu diesem Denkmal hochladen | Mietshaus in geschlossener Bebauung | Chemnitzer Straße 43 (Karte)                              | 1930 | Teil der Mietshauszeile Chemnitzer Straße 43–47, verdichtete Mietshausbebauung mit klarer Fassadengliederung, im Erdgeschoss expressionistische Gestaltung, vor allem der Eingangsbereiche in Ziegel, baugeschichtlich und städtebaulich von Bedeutung. Viergeschossiger Bau mit Mansarddach, risalitartige Betonung der Eingangsachse, Balkone, qualitätvolle, expressionistische Gestaltung des Eingangs in Ziegel, Hauseingänge von Nummer 43 und 47 analog ausgeformt, mittlerer Eingang des Hauses Nummer 45 zur Betonung der Mitte anders gestaltet. | 09244182 |
| Direkt Bild zu diesem Denkmal hochladen | Mietshaus in geschlossener Bebauung | Chemnitzer Straße 45 (Karte)                              | 1930 | Teil der Mietshauszeile Chemnitzer Straße 43–47, siehe auch Nummer 43, baugeschichtlich und städtebaulich von Bedeutung. Eingang anders gestaltet als bei Nummer 43 und 47. | 09244183 |
| Direkt Bild zu diesem Denkmal hochladen | Mietshaus in geschlossener Bebauung | Chemnitzer Straße 47 (Karte)                              | 1930 | Teil der Mietshauszeile Chemnitzer Straße 43–47, siehe auch Nummer 43, baugeschichtlich und städtebaulich von Bedeutung. Gleiche Eingangsgestaltung wie bei Nummer 43. | 09244184 |
| Direkt Bild zu diesem Denkmal hochladen | Mietshaus in geschlossener Bebauung | Chemnitzer Straße 49 (Karte)                              | Um 1910 | Typische und gut erhaltene, sparsame Fassadendekoration in Putz der Zeit um 1910. Dreigeschossiger, traufständiger Bau, fünfachsige Fassadengliederung, Eingangstür in Mittelachse, schlichte Putzornamentik. | 09244181 |
| Direkt Bild zu diesem Denkmal hochladen | Mietshaus in geschlossener Bebauung | Chemnitzer Straße 60 (Karte)                              | Ende 19. Jahrhundert | Qualitätvolle, späthistoristische Fassade mit reichem Dekor, baugeschichtlich und städtebaulich von Bedeutung. Dreigeschossiges, traufständiges Gebäude mit anspruchsvoller, durch Porphyrpilaster gerahmter Fassadengestaltung, Originalputz weitgehend erhalten, Holzfenster. | 09244025 |
| Direkt Bild zu diesem Denkmal hochladen | Wohnhaus in halboffener Bebauung mit rückwärtiger Hofbebauung | Chemnitzer Straße 62 (Karte)                              | Ende 19. Jahrhundert | Anspruchsvolle, weitgehend erhaltene Putzgliederung der Straßen- und Seitenfassade. Zweigeschossiger, traufständiger Bau mit zwei erhöhten, von Tympana bekrönten Fassadenabschnitten, repräsentative Hervorhebung des ersten Obergeschosses durch Erker mit geschosshohen Säulen, ein gusseiserner Balkon ziert die Seitenfassade, rückwärtige Hofbebauung einheitlich mit dem Vordergebäude ausgeführt. | 09244026 |
|                                         | Fabrikantenvilla und Reste des Gartens (Villa Rau) | Dammplatz 7 (Karte)                                       | Um 1905 | Villa mit reicher, qualitätvoller Innenausstattung, baugeschichtlich und künstlerisch von Bedeutung. Zweigeschossiger Putzbau, annähernd quadratischer Grundriss, Sockel aus Porphyr-Polygonmauerwerk, Fachwerk im Drempelbereich und am Giebel, verzierter Schwebegiebel, Innenausstattung: Holzgalerie im Treppenhaus, Türen mit Jugendstilornamentik, verzierter Ofen, typische Vermischung von Historismus und Jugendstil, gefährdet durch langzeitlichen Leerstand. | 09243890 |
|                                         | Mietshaus in halboffener Bebauung und Ecklage | Dr.-Bruno-Kochmann-Straße 2 (Karte)                       | 1920er Jahre | Gesamtanlage mit Nummer 4, 6 und 8, qualitätvoller, sparsam gegliederter traditionalistischer Wohnbau, in gutem Zustand erhalten, baugeschichtlich und städtebaulich von Bedeutung. Dreigeschossiges Gebäude mit ausgebautem Mansardwalmdach, zentraler Dachaufbau, vertikale Putzfelderung, originale Kastenfenster erhalten. | 09243989 |
| Direkt Bild zu diesem Denkmal hochladen | Mietshaus in halboffener Bebauung | Dr.-Bruno-Kochmann-Straße 4 (Karte)                       | 1920er Jahre | Sparsam gegliederter, gut proportionierter Wohnbau, der mit Nummer 2, 6 und 8 eine Gesamtanlage bildet, typisch für die traditionalistische Wohnarchitektur der 1920er Jahre, in gutem Zustand erhalten, baugeschichtlich und städtebaulich von Bedeutung. Zweigeschossiges Gebäude mit zentralem Dachaufbau, ausgebautes Mansarddach mit Krüppelwalm, originale Kastenfenster in der Mehrzahl erhalten. | 09243986 |
| Direkt Bild zu diesem Denkmal hochladen | Mietshaus in geschlossener Bebauung | Dr.-Bruno-Kochmann-Straße 6 (Karte)                       | 1920er Jahre | Sparsam gegliederter, gut proportionierter Wohnbau, einheitlich mit Nummer 2, 4 und 8 ausgeführt, typisch für traditionalistische Wohnarchitektur der 1920er Jahre, in gutem Zustand erhalten, baugeschichtlich und städtebaulich von Bedeutung. Zweigeschossiges Gebäude mit ausgebautem Mansarddach, zentraler Dachaufbau, Rundbogenportal, Eckrustika, originale Kastenfenster erhalten. | 09243987 |
| Direkt Bild zu diesem Denkmal hochladen | Mietshaus in halboffener Bebauung | Dr.-Bruno-Kochmann-Straße 8 (Karte)                       | 1920er Jahre | Sparsam gegliederter, gut proportionierter Wohnbau, einheitlich mit Nummer 2, 4 und 6 ausgeführt, typisch für die traditionalistische Wohnarchitektur der 1920er Jahre, baugeschichtlich und städtebaulich von Bedeutung. Zweigeschossiges Gebäude, zentraler Dachaufbau, ausgebautes Mansarddach, Portal mit vorkragendem Architrav, Fassade durch Ladeneinbau und neue Fenster beeinträchtigt. | 09243988 |
| Direkt Bild zu diesem Denkmal hochladen | Villa | Dr.-Wilhelm-Külz-Straße 5 (Karte)                         | 1920er Jahre | Einfacher Baukörper mit origineller Fassadengestaltung, Anklänge an den Heimatstil, baugeschichtlich von Bedeutung. Eingeschossiges Gebäude mit hohem, zum Teil später ausgebautem Satteldach, Eingangsseite mit Holzlattenverkleidung, im Giebelbereich biberschwanzverkleidet, originale Tür mit reichen Schmuckmotiven, Veranda aus Holz und Glas hinter dem Haus. | 09244163 |
|                                         | Villa | Dr.-Wilhelm-Külz-Straße 8 (Karte)                         | 1911 | Einfach gestalteter Wohnbau mit dem Charakter eines kleinen Landhauses, baugeschichtlich von Bedeutung. Eingeschossiges Gebäude mit ausgebautem Mansarddach, der Giebel blickt auf die Straße, erkerartiger Vorbau im Erdgeschoss, Biberschwanzdeckung, Fledermausgaupen. | 09244162 |
| Weitere Bilder                          | Fabrikantenvilla | Dr.-Wilhelm-Külz-Straße 13 (Karte)                        | Bezeichnet mit 1922–1923 | Aufwendig gestaltetes Wohnhaus mit ionischer Kolossal-Halbsäulenstellung, baugeschichtlich von Bedeutung. Zweigeschossiges Gebäude auf hohem, in bossiertem Werkstein verkleidetem Sockel, steiles Walmdach, Putzgliederung mit Eckrustika, kräftigen Fenstereinfassungen und Girlandenmotiven, westseitig Vorbau mit doppelgeschossiger Blendsäulengliederung, Basen der Säulen kupferverkleidet, vor dem Eingang pilastergestützter Vorbau. | 09244161 |
|                                         | Wohnhaus mit Einfriedung | Dr.-Wilhelm-Külz-Straße 21 (Karte)                        | 1930er Jahre | Schlichter, gut proportionierter Bau, typisch für traditionalistische Wohnarchitektur um 1930, baugeschichtlich von Bedeutung. Zweigeschossiges Gebäude mit steilem Walmdach, ungegliederte Putzhaut, breite Fenster, Klappläden, eingeschossiger Vorbau, Biberschwanzdeckung, Fledermausgaupen, eigenwillig gestalteter Eingangsbereich. | 09244160 |
| Weitere Bilder                          | Genesungsheim Lützelhöhe sowie Einfriedung am Terrassengarten | Dr.-Wilhelm-Külz-Straße 51 (Karte)                        | Um 1910 (Genesungsheim); bezeichnet mit 1930 (Einfriedung)                                                                         | Anspruchsvoll gegliedertes Gebäude mit Reformstilelementen der Zeit um 1910, Betoneinfriedung in Art eines Astgeflechts, baugeschichtlich und ortsgeschichtlich von Bedeutung. Zweigeschossiger Baukörper mit Mansardwalmdach, Putzgliederung, Eingang von ionischen Halbsäulen flankiert, daneben Risalit, der in Dacherker übergeht, mit reichem Bänderschmuck, Dachgesims mit Zahnschnitt, Einfriedung des oberhalb des Genesungsheim gelegenen Terrassengartens: Stahlbewährung mit Beton in Holzstruktur (in Art eines Astgeflechts) mit Datierung: 1930, an einer Seite mit Leuchten. | 09244159 |
| Direkt Bild zu diesem Denkmal hochladen | Mietshaus in geschlossener Bebauung und Ecklage | Fabrikstraße 30 (Karte)                                   | Ende 19. Jahrhundert | Einfacher, gut gegliederter Mietsbau in städtebaulich wirksamer Lage, baugeschichtlich von Bedeutung. Zweigeschossige, eckumgreifende Anlage mit zwei von Tympana bekrönten Dacherkern und kleinen dreieckförmigen Gaupen, Porphyrgewände mit vorspringender Sohlbank und Sturz, alte Holzfenster. | 09244035 |
| Direkt Bild zu diesem Denkmal hochladen | Mietshaus in geschlossener Bebauung | Feldstraße 5 (Karte)                                      | Ende 19. Jahrhundert | Gründerzeitliches Gebäude mit wohlproportionierter, symmetrisch aufgebauter Fassade mit gut erhaltener Ornamentik, qualitätvolle Konsolsteine und florale Ornamentfelder unterhalb der Fenster, baugeschichtlich und städtebaulich von Bedeutung. Dreigeschossiger Bau mit Satteldach, traufständig, drei Dachgaupen, fünfachsige Fassadengliederung, Betonung der Mittelachse durch Eingangstür und gekoppelte Zwillingsfenster mit Mittelpfeiler, Ornamentfelder unterhalb der Fenster, „Fries“ mit Rosetten, schön gestaltete Konsolsteine mit Blattornamentik, Frauenhaupt über Eingangstür. | 09244007 |
| Direkt Bild zu diesem Denkmal hochladen | Wohnhaus in geschlossener Bebauung | Feldstraße 6 (Karte)                                      | Anfang 19. Jahrhundert | Schlichtes Wohnhaus, typisch für die ursprüngliche Bebauung der Garten- und Feldstraße, städtebaulich von Bedeutung. Zweigeschossiger Bau mit Satteldach, traufständig, Tür mit Gebälk über dem Sturz, Fassade entstellend überformt. | 09244008 |
|                                         | Heiste | Feldstraße 6, 7 (vor) (Karte)                             | Anf. 19. Jahrhundert | Erstreckt sich vor den Hausnummern 6 und 7, ursprüngliches Bruchsteinmauerwerk, heute verputzt, straßenbildprägend von Bedeutung | 09244005 |
| Direkt Bild zu diesem Denkmal hochladen | Mietshaus in Ecklage | Feldstraße 13 (Karte)                                     | Um 1910 | Großes Mietshaus in markanter Ecklage (Feldstraße/August-Bebel-Straße) mit reicher und sehr plastisch ausgeformter historisierender Ornamentik und Anklängen an den Jugendstil, baugeschichtlich, städtebaulich und straßenbildprägend von Bedeutung. Dreigeschossiger Bau mit erhöhter Eckpartie, Dacherker mit Anklängen an den Jugendstil, aufwendig gestaltete Eingangssituation, phantasievoll gestaltete Fenstergewände, unterhalb der Fenster Zinnenmotiv, ländliches Fachwerkmotiv, feingestaltete Lisenen, im rückwärtigen Bereich runder Treppenturm und Holzveranden. | 09244006 |
| Direkt Bild zu diesem Denkmal hochladen | Zwei Mietshäuser in halboffener Bebauung und Ecklage | Feldstraße 14, 15 (Karte)                                 | Um 1935 | Schlichte, aber sehr qualitätvoll gestaltete Mietshäuser mit städtebaulicher Wirkung, bilden den Abschluss des Straßenzuges, straßenbildprägender Erker (zweigeschossig) zur August-Bebel-Straße, baugeschichtlich und städtebaulich von Bedeutung. Dreigeschossiger Bau mit Walmdach, Eingänge sind risalitartig hervorgehoben mit geschweiftem Giebelabschluss über dem dritten Stockwerk, Erker zur August-Bebel-Straße. | 09244010 |
|                                         | Wohnhaus in halboffener Bebauung | Freiberger Straße 10 (Karte)                              | Anf. 19. Jahrhundert | Von besonderem architekturhistorischem Wert, auch innen sehr gut erhaltenes barockes Wohngebäude, baugeschichtlich und städtebaulich von Bedeutung. Zweigeschossiges, sechsachsiges, traufständiges Gebäude mit Mansarddach, Kreuzstockfenster im Erdgeschoss noch erhalten (April 1995), zahlreiche kreuzgewölbte Räume im Erdgeschoss, Treppenaufgang und Obergeschoss. | 09243876 |
|                                         | Mietshaus in offener Bebauung | Freiberger Straße 12 (Karte)                              | Letztes Drittel 19. Jahrhundert | Schlichter, gründerzeitlicher Mietsbau, markante Situation an der Grenze zwischen Altstadt und Erweiterungsgebiet, baugeschichtlich und städtebaulich von Bedeutung. Dreigeschossiges Gebäude mit Mansarddach, Gesimse und Fenstereinfassungen in Porphyr, Schmuck durch Brüstungsfelder und Konsolen, alte Holzfenster. | 09244144 |
|                                         | Wohnhaus in offener Bebauung sowie Stützmauer, Terrassierung und Einfriedung (ehemaliges Kinderheim Sonneneck)                                                                                      | Freiberger Straße 14 (Karte)                              | 1866, später überformt | Ehemals Kinderheim, großes, repräsentatives Gebäude mit reichhaltigen Gestaltungselementen wie rundbogigen Verdachungen oberhalb der Fenster auffälligen Frauenbüsten-Kapitelle mit menschlichem Antlitz, umlaufendem floralem Fries, terrassierte Gestaltung des Vorgartens mit Bruchsteinmauern. Dreigeschossiger Bau mit Walmdach, vorspringendem Mittelrisalit, Pilastern, Balustraden, Fries, phantasievollen Fensterverdachungen, Rückfassade durch Anbau gestört. | 09244141 |
| Weitere Bilder                          | Ehemaliges Wirtschaftsgebäude des Gaswerks, später Kino „Welt-Theater“ mit Ausstattung und Kinotechnik                                                                                              | Freiberger Straße 20 (Karte)                              | 1869 | Umbau eines Gaswerksgebäudes zum Kino durch den Betreiber des 1. Frankenberger Kinos „Welt-Theater“ (ehemals in der Frankenberger Straße 55), einziges Frankenberger Kino, welches sich nach Übernahme durch einen Verein nach wie vor größter Beliebtheit bei den Frankenberger Bürgern erfreut, woraus sich auch dessen große stadtgeschichtliche sowie kulturgeschichtliche und technikgeschichtliche Bedeutung ergibt | 09305256 |
|                                         | Mietvilla | Freiberger Straße 25 (Karte)                              | Um 1875 | Gründerzeitlicher Bau mit leicht vorspringendem Mittelrisalit und schlichter Fassadengliederung in Putz, baugeschichtlich und ortsentwicklungsgeschichtlich von Bedeutung. Zweigeschossiger Bau, Walmdach, Fensterverdachungen in Form von einfachem Gebälk und Dreiecksgiebeln, Zahnfries unterhalb des Daches, Putz bereits zu großen Teilen abgefallen. | 09244143 |
|                                         | Mietshaus in geschlossener Bebauung | Freiberger Straße 27 (Karte)                              | Letztes Viertel 19. Jahrhundert | Typischer Wohnhausbau dieses Teils der Freiberger Straße mit einfacher klassizistisch wirkender Fassadengliederung in Putz und straßenbildprägendem Dreiecksgiebel, baugeschichtlich und städtebaulich von Bedeutung. Zweigeschossiger Bau mit Satteldach, traufständig, Dacherker mit Giebel, gründerzeitliche Putzfassade mit weitgehend klassizistischer Formensprache, Fassade mit sechs Fensterachsen. | 09244135 |
|                                         | Mietshaus in geschlossener Bebauung | Freiberger Straße 32 (Karte)                              | Letztes Drittel 19. Jahrhundert | Auffällig reich gestaltete Fassade mit klassizistischen Motiven, baugeschichtlich und städtebaulich von Bedeutung. Zweigeschossiger Bau mit Satteldach, traufständig, Portal vollständig original erhalten, kannelierten Pilastern, antikisierende Kapitelle, Dreiecksverdachungen, Gesims mit Zahnschnitt, Konsolfries unterhalb des Daches. | 09244136 |
|                                         | Mietshaus in geschlossener Bebauung | Freiberger Straße 34 (Karte)                              | Letztes Drittel 19. Jahrhundert | Straßentypisches Mietshaus des oberen Teils der Freiberger Straße, einfach gegliederte Fassade mit sparsam verwendeten klassizistischen Elementen, baugeschichtlich und städtebaulich von Bedeutung. Zweigeschossiger Bau mit Satteldach, traufständig, Dacherker mit Dreiecksgiebel, Fassade fünfachsig, mittlere Achse hervorgehoben durch Eingang (mit Originaltür) und Pilaster mit Dreiecksverdachung über dem Fenster. | 09244137 |
|                                         | Wohnhaus in geschlossener Bebauung | Freiberger Straße 37 (Karte)                              | Um 1870 | Charakteristisch für den oberen Teil der Freiberger Straße mit sparsamer gründerzeitlicher Dekoration und einem breiten Rundbogenportal mit originaler Tür, baugeschichtlich und städtebaulich von Bedeutung. Zweigeschossiger Bau mit Satteldach, Dacherker mit schlichtem Giebel, Gesims mit Zahnschnitt, vier Dachhäuschen, Durchfahrt zum Hof, Kreuzgewölbe (zwei Joche) im Treppenhaus, Denkmalwert wurde nach Prüfung am 20. Juli 2006 bestätigt. | 09244138 |
| Weitere Bilder                          | Mauer, Keller und Verbindungsgang | Freiberger Straße 40 (bei und vor) (Karte)                | 19. Jahrhundert, eventuell älter                                                                                                   | Böschungsmauer und Höhler, kulturgeschichtlich und straßenbildprägend von Bedeutung. Höhlereingang im Jahre 1996 ungenehmigt vermauert, dahinterliegende Hohlräume vermutlich erhalten. | 09243969 |
|                                         | Wohnhaus mit Nebengebäude | Freiberger Straße 42 (Karte)                              | Um 1825 | Städtebauliche Bedeutung innerhalb der Zeile Nummer 41–47 aufgrund weitgehend originaler Fassadengliederung und Baukörperform. Zweigeschossiges, traufständiges Wohnhaus mit steilem Satteldach, Ladeneinbau, rückwärtig anschließender Seitenflügel, Rückseite überformt. | 09243878 |
|                                         | Wohnhaus in halboffener Bebauung | Freiberger Straße 50 (Karte)                              | Bezeichnet mit 1788 | Hochwertige barocke Anlage mit gut erhaltenen Gewölben im Eingangsbereich, als Teil der geschlossenen Bebauung auf der Südseite der Freiberger Straße baugeschichtlich und städtebaulich von Bedeutung. Zweigeschossiges, siebenachsiges, traufständiges Wohnhaus mit Mansarddach, Stichbogenportal, breite Kreuzgewölbe im Hausflur (guter Erhaltungszustand), links vom Haus flankierende Mauer mit Hofeinfahrt, Scheune bemerkenswert durch ihr hoch aufragendes Satteldach, Außenwände in Ziegel. Rückwärtige Scheune vor 2014 abgebrochen. | 09243875 |
|                                         | Wohnhaus in geschlossener Bebauung | Freiberger Straße 51 (Karte)                              | Um 1800 | In gutem Zustand erhaltene barocke Anlage von städtebaulichem und architekturgeschichtlichem Wert. Zweigeschossiges, siebenachsiges, traufständiges Gebäude mit Mansarddach, Dachgeschoss ausgebaut, Stichbogenportal, fein profilierte Holzfenster im Obergeschoss, Kreuzgewölbe im Hausflur und am Treppenansatz, Rückgebäude in Fachwerkkonstruktion aus der Erbauungszeit. Hintergebäude vor 2014 abgebrochen. | 09243874 |
|                                         | Wohnhaus in halboffener Bebauung mit Rück- und Nebengebäude | Freiberger Straße 52 (Karte)                              | Um 1800 | Von städtebaulichem Wert für den Straßenzug und im Zusammenhang mit Haus Nummer 53, typisches Wohnhaus seiner Zeit mit gut erhaltener Hofstruktur, baugeschichtlich von Bedeutung. Dreigeschossiges Wohnhaus mit Walmdach, im hinteren Teil noch Walmmansarddach, im Erdgeschoss noch gut erhaltene Fenster um 1900, im Hausflur eine barocke Tür mit Beschlag, Stichbogenportal mit Schlussstein, Haus Nummer 52 und Nummer 53 sind ähnlich gestaltet, wobei Nummer 52 wertvoller ist. | 09243873 |
| Direkt Bild zu diesem Denkmal hochladen | Wohnhaus in halboffener Bebauung mit Nebengebäude | Freiberger Straße 53 (Karte)                              | Um 1800 | Von städtebaulichem Wert für den Straßenzug und im Zusammenhang mit Haus Nummer 52 typisches Wohnhaus seiner Zeit mit Seitengebäude, baugeschichtlich von Bedeutung. Dreigeschossiges Wohnhaus mit Walmdach, im hinteren Teil noch Walmmansarddach, Fassade schlicht mit späterem Ladeneinbau um 1900, Rückfassade stark verändert. | 09243872 |
|                                         | Wohnhaus in geschlossener Bebauung | Freiberger Straße 54 (Karte)                              | Bezeichnet mit 1788 | Gebäude mit wertvollen, erhaltenen barocken Ausstattungsdetails wie Tür, Treppenhaus, Kreuzgewölbe, baugeschichtlich und städtebaulich von Bedeutung. Dreigeschossiges Wohnhaus mit Satteldach, traufständige Fassade durch Sanierung stark beeinträchtigt, altes Stichbogenportal mit Schlussstein (CGW 1788), kreuzgewölbter Flur, barockes Treppenhaus im Ansatz erhalten, Rückfassade stark überformt, Tür zum ehemaligen Hof barock. | 09243871 |
|                                         | Wohn- und Geschäftshaus in geschlossener Bebauung | Freiberger Straße 55 (Karte)                              | Um 1790 (nach dem Stadtbrand von 1788)                                                                                             | Gut erhaltener Putzbau mit mittiger Toreinfahrt, baugeschichtlich und stadtgeschichtlich von Bedeutung. Zweigeschossiger Bau mit Satteldach, traufständig, breite Tordurchfahrt, darin erhaltene Barocktür mit Beschlägen, Hofbebauung aus der 2. Hälfte des 19. Jahrhunderts, auf der rechten Seite Ladeneinbau Ende 19. Jahrhundert, linke Seite mit entstellendem neuen Ladeneinbau. | 09243870 |
|                                         | Mietshaus in halboffener Bebauung in Ecklage, mit Rückbebauung | Freiberger Straße 57 (Karte)                              | Bezeichnet mit 1789 | Entstanden als Überformung eines barocken Vorgängerbaus, qualitätvolle gründerzeitliche Fassade in gutem Zustand, baugeschichtlich und städtebaulich von Bedeutung. Dreigeschossiges großes Mietshaus mit Satteldach, traufständig, Fenster aus Zeit der Fassadenüberformung von 1894 zur Straße hin noch vorhanden, spätere Ladeneinbauten. | 09243865 |
|                                         | Wohnhaus in halboffener Bebauung | Freiberger Straße 58 (Karte)                              | Um 1800 | Von hohem städtebaulichem Wert für die Freiberger Straße, gestalterisch qualitätvolle Fassadengestaltung der Erdgeschoss-Ladenzone, baugeschichtlich von Bedeutung. Großes zweigeschossiges Wohnhaus, Mansardwalmdach, im Erdgeschoss barocke Kreuzgewölbe, sehr qualitätvoller Ladeneinbau um 1900, Kreuzgewölbe im rechten Laden beim Umbau auf Eisensäulen gestellt. | 09243864 |
| Direkt Bild zu diesem Denkmal hochladen | Hinterhaus | Freiberger Straße 59 (Karte)                              | Um 1800 | Ortstypische Rückbebauung der Zeit nach dem letzten Stadtbrand, baugeschichtlich von Bedeutung. Zweigeschossiger Bau mit hohem Mansarddach, im Sockelbereich Bruchsteinmauerwerk, Fassade Anfang des 20. Jahrhunderts überformt. | 09243869 |
|                                         | Wohnhaus in geschlossener Bebauung | Freiberger Straße 61 (Karte)                              | Um 1800 | Von städtebaulichem Wert, für das Erscheinungsbild der Freiberger Straße charakteristisches Wohnhaus. Zweigeschossiges Wohnhaus mit später ausgebautem Mansarddach, traufständig, Fassade überformt, späterer Ladeneinbau, spätere Hinterhofbebauung mit Seiten- und Rückgebäude. | 09243867 |
|                                         | Wohnhaus in geschlossener Bebauung | Freiberger Straße 62 (Karte)                              | Um 1800, später überformt | Wertvoll für die Freiberger Straße als typisches kleines Wohnhaus in gutem Zustand, baugeschichtlich und städtebaulich von Bedeutung. Zweigeschossiges Wohnhaus mit später ausgebautem Mansarddach, traufständig, Stichbogenportal mit Schlussstein, späterer Ladeneinbau, spätere Hinterhofbebauung mit Seiten- und Rückgebäude. | 09243866 |
|                                         | Wohnhaus in geschlossener Bebauung | Friedrichstraße 33 (Karte)                                | Um 1910 | Schlichter Wohnbau mit flächiger, wohlproportionierter Putzgliederung und straßenbildprägendem Dacherkergiebel, baugeschichtlich von Bedeutung. Zweigeschossiger Bau mit Mansarddach, Dacherker mit Giebel, schlichte, flächige Putzgliederung, Fenster und Türen original erhalten. | 09244147 |
| Direkt Bild zu diesem Denkmal hochladen | Wohnhaus in geschlossener Bebauung | Gartenstraße 37 (Karte)                                   | Um 1830 | Einfacher, kleiner Wohnbau, typisch für das ursprüngliche Erscheinungsbild der Gartenstraße, in gutem Erhaltungszustand, städtebaulich von Bedeutung. Dreigeschossiges, traufständiges Wohnhaus, Fassade überformt und aufgestockt, Stichbogenportal mit Schlussstein, originale Tür, alte Holzfenster, rückseitig zweigeschossig mit Mansarddach. | 09243992 |
| Direkt Bild zu diesem Denkmal hochladen | Keller und Verbindungsgang | Gartenstraße 39 (bei) (Karte)                             | 19. Jahrhundert, eventuell älter                                                                                                   | Unterirdisches Höhlersystem mit in Ziegel und Bruchstein gemauertem Eingang, kulturgeschichtlich von Bedeutung | 09244123 |
| Direkt Bild zu diesem Denkmal hochladen | Wohnhaus in halboffener Bebauung | Gartenstraße 40 (Karte)                                   | Bezeichnet mit 1837 | Einfacher kleiner Wohnbau, typisch für das ursprüngliche Erscheinungsbild der Gartenstraße, letztes in seiner Fassadenaufteilung original erhaltenes Gebäude der zusammenhängenden Zeile Nummer 39–45, städtebaulich von Bedeutung. Zweigeschossiger, traufständiger Bau, Satteldach verändert, Portal mit Zahnschnitt, Tür und Fenster erneuert, Denkmalwert wurde nach Prüfung am 20. Juli 2006 bestätigt. | 09243990 |
| Direkt Bild zu diesem Denkmal hochladen | Sechs Mehrfamilienhäuser in offener Bebauung (siehe auch 09244214, Thomas-Rockart-Straße 7, 9, 11, 13)                                                                                              | Georg-Hager-Straße 10, 12, 14, 16, 17, 19 (Karte)         | Um 1930 | Zeitgleich entstandene Wohnhausgruppe von baugeschichtlicher und sozialgeschichtlicher Bedeutung. Zweigeschossige Bauten mit Walmdächern, Dachgesimse beschreiben einen geschweiften Bogen oberhalb der Treppenhausfenster, Sockelbereiche in Ziegel ausgeführt, Betonung der Mittelachsen durch die Eingänge, die lang gestreckten Treppenhausfenster und die Gesimsbögen, Anlage ist zu einem großen Teil durch Sanierung beeinträchtigt. | 09244210 |
| Direkt Bild zu diesem Denkmal hochladen | Mietshaus in halboffener Bebauung | Gnauckstraße 10 (Karte)                                   | Ende 19. Jahrhundert | Gründerzeitlicher Bau mit sehr reichhaltigen, phantasievollen Schmuckformen, baugeschichtlich und städtebaulich von Bedeutung. Zweigeschossig, Satteldach, Dacherker betont Mittelachse, Dachgaupen, originale Putzhaut, Fensterumrahmungen in rotem Klinker, Rundbogenfenster im Dacherker, originale Tür und zum Teil originale Fenster, Fassade sechsachsig. | 09244173 |
| Direkt Bild zu diesem Denkmal hochladen | Mietshaus in geschlossener Bebauung | Gnauckstraße 11 (Karte)                                   | Ende 19. Jahrhundert | Qualitätvoller Bau mit weitestgehend erhaltener, fein profilierter, originaler Putzhaut mit Quadernutung im Erdgeschoss, baugeschichtlich und städtebaulich von Bedeutung. Zweigeschossig, Satteldach, vierachsige Fassade, Gesims trennt die zwei Geschosse, Fries. | 09244174 |
| Direkt Bild zu diesem Denkmal hochladen | Mietshaus in halboffener Bebauung und Ecklage | Gnauckstraße 12 (Karte)                                   | Ende 19. Jahrhundert | Gründerzeitlicher Bau mit Klinker- und Putzdekoration, turmartige Erhöhung der Ecke, baugeschichtlich und städtebaulich von Bedeutung. Zweigeschossiger Bau mit turmartig erhöhter Ecke und Dacherkern. | 09244172 |
|                                         | Wohnstallhaus und Einfriedungsmauer | Gunnersdorfer Straße 6 (vor) (Karte)                      | Bezeichnet mit 1832 | Sehr bemerkenswerter, geschlossen erhaltener Bau mit zahlreichen wertvollen Außen- und Innendetails, baugeschichtlich von Bedeutung. Zweigeschossiges, giebelständiges Gebäude, hohes Satteldach mit beidseitigem Schopfwalm, Zugang über die Längsseite, im Erdgeschoss zahlreiche Porphyrgewände, Portal mit vorkragender Verdachung auf Konsolen und Zahnschnitt, bezeichnet mit „No. 4 Eichler 1832“, Obergeschoss holzverschalt, kleine Holzfenster, innen Gewölbe auf Säulen, beim Haus Einfriedungsmauer in Bruchstein. | 09244226 |
|                                         | Wohnstallhaus, Seitengebäude und Scheune eines Vierseithofes | Gunnersdorfer Straße 8 (Karte)                            | 18. Jahrhundert | Wertvolle, da im Frankenberger Raum seltene und gut erhaltene Fachwerkkonstruktion des Seitengebäudes, große Einheitlichkeit der in ihren Baukörpern kaum veränderten Gesamtanlage, baugeschichtlich und wirtschaftsgeschichtlich von Bedeutung. - Seitengebäude: zweigeschossiger, lang gestreckter Bau mit verschiefertem Satteldach, Obergeschoss gedrückte Fachwerkkonstruktion mit großem Ständerabstand, dreifach Schwelle mit Schiffchenkehle, Verblattungen, Erdgeschoss Bruchstein, verputzt, leicht überformt (Garageneinfahrt) - niedrige Scheune: mit hohem Satteldach (schiefergedeckt), originaler Dachstuhl - Wohnstallhaus: zweigeschossig mit besonders hohem Satteldach, Fachwerk außen durch Stein ersetzt, innen erhalten, originaler Dachstuhl, gründerzeitliche Fenster | 09244229 |
| Direkt Bild zu diesem Denkmal hochladen | Nordöstliches Auszugshaus eines ehemaligen Vierseithofes | Gunnersdorfer Straße 12 (Karte)                           | 1793 laut Auskunft des Eigentümers                                                                                                 | Obergeschoss Fachwerk, mit Stall, Auszugswohnung und Heuboden, baugeschichtlich und sozialgeschichtlich von Bedeutung. Zweigeschossiger Bau mit Satteldach, im vorderen Teil des Gebäudes Erdgeschoss Bruchstein, Porphyrgewände, Obergeschoss Fachwerk mit erhaltener Lehmfüllung, alte Holzfenster, hinterer Teil Scheune, in beiden Geschossen holzverschalt. Scheune des Hofes und Stallgebäude existieren nicht mehr. | 09244227 |
| Direkt Bild zu diesem Denkmal hochladen | Südöstliche Scheune, südwestliches Seitengebäude und Hofpflaster eines Vierseithofes | Gunnersdorfer Straße 15 (Karte)                           | 1. Hälfte 19. Jahrhundert | Ursprünglich getrennte, heute übereck verbundene Gebäude mit offener Fachwerkkonstruktion, weitestgehend original, ursprüngliche Pflasterung im Hof, baugeschichtlich und wirtschaftsgeschichtlich von Bedeutung. Scheune, Satteldach, Fachwerk, ein Tor mittig, eines am linken Rand, Seitengebäude, Erdgeschoss Bruchstein, Obergeschoss Fachwerk, Porphyrgewände, originale Lehmausfachung an beiden Gebäuden erhalten. | 09244228 |
|                                         | Villa | Hainichener Straße 4 (Karte)                              | Ende 19. Jahrhundert | Qualitätvoller, gründerzeitlicher Wohnbau in gutem Erhaltungszustand, städtebaulich besonders wirksam durch erhöhte Lage in der Sichtachse der Schloßstraße, baugeschichtlich von Bedeutung. Zweigeschossiger Baukörper mit flachgeneigtem Walmdach, Fassadengliederung in zurückhaltenden Renaissanceformen, zur Hainichener Straße Mittelrisalit, darüber Dachaufbau mit Biforium, Holzfenster. | 09243994 |
| Weitere Bilder                          | Herrenhaus, Reste des Gartens und Stützmauer des ehemaligen Ritterguts der Stadt Frankenberg | Hainichener Straße 7 (Karte)                              | 1553 | Renaissancebau des ehemaligen Rittergutes Frankenberg mit imposantem, sehr steilem hohem Satteldach (vier Dachstühle), reich profilierte Renaissancegewände, baugeschichtlich, hausgeschichtlich und ortsgeschichtlich von Bedeutung. Zweigeschossiger Bau mit vier Dachgeschossen, Dachfenster in großen Blenden mit Segmentbogenabschluss, Fenster sitzen nicht mittig in der Blende, Türportal mit Eierstab und Flechtband mit Kreisornament, Nischen im Türgewände, Wappen über dem Türsturz, Reste des Gartens mit Stützmauer zur Hainichener Straße. | 09244216 |
| Direkt Bild zu diesem Denkmal hochladen | Denkmal für die im Ersten Weltkrieg gefallenen Mitglieder des Arbeiter-Turn-Sportvereins Frankenberg                                                                                                | Hammertal 3b (Karte)                                      | Um 1920 | Ortsgeschichtlich von Bedeutung. Schlichtes Ehrenmal, großer rechteckiger Stein im Zentrum, flankiert von abgestuften Mauerelementen. | 09244169 |
| Direkt Bild zu diesem Denkmal hochladen | Mietvilla | Hammertal 8 (Karte)                                       | Um 1900 | Späthistoristischer Wohnbau von bemerkenswerter Qualität, weitestgehend im Originalzustand erhalten, baugeschichtlich von Bedeutung. Kubischer Baukörper mit Walmdach, repräsentative Fassadengestaltung mit spitzen Fensterüberdachungen, Eckrustika und kräftig profilierten Gesimsen, Zahnschnitt am Dachgesims, Eckloggia mit toskanischer Säule, fein profilierte Holzfenster nahezu vollzählig erhalten. | 09243985 |
|                                         | Mietshaus in halboffener Bebauung (Doppelmietshaus mit Nr. 6) | Hermann-Fischer-Straße 4 (Karte)                          | Um 1910 | Alte Ortslage Gunnersdorf, qualitätvolle Fassadengestaltung in Formen eines späten Historismus und eines geometrisierenden Jugendstils, baugeschichtlich von Bedeutung. Zweigeschossiges Gebäude mit Satteldach, seitlich angeordneter Dacherker mit geschwungenem Giebel, differenzierte ornamentale Putzgliederung mit Eckpilastern, horizontalen Bändern und floral verzierten Brüstungsfeldern, alte Holzfenster zum Teil erhalten. | 09244238 |
|                                         | Mietshaus in halboffener Bebauung (Doppelmietshaus mit Nr. 4) | Hermann-Fischer-Straße 6 (Karte)                          | Um 1910 | Alte Ortslage Gunnersdorf, qualitätvolle Fassadengestaltung in Formen eines späten Historismus und eines geometrisierenden Jugendstils, baugeschichtlich von Bedeutung. Zweigeschossiges Gebäude mit Satteldach, seitlich angeordneter Dacherker mit geschwungenem Giebel, differenzierte ornamentale Putzgliederung mit Eckpilastern, horizontalen Bändern und floral verzierten Brüstungsfeldern, alte Holzfenster zum Teil erhalten. | 09244239 |
| Direkt Bild zu diesem Denkmal hochladen | Mietshaus in geschlossener Bebauung | Hohe Straße 29 (Karte)                                    | Um 1910 | Klar gegliederte gründerzeitliche Fassade mit Jugendstilmotiven, straßenbildprägender Erker über zwei Geschosse in der Mittelachse mit Pilastergliederung und phantasievollen Kapitellen, baugeschichtlich und städtebaulich von Bedeutung. Dreigeschossiger Bau mit Mansarddach, Dacherker mit einfachem Dreiecksgiebel und Fachwerkmotiv, Fassade mit sieben Achsen, Tür in Mittelachse, darüber zweigeschossiger Erker mit kannelierten Pilastern und Dach. | 09244199 |
| Direkt Bild zu diesem Denkmal hochladen | Mietshaus in halboffener Bebauung | Hohe Straße 31 (Karte)                                    | Um 1910 | Schlichter, wohlproportionierter Mietsbau im Stil der Reformarchitektur um 1910, in gutem Zustand, baugeschichtlich und städtebaulich von Bedeutung. Dreigeschossiges Gebäude mit Mansarddach, Fassadengliederung durch vier mittig angeordnete Loggien, darüber Dachaufbau, geometrische Schmuckdetails, Tür, Fenster und Putz original. | 09244198 |
| Direkt Bild zu diesem Denkmal hochladen | Mietshaus in halboffener Bebauung | Hohe Straße 35 (Karte)                                    | Um 1910 | Einheitlich konzipiert mit Nummer 36, qualitätvolle, historisierende Fassadengestaltung, weitgehend original erhalten, baugeschichtlich und städtebaulich von Bedeutung. Dreigeschossiges, traufständiges Gebäude mit Satteldach, Dacherker mündet in geschweiften Giebel, den das Haus mit Nummer 36 gemeinsam hat, Putzfassade mit Schmuckelementen in Ziegel, Originaltür, Beeinträchtigung durch erneuerte Fenster und Putz. | 09244202 |
| Direkt Bild zu diesem Denkmal hochladen | Mietshaus in geschlossener Bebauung | Hohe Straße 36 (Karte)                                    | Um 1910 | Einheitlich konzipiert mit Nummer 35, qualitätvoll historisierende Fassadengestaltung, weitestgehend original erhalten, baugeschichtlich und städtebaulich von Bedeutung. Dreigeschossiges, traufständiges Gebäude mit Satteldach, Dacherker mündet in geschweiften Giebel, den das Haus mit Nummer 35 teilt, Putzfassade mit Schmuckelementen in Ziegel, kräftige Fensterumfassungen, Haustür und Fenster original. | 09244201 |
| Direkt Bild zu diesem Denkmal hochladen | Mietshaus in geschlossener Bebauung | Hohe Straße 37 (Karte)                                    | Um 1910 | Schlichter, für die Reformarchitektur um 1910 typischer Bau mit wertvollen Innendetails, baugeschichtlich und städtebaulich von Bedeutung. Dreigeschossiges Gebäude mit Mansarddach, doppelgeschossiger Erker über mittig angeordnetem Eingang, Dacherker mit breitem Giebel über linker Fassadenhälfte, originell gestaltete Fensterverdachungen als einziges Ziermotiv, beeinträchtigt durch erneuerte Fenster und Dachdeckung, bemerkenswerte Dekorationsmalerei im Eingangsbereich, Haustür und Innentüren original. | 09244200 |
| Weitere Bilder                          | Mietshaus in Ecklage | Humboldtstraße 1 (Karte)                                  | Ende 19. Jahrhundert | Mit Laden, qualitätvolle Überformung eines gründerzeitlichen Mietsgebäudes in städtebaulich wirksamer Lage, weitgehend original erhalten, baugeschichtlich von Bedeutung. Dreigeschossiger, traufständiger Bau mit geschossübergreifendem Eckerker, wirkungsvolle, farblich differenzierte Horizontalgliederung (grün und ocker), dazwischen Porphyrgewände und Holzfenster des gründerzeitlichen Ursprungsbaues, durch Dacherker rhythmisch gegliederte Dachlandschaft, um 1930 komplett überformt, Kunstraub- sowie Vandalismusschäden im Innenbereich. | 09244109 |
|                                         | Mietshaus in offener Bebauung (ehemalige Tabakfabrik) | Humboldtstraße 1a (Karte)                                 | Letztes Drittel 19. Jahrhundert | Sparsam gegliedertes Gebäude mit wichtiger städtebaulicher Funktion als nördliche Begrenzung des Körnerplatzes, baugeschichtlich von Bedeutung. Dreigeschossiger, traufständiger Bau auf hohem Sockel, Putzfassade mit strenger Lisenengliederung, Porphyrgewände, Tympanon fasst am linken Gebäuderand drei Achsen zu einem Frontispiz zusammen, daneben Hofeinfahrt durch Pilaster gerahmt, Hofbebauung aus der Erbauungszeit. Hinterhaus (ehemalige Tabakfabrik) vor 2011 abgebrochen. | 09244108 |
|                                         | Wohnhaus in geschlossener Bebauung | Humboldtstraße 6 (Karte)                                  | 1. Viertel 19. Jahrhundert | Charakteristisches kleines Wohnhaus aus dem 1. Viertel des 19. Jahrhunderts, städtebaulich wichtig als Teil der Häuserzeile Humboldtstraße 2–7, die den Körnerplatz begrenzt. Zweigeschossig, Satteldach, Eingang mit einfacher Verdachung, schlichte Fassade, im Erdgeschoss verändert. | 09244063 |
| Weitere Bilder                          | Schulgebäude (Grundschule Frankenberg) | Humboldtstraße 8 (Karte)                                  | Bezeichnet mit 1895 | Bemerkenswertes, repräsentativ gestaltetes Bauwerk, städtebaulich bedeutsam als Auftakt zur gründerzeitlichen Bebauung der Humboldtstraße, baugeschichtlich und ortsgeschichtlich von Bedeutung. Dreigeschossiger Bau mit breitem, leicht erhöhtem Mittelrisalit, im Erdgeschoss vereinfachend überformt, Portal von zwei toskanischen Säulen flankiert, Obergeschoss mit orangefarbenen Ziegelverblendungen, reich profilierte Fensterumfassungen und Gesimse in Werkstein, ionische Pilaster rahmen die großen Fenster der Aula im zweiten Obergeschoss. | 09244065 |
|                                         | Mietshaus in halboffener Bebauung und Ecklage | Humboldtstraße 9 (Karte)                                  | Ende 19. Jahrhundert | Späthistoristischer Wohnbau mit aufwendig gestalteter Fassade, Teil einer einheitlich konzipierten Gesamtanlage (Nummer 9–11), baugeschichtlich und straßenbildprägend von Bedeutung. Zweigeschossiges Gebäude mit zweiseitigem Dachaufbau an der Straßenecke, durch Eckerker zusätzlich betont, im Erdgeschoss rustikaähnliche Putzgliederung, in den Obergeschossen hellgelbe Ziegelverblender, Fensterumrahmungen und Gesimse in verschiedenfarbigem Putz, Originalfenster erhalten. | 09244066 |
| Weitere Bilder                          | Parkanlage Friedenspark | Humboldtstraße 9–15 (gegenüber) (Karte)                   | 1891 | Typische gründerzeitliche Stadtparkgestaltung, gelungenes Ensemble mit den angrenzenden gründerzeitlichen Gebäuden, von städtebaulicher Bedeutung. Ehemaliger Friedhof, 1891 durch Otto Moosdorf aus Lindenau bei Leipzig zum Park umgestaltet. - Bauliche Schutzgüter: - Erschließung, Wegesystem: alle Wege mit wassergebundener Decke, symmetrisch aufgebautes Wegesystem mit Rondell im Zentrum der Anlage und geschwungenen Wegen, Symmetrieachse von Osten nach Westen - Denkmal: ehemals Siegesdenkmal im Zentrum der Anlage innerhalb des Rondells - Vegetation: alter Baumbestand (nicht symmetrisch angeordnet): u. a. Stiel-Eichen (Quercus robur), Berg-Ahorn (Acer pseudoplatanus), Linden (Tilia spec.), Kastanien (Aesculus hippocastanum), Hainbuchen (Carpinus betulus), Buche (Fagus sylvatica), Robinien (Robinia pseudoacacia), Rhododendren | 09244599 |
| Weitere Bilder                          | Mietshaus in geschlossener Bebauung | Humboldtstraße 10 (Karte)                                 | Ende 19. Jahrhundert | Späthistoristischer Wohnbau mit aufwendig gestalteter Fassade, Teil einer einheitlich konzipierten Gesamtanlage (Nummer 9–11, „Hungerhäuser“), baugeschichtlich und ortsentwicklungsgeschichtlich von Bedeutung. Dreigeschossiges Gebäude mit zentralem Fassadenerker, darüber Dachaufbau mit bekrönendem Tympanon, rustikaähnliche Putzgliederung im Erdgeschoss, in den Obergeschossen hellgelbe Ziegelverblender, Fensterumrahmungen und Gesimse in verschiedenfarbigem Putz, Originalfenster erhalten. | 09244067 |
|                                         | Mietshaus in halboffener Bebauung | Humboldtstraße 11 (Karte)                                 | Ende 19. Jahrhundert | Späthistoristischer Wohnbau mit aufwendig gestalteter Fassade, Teil einer einheitlich konzipierten Gesamtanlage (Nummer 9–11, „Hungerhäuser“), baugeschichtlich und städtebaulich von Bedeutung. Dreigeschossiges Gebäude mit zweiseitigem, breitem Dachaufbau an der Straßenecke, zusätzlich betont durch Eckerker mit bekrönender Loggia, im Erdgeschoss horizontale Putzstreifen, in den Obergeschossen hellgelbe Ziegelverblender, Fenstereinfassungen und Gesimse verschiedenfarbig im Putz, originale Fenster erhalten. | 09244068 |
|                                         | Postgebäude in offener Bebauung | Humboldtstraße 12 (Karte)                                 | 1878 | Repräsentativ gestalteter gründerzeitlicher Bau, Straßenfassade vereinfachend überformt, Flanken und Rückseite dagegen im ursprünglichen Zustand erhalten, baugeschichtlich und ortsgeschichtlich von Bedeutung. Zweigeschossiges Gebäude mit ausgebautem Mansarddach, allseitig Putzfassaden, zur Straße hin vereinfacht, rechter Fassadenabschnitt risalitartig vorspringend, Gliederung in Renaissanceformen, Originalfenster überwiegend erhalten. | 09244069 |
|                                         | Mietshaus in halboffener Bebauung | Humboldtstraße 13 (Karte)                                 | Ende 19. Jahrhundert | Gründerzeitliche Fassade mit einer ausgewogenen flächigen Ziegel- (rot und gelb) und Putzgliederung ohne Ornament, baugeschichtlich von Bedeutung, von städtebaulichem Wert, da analog zu August-Bebel-Straße 3 gestaltet, beide Bauten rahmen die Nummern 14 und 15. Dreigeschossiger Bau mit turmartig erhöhtem Eckbereich, zum Teil Fensterverdachungen in Form von Gebälk mit kleinen Konsolen (kaum wahrnehmbar), zwei Segmentbogenabschlüsse oberhalb der Fenster im erhöhten Bauteil. | 09244119 |
|                                         | Mietshaus in geschlossener Bebauung | Humboldtstraße 14 (Karte)                                 | Ende 19. Jahrhundert | Gründerzeitliche Fassade in Ziegel und Putz mit sehr reich gestalteter linker Fassadenseite, von städtebaulichem Wert da analog, aber spiegelbildlich zu Nummer 15 gestaltet und eine gestalterische Einheit mit Nummern 13–15 sowie August-Bebel-Straße 3 bildend, baugeschichtlich von Bedeutung. Dreigeschossiger Bau mit Dacherker und Giebel, verkröpftes Gesims, Konsolsteinen, Halbsäulen aus abwechselnd kannelierten und glatten Trommeln mit ionisierendem Kapitell, entstellende Veränderung im Dachbereich. | 09244120 |
|                                         | Mietshaus in geschlossener Bebauung | Humboldtstraße 15 (Karte)                                 | Ende 19. Jahrhundert | Gründerzeitliche Fassade in Ziegel und Putz mit sehr reich gestalteter rechter Fassadenhälfte, von städtebaulichem Wert auf Grund der analogen, aber spiegelbildlichen Gestaltung zu Nummer 14 und da es eine gestalterische Einheit mit den Nummern 13–15 sowie August-Bebel-Straße 3 bildet, baugeschichtlich von Bedeutung. Dreigeschossig, Dacherker mit Giebel, verkröpftes Gesims, Konsolsteinen, Halbsäulen mit abwechselnd kannelierten und glatten Trommeln und ionisierendem Kapitell, Dachbereich noch nicht verändert. | 09244116 |
|                                         | Villa mit rückwärtigen Anbauten | Humboldtstraße 17 (Karte)                                 | Ende 19. Jahrhundert | Reich gegliederter, qualitätvoller Bau in Formen der Neorenaissance, weitgehend original erhalten, baugeschichtlich und ortsentwicklungsgeschichtlich von Bedeutung. Zweigeschossiger Baukörper mit stark vorspringendem Mittelteil, welcher seinerseits durch einen dreistöckigen Mittelrisalit ausgezeichnet ist, differenzierte Putzgliederung mit reich geschmückten Brüstungsfeldern und Gesimsen, Eingang über zweigeschossige, seitlich angefügte Loggia, alte Holzfenster. | 09244113 |
|                                         | Mietvilla | Humboldtstraße 18 (Karte)                                 | Um 1910 | Einfacher gründerzeitlicher Bau, repräsentative Umgestaltung der Fassade, baugeschichtlich und städtebaulich von Bedeutung. Zweigeschossiges, traufständiges Gebäude mit sparsamer Putzgliederung, Eckrustika, Straßenfassade im Mittelabschnitt erhöht, Frontispiz mit Geschoss übergreifenden ionischen Pilastern, darüber Segmentbogengiebel, alte Holzfenster. | 09244115 |
|                                         | Villa | Humboldtstraße 19 (Karte)                                 | Ende 19. Jahrhundert | Repräsentativer, gründerzeitlicher Wohnbau mit qualitätvoller Putzgliederung, baugeschichtlich und ortsentwicklungsgeschichtlich von Bedeutung. Zweigeschossiges Gebäude mit flachgeneigtem Walmdach, symmetrisch gestaltete Straßen- und Seitenfassade, Mittelabschnitt durch rahmende Pilaster hervorgehoben, reicher Gesimsschmuck, durch neue Fenster beeinträchtigt. Kleines zweigeschossiges Remisengebäude mit Fachwerkelementen (Max-Pezold-Straße 13, Streichung 2007, kein ausreichender Denkmalwert vorhanden). | 09244110 |
|                                         | Wohnhaus in halboffener Bebauung mit Einfriedung | Humboldtstraße 22 (Karte)                                 | Ende 19. Jahrhundert | Bauliche Einheit mit Humboldtstraße 23, Gebäude mit gründerzeitlicher Putzfassade in markanter Ecklage mit zwei straßenbildprägenden Dacherkergiebeln, baugeschichtlich und ortsentwicklungsgeschichtlich von Bedeutung. Zweigeschossiger Bau mit je einem Dacherker zur Humboldtstraße und Meltzerstraße, im Erdgeschoss schlichte Pilastergliederung, im ersten Obergeschoss ornamentierte Fensterumrahmungen, risalitartige Hervorhebung des Mittelteils beider Straßenfassaden, Fensterumrahmungen dort sehr abwechslungsreich gestaltet mit Konsolen, Zahnschnitt, Kapitell, Verdachung, Putzhaut nicht mehr komplett vorhanden. | 09244118 |
|                                         | Wohnhaus in halboffener Bebauung und Einfriedung | Humboldtstraße 23 (Karte)                                 | Ende 19. Jahrhundert | Bauliche Einheit mit Humboldtstraße 22, Gebäude mit gründerzeitlicher Fassade und straßenbildprägendem Dacherkergiebel, baugeschichtlich und ortsentwicklungsgeschichtlich von Bedeutung. Gestaltung der Fassade wie bei Humboldtstraße 22, allerdings durch Sanierung schon beeinträchtigt. | 09244121 |
| Direkt Bild zu diesem Denkmal hochladen | Mietvilla | Humboldtstraße 24 (Karte)                                 | Ende 19. Jahrhundert | Für die Bebauung der Humboldtstraße typisches Wohngebäude mit differenzierter, weitgehend erhaltener, historisierender Putzgliederung, baugeschichtlich und ortsentwicklungsgeschichtlich von Bedeutung. Zweigeschossiger Bau mit Mansarddach, Mittelrisalit, reich gestaltete Fensterumrahmungen, Hauptansicht durch neue Fenster und Anstrich stark beeinträchtigt. | 09244112 |
|                                         | Villa | Humboldtstraße 25 (Karte)                                 | Um 1910 | Architektonisch wertvoller Wohnbau mit reicher Fassadengliederung, baugeschichtlich und ortsentwicklungsgeschichtlich von Bedeutung. Eingeschossiges Gebäude mit ausgebautem Mansarddach, Hauptansicht akzentuiert durch erhöhten, kräftig vorspringenden Mittelrisalit, Geschoss übergreifende Pilasterstellung, Frontispiz mit reich verziertem Tympanon, originale Fenster erhalten, ursprünglicher Gartenzaun auf der Ostseite noch vorhanden, hinter dem Haus Remise. | 09244111 |
| Direkt Bild zu diesem Denkmal hochladen | Wohnhaus in offener Bebauung und Ecklage, mit Seitenflügel | Humboldtstraße 27 (Karte)                                 | Ende 19. Jahrhundert | Bemerkenswerter gründerzeitlicher Wohnbau mit differenzierter, gut erhaltener Putzgliederung, baugeschichtlich und ortsentwicklungsgeschichtlich von Bedeutung. Zweigeschossiges Gebäude mit Walmdach, Mittelachse hervorgehoben durch Dacherker mit fünffacher Rundbogengestaltung, durch späteren Ladeneinbau beeinträchtigt, östliche Flanke mit Skulptur in Nische (weibliche Figur ohne Kopf), westliche Flanke mit übergiebeltem Portal und Sinnsprüchen. | 09244122 |
|                                         | Villa | Humboldtstraße 29 (Karte)                                 | Ende 19. Jahrhundert | Einfach gegliederter, gründerzeitlicher Villenbau, typisch für die Bebauung der Humboldtstraße, baugeschichtlich von Bedeutung. Zweigeschossiges Gebäude mit flachem Walmdach, schlichte Fassadengliederung mit Eckrustika, Porphyrgewänden und vorkragenden Fensterverdachungen, linker Fassadenabschnitt risalitartig vorspringend, Originalfenster in ihrer Mehrzahl erhalten. | 09244107 |
|                                         | Wohnhaus in offener Bebauung | Humboldtstraße 30 (Karte)                                 | Letztes Viertel 19. Jahrhundert | Qualitätvolle, zurückhaltende Putzfassade mit der Andeutung eines Mittelrisalits und Gliederungsmotiven wie Blockquaderung in den Eckbereichen, baugeschichtlich und städtebaulich von Bedeutung. Zweigeschossiger Bau, profilierte Fensterumrahmungen, Fensterverdachungen, Konsolen, Eingangsvorbau mit hölzernem Obergeschoss, Satteldach, traufständig. | 09244117 |
| Weitere Bilder                          | Villa und Remisengebäude sowie Einfriedung | Humboldtstraße 34 (Karte)                                 | Ende 19. Jahrhundert (Villa); um 1900 (Einfriedung)                                                                                | Bemerkenswerte architektonische Gesamtanlage, zurückhaltend in Formen der Neorenaissance gestaltet, weitestgehend original erhalten, baugeschichtlich und städtebaulich von Bedeutung. Zweigeschossiges, mehrteiliges Gebäude mit flach geneigten, weit ausladenden Satteldächern, sparsame Putzgliederung mit Rustikastreifen, knappen Gesimsen und Fensterädikulen, zum Garten Veranda auf toskanischen Säulen, Remisengebäude mit steileren, teilweise abgewalmten Satteldächern, hölzernes Gesprenge in den Giebeln. | 09244114 |
|                                         | Mietshaus in geschlossener Bebauung und Ecklage | Humboldtstraße 35 (Karte)                                 | Bezeichnet mit 1899 | Mit Laden, baukünstlerisch anspruchsvolle Fassadengestaltung des Späthistorismus, baugeschichtlich und ortsentwicklungsgeschichtlich von Bedeutung. Dreigeschossiger Bau, ein kubischer Baukörper, turmartig erhöht, betont die Ecklage, reicher Bauschmuck in Ziegel, Sandstein und Putz in Renaissanceformen, fein profilierte Originalfenster, plastisch verzierte Fensterstöcke. | 09243904 |
|                                         | Mietshaus in geschlossener Bebauung und Ecklage | Humboldtstraße 36 (Karte)                                 | 1898 | Mit Läden, qualitätvolle Fassadengestaltung, städtebaulich markante Lage am Eingang zur Humboldtstraße, baugeschichtlich und ortsentwicklungsgeschichtlich von Bedeutung. Dreigeschossiges Mietshausgebäude, im Kern gründerzeitlich, Fassade neugestaltet (Architekt war Wilhelm Sievers aus Dresden) Im Eingangsbereich Deckenstuck, gründerzeitliches Treppenhaus. | 09243905 |
| Direkt Bild zu diesem Denkmal hochladen | Mietshaus in halboffener Bebauung und Ecklage | Julius-Schwartze-Straße 1 (Karte)                         | Ende 19. Jahrhundert | Einfach gegliederter gründerzeitlicher Bau mit phantasievollem, markantem Eckerker, welcher von zwei Karyatiden getragen wird und mit seinem spitz zulaufendem steilem Walmdach straßenbildprägenden Charakter besitzt, baugeschichtlich von Bedeutung. Zweigeschossiger Bau, zwischen Erdgeschoss und erstem Obergeschoss umlaufendes Gesims, zwei Dacherker mit schlichten Giebeln, gekoppelte Zwillingsfenster, originale, fein gestaltete Dachhäuschen. | 09244221 |
|                                         | Wohnhaus in geschlossener Bebauung | Kirchgasse 3 (Karte)                                      | Ende 18. Jahrhundert | Einziger, weitgehend erhaltener Bau auf der Westseite der Kirchgasse, qualitätvoller Ladeneinbau um 1930, baugeschichtlich von Bedeutung. Zweigeschossiges, traufständiges Wohnhaus mit Mansarddach, im Erdgeschoss durch Ladeneinbau überformt (Verkleidung in grünen Keramikplatten und Namensschriftzug „Friedrich Teichmann“). | 09243894 |
| Weitere Bilder                          | Feuerwehrstation in halboffener Bebauung | Kirchgasse 6 (Karte)                                      | 1913 laut Bauakte | Qualitätvoller Bau mit stadtgeschichtlicher Bedeutung. Zweigeschossiger Baukörper mit Mansardwalmdach und bekrönendem Dachreiter, im Erdgeschoss drei Garageneinfahrten, Fassade stark überformt. | 09243893 |
| Weitere Bilder                          | Frei stehendes Wohnhaus (ehemaliges Pfarrhaus) | Kirchgasse 7 (Karte)                                      | Mitte 19. Jahrhundert | Schlichtes Gebäude von ortsgeschichtlicher Bedeutung als Pfarrhaus und ältestes Sparkassengebäude in Frankenberg. Zweigeschossiger, symmetrisch gegliederter Baukörper mit Satteldach, Fassadengliederung der Bauzeit weitgehend erhalten, Eingang nach 1945 verändert, historische Eisentür im Inneren. | 09243892 |
|                                         | Wohnhaus in geschlossener Bebauung mit rückwärtig anschließendem Nebengebäude | Kirchgasse 9 (Karte)                                      | Ende 18. Jahrhundert | Mit Laden, städtebauliche Bedeutung im Straßenzug der Kirchgasse, architekturhistorischer Wert durch das erhaltene, zeitgenössische Nebengebäude im Zusammenhang mit Kirchgasse 10. Zweigeschossiges, traufständiges Wohnhaus mit Mansarddach, Eingang verändert, Ladeneinbau der 1930er Jahre, zweigeschossiges Nebengebäude an Hofbebauung des Nachbarhauses (Nummer 10) angelehnt. | 09243895 |
|                                         | Wohnhaus in geschlossener Bebauung | Kirchgasse 10 (Karte)                                     | 2. Hälfte 18. Jahrhundert | Von wissenschaftlichem Wert als original erhaltenes barockes Wohnhaus sowie von städtebaulicher Bedeutung im Straßenzug der Kirchgasse. Zweigeschossiges, traufständiges Wohnhaus mit Mansarddach (verändert), Stichbogenportal mit Schlussstein, barocke Türblätter und Beschläge, im Innern einfach, original sind Fassadengliederung und Dachstuhl erhalten. Rückwärtig angrenzendes Nebengebäude 1996 abgebrochen. | 09243899 |
| Weitere Bilder                          | Wohnhaus in geschlossener Bebauung und Hintergebäude | Kirchgasse 12 (Karte)                                     | Bezeichnet mit 1788 | Städtebauliche Bedeutung als Bestandteil der östlichen Straßenrandbebauung der Kirchgasse. Zweigeschossiges, traufständiges Wohnhaus mit Mansarddach, Stichbogenportal, im Schlussstein Jahreszahl und Emblem Fensterstöcke mit feingearbeiteten Kapitellen, historischer Seitenflügel. | 09243898 |
|                                         | Wohnhaus in geschlossener Bebauung | Kirchgasse 13 (Karte)                                     | Ende 18. Jahrhundert | Mit späterem Ladeneinbau, als abschließendes Gebäude des Straßenzuges von städtebaulicher Bedeutung. Zweigeschossiges, traufständiges Wohnhaus mit Mansarddach, Stichbogenportal, ursprüngliche Hofsituation nur noch als Struktur erkennbar. | 09243897 |
|                                         | Straßenpflaster | Kirchplatz (Karte)                                        | 19. Jahrhundert | Historisches Pflaster erstreckt sich um die Kirche St. Aegidien herum, straßenbildprägend von Bedeutung | 09244158 |
| Weitere Bilder                          | Evangelische Stadtkirche St. Aegidien mit Ausstattung | Kirchplatz 1 (Karte)                                      | 1739–1741 (Kirche); 1792 (Kirchturm)                                                                                               | Hochrangiger Barockbau, 1874–1895 qualitätvoll erneuert, Kirchturm von besonderem Wert für das gesamte Stadtbild, baugeschichtlich, kunstgeschichtlich und ortsbildprägend von Bedeutung. Hoher Saalbau mit umlaufender, doppelgeschossiger Empore, unterbrochen allein durch die Orgel (1875 an die Eingangsseite verlegt) und durch den quadratischen, bis unter die Decke reichenden Raum über dem Altar, auf der Nordseite angebaute Betstübchen, Ausstattung (Kanzel, Taufbecken, Altar) überwiegend späteres 19. Jahrhundert, ein Kelch (Ende 14. Jahrhundert), Kronleuchter (1699), Grabplatte aus Messing in der Turmhalle, silbernes Kruzifix auf dem Altar (1711), Turm enthält Reste des Vorgängerbaus, Oberteil nach Brand 1794 neu errichtet. Die Stadtkirche St. Ägidien ist ein Neubau von 1741. Ein erster Vorgängerbau wird bereits 1373 erwähnt. Das Patrozinium des Heiligen Ägidius ist nicht gesichert. Vermutlich stammt das Patrozinium noch aus der Besiedlungszeit. Nach dem Stadtbrand 1450 dürfte auch die Stadtkirche neu errichtet worden sein. 1739 musste sie wegen Baufälligkeit abgerissen werden. Den Neubau leitete Johann Gottlieb Ohndorff. Von diesem vielbeschäftigten Freiberger Ratsbaumeister haben sich bis heute Bauten in Freiberg, Gahlenz, Hohenstein-Ernstthal, Chemnitz und Zschopau erhalten. Der Saal der Kirche weist Emporen auf. Der Unterbau des Turmes entstand nach 1499, den oberen Teil stellte man nach dem Brand 1793/94 wieder her. Tiefgreifende Erneuerungen des Kircheninneren erfolgten 1844, 1875 und 1894/95. Bei diesen Baumaßnahmen wurde der Ohndorffsche Raumeindruck vernichtet. Die Orgel an der Westseite des Schiffes wurde von der Firma Kreuzbach u. Sohn aus Borna gebaut. Das Kirchengestühl, die Sandsteinaltar und das Taufbecken entstanden im 19. Jahrhundert Die Entwürfe für Orgelprospekt, Altar und Taufe lieferte Prof. Arnold aus Dresden. 1894 erfolgte durch die Dresdner Maler Emil Schulze und Adolf Morgenstern unter Beirat von Prof. Hermann aus Dresden die malerische Erneuerung des Innenraums. Die vom Niederbobritzscher Kunsttischler Fritzsche gebaute Kanzel basiert auf Entwürfen von Prof. Hermann. Auch das Altarbild von 1895 schuf mit Prof. Karl Gottlob Schönherr ein Dresdner Künstler, der auch die Entwürfe für die Farbglasfenster schuf. Das heutige Erscheinungsbild des Innenraumes wird damit durch die Eingriffe des Semperschülers Ch. F. Arnold und die qualitätvolle Ausmalung aus dem Jahr 1894 geprägt. „Die Ausstattungsstücke ergänzen die Raumkomposition glücklich, so dass der Innenraum ein hervorragendes Beispiel des Gestaltungswillens aus der 2. Hälfte des 19. Jahrhunderts darstellt.“ Der Kirche und der Ausstattung kommt demnach eine große künstlerische bzw. baugeschichtliche sowie eine große ortsgeschichtliche Bedeutung zu. Quelle bzw. Zitat: Stellungnahme zu einem Faltblattentwurf. Bezirkskunstzentrum Karl-Marx-Stadt (später Chemnitz) 1988. | 09244203 |
| Direkt Bild zu diesem Denkmal hochladen | Keller und Verbindungsgang | Klingbach 21 (Karte)                                      | 19. Jahrhundert, eventuell älter                                                                                                   | Höhler-Eingang im Haus Nummer 21, zugemauerter Eingang zu einem Höhler-System, kulturgeschichtlich von Bedeutung. Eingang völlig zugemauert, im Mauerverband ist die ehemalige Öffnung kaum auszumachen, laut Auskunft der Hausbesitzerin befinden sich noch weitere Zugänge zu dem Gangsystem in der Mauer, welche vom Haus Nummer 21 Richtung Schloßstraße verläuft. | 09243982 |
| Direkt Bild zu diesem Denkmal hochladen | Wohnhaus in Ecklage | Leopoldstraße 1 (Karte)                                   | Anfang 19. Jahrhundert | Ortstypisches Wohnhaus in städtebaulich bedeutsamer Position am Übergang zur Bebauung entlang der Chemnitzer Straße, baugeschichtlich von Bedeutung. Einfaches, zweigeschossiges Wohnhaus, Satteldach mit Krüppelwalm, Fassade überformt, Ladeneinbau, spätere Dachhäuschen. | 09244029 |
| Direkt Bild zu diesem Denkmal hochladen | Mietshaus in geschlossener Bebauung | Lerchenstraße 13 (Karte)                                  | Um 1910 | Typisches gründerzeitliches Mietshaus mit künstlerisch ausgeformtem Giebel und Fensterrahmungen, baugeschichtlich von Bedeutung. Zweigeschossiger Bau mit Satteldach, traufständig, Dacherker. | 09244071 |
| Direkt Bild zu diesem Denkmal hochladen | Fünf Mehrfamilienhäuser einer Wohnhauszeile | Lerchenstraße 20, 22, 24, 26, 28 (Karte)                  | Bezeichnet mit 1938 | Traditionalistische Wohnbauten, Hauseingänge sind optisch hervorgehoben durch reliefartige Putzornamentik in floralen und figürlichen Formen, städtebaulich von Bedeutung. Zweigeschossige Bauten mit Walmdach, Satteldach am Kopf der Zeile abgewalmt, traufständig, Dachausbauten, breite Dachhäuschen, Schieferdeckung, Hauseingänge mit Ornamentik, schlichte Gestaltung, Fassaden in Rauputz über Backsteinsockel, Portale gerahmt durch Zierbänder in spätexpressionistischen Formen, darüber Schmuckkartuschen Putti, Weintrauben, Akanthus etc. | 09244601 |
| Direkt Bild zu diesem Denkmal hochladen | Fabrikantenwohnhaus, Fabrikgebäude und Einfriedung (Mechanische Schnuren-, Litzen- und Bordenklöppelei & Zwirnerei Emil Hempel)                                                                     | Lerchenstraße 25 (Karte)                                  | 1906 (Fabrik Emil Hempel); 1930er Jahre (Fabrikantenwohnhaus)                                                                      | Schlichtes, traditionalistisches Wohnhaus von bemerkenswerter gestalterischer Prägnanz, Fabrikgebäude bemerkenswerter Klinkerbau mit Schmuckgiebel, baugeschichtlich, ortsgeschichtlich und technikgeschichtlich von Bedeutung. Zweigeschossiges Wohnhaus mit hohem Walmdach, Putz (Lisenengliederung), Fenster und Dachhäuschen original, links doppelgeschossiger, erkerartiger Vorbau, backsteinverkleidetes Werksgebäude zweigeschossig, mit gotisierenden Ziermotiven und Schmuckgiebel. | 09244220 |
| Direkt Bild zu diesem Denkmal hochladen | Fabrikgebäude in halboffener Bebauung (Zigarrenfabrik der Großeinkaufs-Gesellschaft Deutscher Consumvereine in Frankenberg)                                                                         | Lerchenstraße 29 (Karte)                                  | 1913 | Ehemals Zigarrenfabrik der Großeinkaufsgesellschaft Deutscher Konsumvereine mbH Hamburg, später Kaserne, architektonisch bemerkenswerter, repräsentativ gegliederter Gewerbebau in gutem Erhaltungszustand, Architekten: Zapp & Basarke in Chemnitz, baugeschichtlich, ortsgeschichtlich und technikgeschichtlich von Bedeutung. An einen zweigeschossigen, straßenparallelen Baukörper mit Mansarddach schließt sich ein langgezogener Verbindungsbau an, der in einem quer gelagerten Rückgebäude mündet. Anspruchsvoll gestaltete Straßenfassade, Mittelrisalit mit Pilastergliederung, darüber Attikageschoss, ein Segmentbogengiebel bekrönt das Frontispiz, ursprünglich Zigarrenfabrik für die Großeinkaufsgesellschaft Deutscher Konsumvereine m.b.H. in Frankenberg, später militärische Nutzung. | 09244219 |
| Direkt Bild zu diesem Denkmal hochladen | Vierseithof mit Wohnstallhaus, zwei Seitengebäuden, Scheune, Umfriedung und Resten alter Pflasterung                                                                                                | Lichtenwalder Straße 1 (Karte)                            | 18. Jahrhundert | In ihrer Geschlossenheit und ihrem Erhaltungszustand herausragende Hofanlage, einzigartig in Frankenberg, baugeschichtlich und wirtschaftsgeschichtlich von Bedeutung. - Wohnstallhaus: Erdgeschoss Bruchstein, verputzt, Obergeschoss stämmige Fachwerkkonstruktion, enggestellte, kräftige Ständer, zahlreiche Streben, kleine Fenster, hohes Satteldach, Porphyrgewände im Stall - rechtes Seitengebäude: Erdgeschoss Bruchstein und Porphyrgewände, Obergeschoss Fachwerk, weiterer Stützenabstand, kleine Fenster, Satteldach, innen noch alte Ställe - linkes Seitengebäude: Obergeschoss holzverschalt, darunter möglicherweise Oberlaube, dahinter Fachwerk, in Lehm ausgefacht - Scheune: sehr langgestreckter Bau mit mächtigem Satteldach, Fachwerkkonstruktion, auf ganzer Länge unverstellter Dachstuhl, ein Teil der Scheune unterkellert Ganzer Hof in ausgezeichnetem Erhaltungszustand, an allen vier Ecken hölzerne Umfriedung noch vorhanden, zahlreiche originale Details (Schiebe- und Kreuzstockfenster). | 09244230 |
| Direkt Bild zu diesem Denkmal hochladen | Nördliche Scheune und südliches Seitengebäude eines Dreiseithofes | Lichtenwalder Straße 6 (Karte)                            | 1. Hälfte 19. Jahrhundert | Zwei bemerkenswerte Fachwerkbauten eines Bauernhofes des frühen 19. Jahrhunderts, baugeschichtlich und wirtschaftsgeschichtlich von Bedeutung. - Scheune: Flankenmauern aus Bruchstein, Hofseite Fachwerk mit Lehmausfachung, Drempelgeschoss, Satteldach mit beidseitigem Schopfwalm, Tenne mittig (Holzfußboden), weitere Einfahrt auf der rechten Seite - Seitengebäude: steinsichtiger Bruchsteinsockel, Eingänge zu den Ställen mit Porphyrgewänden, Obergeschoss holzverschalte Fachwerkkonstruktion, steiles Satteldach, Giebel schieferverkleidet Wohnhaus (Ende 19. Jahrhundert) in prekärem Zustand. | 09244231 |
| Weitere Bilder                          | Luther-Denkmal | Lutherplatz (Karte)                                       | 1904 | In der Nähe von St. Ägidien, auf einem Sockel stehend, aus Kunststein, ursprünglich in einer Nische zwischen den beiden Eingängen der Schule aufgestellt, geschichtlich von Bedeutung | 09244012 |
| Weitere Bilder                          | Schule (Gymnasium Frankenberg, ehemalige Bürgerschule) | Lutherplatz 1 (Karte)                                     | 1870 | Frei stehende, dreigeschossige Dreiflügelanlage mit monumentalem Anspruch, hohe städtebauliche Bedeutung als Platzabschluss, stadtgeschichtlicher Wert als Bürgerschule. Mittelrisalit mit Geschoss übergreifender Pilastergliederung, Fassade überformt, am rechten Seitenflügel Originalputz mit Bauornamentik, innen funktionale Zweiteilung in Knaben- und Mädchenschule mit doppeltem, gut erhaltenem Treppenhaus, Eingangshalle mit originaler, reich gestalteter Wandgliederung in Holz. | 09243928 |
| Weitere Bilder                          | Postmeilensäule | Markt (Karte)                                             | 1969 (Kopie), Original bezeichnet mit 1725                                                                                         | Kursächsische Postmeilensäule (Sachgesamtheit); Kopie einer Distanzsäule, verkehrsgeschichtlich von Bedeutung. Kopie einer sächsischen Distanzsäule aus Rochlitzer Porphyrtuff mit Wappenstück, Inschriftenteil, Jahreszahl 1725 und Posthornzeichen. Der schlanke Porphyrobelisk wurde ursprünglich auf dem Markt auf quaderförmigem Sockel aufgestellt und durch ein reliefiertes Wappen geschmückt. Im 19. Jahrhundert wurde die Säule mehrfach versetzt. Zu Beginn des 20. Jahrhunderts erfuhr die Säule mehrere Ausbesserungen. Am 8. November 1966 wurde die stark verwitterte Originalsäule abgebaut und 1969 vom Frankenberger Original eine Kopie angefertigt und am heutigen Standort aufgestellt. Unterhalb der Wappen auf allen vier Seiten die Postdistanzen zu den Orten Sachsens bezeichnet. Anschrift Humboldtstraße 13 (gegenüber) hat sich geändert: Steht seit 2000 wieder am ursprünglichen Standort Markt/Einmündung Rathausgasse. | 09244070 |
| Weitere Bilder                          | Marktbrunnen | Markt (Karte)                                             | 1921 | Achteckiges, steinernes Wasserbecken, erhöht auf dreistufigem Postament stehend, aufragende Rundsäule, Kapitell mit Tierköpfen, die Wasser speien, auf der Säule steht nackte, männliche Gestalt, künstlerisch und platzbildprägend von Bedeutung | 09244013 |
| Weitere Bilder                          | Wohnhaus in geschlossener Bebauung | Markt 1 (Karte)                                           | Um 1790 | Mit Laden, qualitätvolle, reich gestaltete Fassade, baugeschichtlich von Bedeutung, als Teil der Marktplatzbebauung städtebaulicher Wert. Dreigeschossiges Wohnhaus, traufständig, reich gegliederte Fassade, kreuzgewölbter Eingang, barocke Tür. | 09243925 |
|                                         | Wohnhaus in geschlossener Bebauung sowie Seiten- und Rückgebäude | Markt 2 (Karte)                                           | Um 1790 | Wohnhaus mit Laden, im Kern barockes Gebäude, ablesbare Hofstruktur, baugeschichtlich von Bedeutung, als Teil der Marktplatzbebauung städtebaulicher Wert. Dreigeschossiges Gebäude, traufständig, aufgestockt, überformt, Kreuzgewölbe im Eingang. | 09243921 |
|                                         | Wohnhaus in geschlossener Bebauung | Markt 3 (Karte)                                           | Um 1790 | Mit Laden, im Kern barocker Baukörper, baugeschichtlich von Bedeutung, als Teil der Marktplatzbebauung städtebaulicher Wert. Dreigeschossiges Gebäude, traufständig, Mansarddach, aufgestockt, Fassade überformt, Kreuzgewölbe im Laden und Eingangsflur, barocke Tür, an Rückfassade ein Kreuzstockfenster erhalten, Porphyrgewände. | 09243920 |
| Weitere Bilder                          | Wohnhaus in geschlossener Bebauung mit Seiten- und Rückgebäude | Markt 4 (Karte)                                           | Um 1790 (Wohnhaus); bezeichnet mit 1857 (Seitengebäude); 1. Hälfte 19. Jahrhundert (Rückgebäude)                                   | Im Kern barocker Bau, baugeschichtlich von Bedeutung, als Teil der Marktplatzbebauung städtebaulicher Wert. - Marktgebäude: dreigeschossiger Bau, traufständig, mit Hofdurchfahrt - Seitengebäude: ehemalige Zigarrenfabrik von 1857 (bezeichnet), farbige Fenster mit Motiven zur Zigarrenfabrikation - Rückgebäude: 1. Hälfte 19. Jahrhundert, mit Kreuzgewölben, stark überformt, Mansarddach erst Anfang des 20. Jahrhunderts entstanden | 09243919 |
|                                         | Fassade eines ehemaligen Wohnhauses in geschlossener Bebauung | Markt 6 (Karte)                                           | Um 1790 | Qualitätvolle Fassadengestaltung mit Ladeneinbau, als Teil der Marktbebauung platzbildprägend von Bedeutung. Dreigeschossiger Bau, traufständig, spätere Aufstockung, Fassade überformt. | 09243916 |
|                                         | Fassade eines ehemaligen Wohnhauses in geschlossener Bebauung | Markt 6 (Karte)                                           | Um 1790 | Sehr schmal angelegter Bau, als Teil der Marktbebauung platzbildprägend von Bedeutung. Dreigeschossiger Bau, drei Achsen traufständig, spätere Aufstockung, wenige Kreuzgewölbe im Eingang. Hinterhaus in Fachwerk vor 2014 abgebrochen, somit einstige Hofstruktur zerstört. | 09243918 |
|                                         | Wohnhaus in geschlossener Bebauung mit Nebengebäude im Hof | Markt 7 (Karte)                                           | Um 1790 | Spätbarocker Wohnbau mit Laden, Nebengebäude in Fachwerkbauweise, Hofstruktur noch zum Teil erhalten, baugeschichtlich von Bedeutung, als Teil der Marktplatzbebauung städtebaulicher Wert. - Wohnhaus: dreigeschossiges Gebäude, traufständig, Aufstockung von 1935, barocke Kreuzgewölbe im Eingang, barockes Treppenhaus mit Porphyr-Pfeiler - Nebengebäude im Hof: im Obergeschoss Fachwerk | 09243908 |
| Weitere Bilder                          | Ehemaliges Produktionsgebäude der Buchdruckerei C. G. Roßberg, ursprünglich Wohnhaus und rückwärtigen Anbauten in geschlossener Bebauung sowie technisch-maschinelle Ausstattung und Jubiläumsfahne | Markt 8 (Karte)                                           | Um 1790 (Wohnhaus); um 1740 (Holzpresse); um 1830 (Kniehebelpresse); um 1860 bis 1990 (Druckpressen, Druckautomaten); 1920 (Anbau) | Mit Laden, von städtebaulicher Bedeutung im Marktbereich sowie von ortsgeschichtlicher und technikgeschichtlicher Bedeutung als Buchdruckerei. Dreigeschossiges Gebäude, traufständig, spätere Aufstockung von 1870, Ladeneinbau, alter Dachstuhl noch vorhanden, Zwischentrakt und Hinterhaus mit Anbau von 1920, darin Metall-Wendeltreppe. Ausstattung: Maschinenpark, Werkzeuge, Einrichtungsgegenstände und Schriftbestand der Buchdruckerei C. G. Roßberg, darunter eine anlässlich des 50-jährigen Geschäftsjubiläums gefertigte Fahne von 1892 sowie eine historische Druckerpresse aus dem 18. Jahrhundert, erworben von C. G. Roßberg (auf dieser Presse wurde weltweit die erste Zeitung auf Holzschliffpapier gedruckt). | 09243906 |
|                                         | Ackerbürgerhaus in geschlossener Bebauung mit Nebengebäude im Hof | Markt 9 (Karte)                                           | Um 1790 | Wohnhaus Putzbau mit Toreinfahrt, baugeschichtlich von Bedeutung, als Teil der Marktplatzbebauung städtebaulicher Wert. - Ackerbürgerhaus: dreigeschossiges Gebäude, traufständig, aufgestockt, Fassade überformt, Ladeneinbau 20. Jahrhundert, links Hofdurchfahrt mit Segmentbogenportal - Hofgebäude: im Obergeschoss Fachwerk, unten massiv, mit Durchfahrt, barocker Türbeschlag | 09243911 |
|                                         | Wohnhaus in geschlossener Bebauung | Markt 10 (Karte)                                          | Um 1790 | Im Kern spätbarocker Wohnbau mit originalen Ausbaudetails, später überformt, baugeschichtlich von Bedeutung, als Teil der Marktplatzbebauung städtebaulicher Wert. Dreigeschossiges Wohnhaus, traufständig, Gebäude aufgestockt, Fassade überformt, Ladeneinbau um 1900, stark beeinträchtigt durch jüngst erfolgte Sanierung, noch erhalten: barocker Türkämpfer, Treppenhaus, Türpfosten des Ladeneinbaus. | 09243910 |
| Weitere Bilder                          | Wohnhaus in geschlossener Bebauung | Markt 11 (Karte)                                          | Um 1790 | Besondere Bedeutung als letzter in ursprünglicher Höhe erhaltener Bau der Marktwestseite mit wertvollen Ausstattungsdetails der Erbauungszeit, baugeschichtlich von Bedeutung, als Teil der Marktplatzbebauung städtebaulicher Wert. Zweigeschossig mit Mansarddach, zwei Dachhäuser, eine Schleppgaupe, Fassade überformt, barocke Gewölbe und Wandschränke im Eingangsbereich, alte Treppe, Hofbereich zerstört, barocke Haustür. | 09243909 |
| Weitere Bilder                          | Wohnhaus in geschlossener Bebauung und Ecklage | Markt 11a (Karte)                                         | Um 1790 | Städtebaulich markante Lage am Übergang vom Markt zur Schloßstraße, architekturhistorischer Wert durch erhaltene Gewölbe im Eingangsbereich und seitliche Oberlaube im Hof. Zweigeschossiges, mansardgedecktes Wohnhaus, qualitätvolle Putzgliederung des späteren 19. Jahrhunderts, Schleppgaupen. | 09243915 |
|                                         | Wohnhaus in geschlossener Bebauung | Markt 12 (Karte)                                          | Um 1790 | Fein gegliederte Putzfassade, späterer Ladeneinbau, baugeschichtlich von Bedeutung, als Teil der Marktplatzbebauung städtebaulicher Wert. - Wohnhaus: dreigeschossiger Bau, traufständig, Fassade überformt, profiliertes Stichbogenportal, kreuzgewölbter Eingang - Seitengebäude: zweigeschossig mit Krüppelwalm - Rückgebäude: als hofabschließender Baukörper wichtig, wichtig auch im Erscheinungsbild des Kirchplatzes Seiten- und Rückgebäude abgebrochen im Jahre 1998, Wohnhaus saniert. | 09243913 |
|                                         | Wohnhaus in geschlossener Bebauung | Markt 13 (Karte)                                          | Um 1790 | Wohnhaus schlichter Putzbau mit späterem Ladeneinbau, als der Marktplatzbebauung von baugeschichtlichem Wert. Dreigeschossiges Gebäude, traufständig, Ladeneinbau 19. Jahrhundert, gewölbter Eingangsbereich Seitengebäude: Kreuzstockfenster erhalten, Stichbogenportal mit barocker Tür, aufgestockt, Metalltür, ursprüngliche Hofstruktur erhalten, Abbruch vor 2014. | 09243912 |
| Weitere Bilder                          | Wohnhaus in geschlossener Bebauung | Markt 14 (Karte)                                          | Nach 1790 | Im Kern barocker Bau mit kreuzgewölbten Räumen im Erdgeschoss, baugeschichtlich von Bedeutung, als Teil der Marktplatzbebauung städtebaulicher Wert. Dreigeschossiger Bau, Satteldach, traufständig, Stichbogenportal mit Schlussstein, kreuzgewölbter Raum neben dem Eingang, Flur kreuzgewölbt, Fassade durch Sanierung stark beeinträchtigt. Rückgebäude vor 2014 abgebrochen. | 09243930 |
| Weitere Bilder                          | Rathaus, mit Seiten- und Rückgebäude | Markt 15 (Karte)                                          | Um 1790 im Kern; 1862 Umbau zum Rathaus                                                                                            | Gotisierende repräsentative Fassade mit Balkon, von baukünstlerischem Wert, baugeschichtlich, ortsgeschichtlich und städtebaulich von Bedeutung. Dreigeschossiges Gebäude mit erhöhtem Mittelteil als Uhrenturm, traufständig, gotisierendes Portal zur kreuzgewölbten Durchfahrt, Fassade mehrfach überformt, Balkon bei jüngster Instandsetzung wieder in den Zustand von 1862 zurückgeführt. | 09243923 |
| Weitere Bilder                          | Ackerbürgerhaus in geschlossener Bebauung | Markt 16 (Karte)                                          | Bezeichnet mit 1789 | Barocke Baukörperform weitestgehend erhalten, baugeschichtlich von Bedeutung, als Teil der Marktplatzbebauung städtebaulicher Wert. Zweigeschossiger Bau mit Mansarddach, traufständig mit breitem Zwerchhaus (dort Datierung 1789), Fassade durch Sanierung stark beeinträchtigt, Rückfassade bisher nicht saniert, kreuzgewölbte Durchfahrt, späterer Treppenhausanbau, entstellender Flachdachanbau im Hinterhof. Rückgebäude durch Sanierung wertlos. | 09243922 |
|                                         | Wohnhaus in geschlossener Bebauung mit Rückgebäude | Markt 17 (Karte)                                          | Um 1790 | Qualitätvolle Fassadengliederung aus der Zeit um 1900, baugeschichtlich von Bedeutung, als Teil der Marktplatzbebauung städtebaulicher Wert. Dreigeschossiges Wohnhaus mit Ladeneinbau des 19. Jahrhunderts, traufständig, reich gegliederte Fassade um 1900, aufgestockt, durch Sanierung beeinträchtigt. | 09243926 |
| Weitere Bilder                          | Westliche und südliche Fassade eines ehemaligen Ackerbürgerhauses (Hotel „Zum Roß“) | Markt 18 (Karte)                                          | Bezeichnet mit 1788 | Später Poststation, Gasthof und Hotel, historischer Wert, von städtebaulicher Bedeutung als Eckgebäude am Markt/Freiberger Straße. Dreigeschossiger, mächtiger Bau, traufständig, Ladeneinbau des 19. Jahrhunderts, Stichbogenportal mit Schlussstein (Datierung 1788), Durchfahrt zum Hof, Saalbau zur Freiberger Straße mit drei Geschoss übergreifenden Rundbogenfenstern, Saalausbau ohne besonderen künstlerischen Wert. Abbruch des gesamten Gasthofes 2013, übrig geblieben sind westliche und südliche Fassadenteile, die in einen Neubau integriert wurden. | 09243927 |
| Direkt Bild zu diesem Denkmal hochladen | Wohnhaus in offener Bebauung | Max-Kästner-Straße 6 (Karte)                              | 1930er Jahre | Traditionalistischer Wohnhausbau der 1930er Jahre, weitestgehend original erhalten, mit steilem Walmdach und kubischem Baukörper, baugeschichtlich von Bedeutung. Zweigeschossiger Bau mit Walmdach, Eingangstreppe vermauert, Sockel in dunklem Bruchstein, Hervorheben des vertieften Eingangsbereiches ebenfalls durch dunkle, kleine Rustika, Kratzputz, Gesims zwischen Erdgeschoss und erstem Obergeschoss, Verwendung traditionalistischer Motive, unterhalb des schiefergedeckten, steilen Walmdaches umläuft das Haus ein Klötzchenfries. | 09244190 |
| Direkt Bild zu diesem Denkmal hochladen | Mietshaus in geschlossener Bebauung | Max-Kästner-Straße 7 (Karte)                              | Ende 19. Jahrhundert | Qualitätvoller Gründerzeitbau mit Gliederung in Putz und rotem Klinker sowie straßenbildprägender, fein und aufwendig gestalteter Loggia im ersten Obergeschoss, baugeschichtlich und städtebaulich von Bedeutung. Zweigeschossiger Bau mit Satteldach, zwei Dacherker mit Giebeln, rundbogige Fenster im Erdgeschoss, künstlerisch ausgestaltete, originale Eingangstür, zwei leicht vorspringende Seitenrisalite mit Pfeilern und Kapitellen im ersten Obergeschoss, Fensterverdachungen mit Ornament, Loggia im rechten Seitenrisalit mit vorspringender Brüstung und farbigem Glas, fein gestaltete Dachhäuschen. | 09244192 |
| Direkt Bild zu diesem Denkmal hochladen | Mietshaus in offener Bebauung | Max-Kästner-Straße 8 (Karte)                              | 1930er Jahre | Typisch traditionalistischer Bau auf rustiziertem Sockel, Eingangsbereich mit Segmentbogen, baugeschichtlich von Bedeutung. Zweigeschossiger Bau mit steilem Walmdach, drei Fensterachsen und eine Türachse, bis auf den mit Rustika gestalteten Eingangsbereich schlichte Fassade, ursprüngliche Fensterläden, zum Teil alte Fenster, unterhalb des Daches Klötzchenfries, ähnlich wie Max-Kästner-Straße 6. | 09244185 |
| Direkt Bild zu diesem Denkmal hochladen | Mietshaus in geschlossener Bebauung | Max-Kästner-Straße 9 (Karte)                              | Ende 19. Jahrhundert | Reich gestalteter gründerzeitlicher Bau in gelbem und grünem Klinkerornament, straßenbildprägender Erker in der Mittelachse mit phantasievollem Dekor unterhalb der Fenster, baugeschichtlich und städtebaulich von Bedeutung. Zweigeschossiger Bau mit Satteldach, breiter Dacherker mit Giebel, symmetrische Fassadengliederung, vier Dachhäuschen. | 09244193 |
| Direkt Bild zu diesem Denkmal hochladen | Mietshaus in geschlossener Bebauung | Max-Kästner-Straße 11 (Karte)                             | Ende 19. Jahrhundert | Ausgesprochen reich und phantasievoll gestaltetes Gebäude von hohem künstlerischem Wert, qualitätvoller gründerzeitlicher Bau in Frankenberg, baugeschichtlich und städtebaulich von Bedeutung. Zweigeschossiger Bau mit Erker in der Mittelachse, reich ornamentiert und mit Pyramidendach, links und rechts Dacherker mit gut gestalteten Giebeln in Dreiecksform, zwei Loggien im ersten Obergeschoss mit Balustraden, Bruchsteinsockel, schöner Eingangsbereich mit Rundbogen, zwei Dachhäuschen, Schlussstein mit menschlichem Antlitz im Erker und im Eingangsbereich, innen originale Wohnungstüren, alte Fliesen. | 09244194 |
| Direkt Bild zu diesem Denkmal hochladen | Mietshaus in geschlossener Bebauung | Max-Kästner-Straße 12 (Karte)                             | Bezeichnet mit 1904 | Reich gestaltetes, qualitätvolles Gebäude mit Jugendstilornamentik, baugeschichtlich und städtebaulich von Bedeutung. Zweigeschossiges Gebäude, Erdgeschoss verputzt, Obergeschoss Klinkermauerwerk, Fassade wird neben reicher Jugendstilornamentik durch mittig angelegten hölzerner Balkon im Obergeschoss betont, Satteldach mit drei Dachhäuschen, mittleres Dachhäuschen hervorgehoben durch reich verzierten halbrunden Giebel, originale Fenster und Haustür. | 09300388 |
| Direkt Bild zu diesem Denkmal hochladen | Mietshaus in halboffener Bebauung | Max-Kästner-Straße 13 (Karte)                             | Ende 19. Jahrhundert | Schlichter gründerzeitlicher Klinkerbau mit Bruchsteinsockel und fein gestalteten Fenstergewänden, baugeschichtlich und städtebaulich von Bedeutung. Zweigeschossiger Bau, im ersten Obergeschoss gelber Klinker, zwei Dacherker mit schlichten, veränderten Giebeln, Fenstergewände fein profiliert und mit Schlussstein, zwei Dachhäuschen, originale Tür. | 09244195 |
| Direkt Bild zu diesem Denkmal hochladen | Mietshaus in offener Bebauung mit Einfriedung | Max-Kästner-Straße 17 (Karte)                             | Ende 19. Jahrhundert | Reich gestalteter, qualitätvoller Gründerzeitbau mit Bruchsteinsockel und Gliederung in Putz, Klinker und rotem Stein, baugeschichtlich und städtebaulich von Bedeutung. Zweigeschossiger Bau mit Dacherker und aufwendig ausgebildetem Giebel mit Gebälk, Rundbogen, geometrischem Ornament, Stilkonglomerat, rote Fenstergewände mit Stäben, die oben konvex und konkav verlaufen, rote Eckquaderung, gelber Klinker mit grünem Klinkerstreifen als Gesims. | 09244187 |
| Weitere Bilder                          | Schulgebäude mit mehreren Gebäudeeinheiten (Bildungszentrum Frankenberg, ehemaliges Lehrerseminar)                                                                                                  | Max-Kästner-Straße 21 (Badstraße 4a) (Karte)              | Bezeichnet mit 1898–1901 | Große, frei stehende Schulanlage, sehr reich verzierte Gebäude im Stil der Neorenaissance, Treppengiebel mit geschweiften Formen, reichlich florale Ornamentik, baugeschichtlich und ortsgeschichtlich von Bedeutung. Dreiflügelanlage mit vorspringendem Mittelrisalit, dieser durch üppige Ornamentik und Architekturglieder besonders hervorgehoben, Treppentürmchen, zuerst königliches Lehrerseminar, 1947 Umbau in eine Verwaltungs- bzw. Oberschule, Seminargebäude derzeit in Planung. Gemälde an Westwand der Aula von 1903/04 des Malers Georg Müller-Breslau mit dem Titel „Wie Kaiser Karl Schulprüfung hält“. Während der DDR-Zeit mit Hacklöchern versehen, um das Gemälde mit neuen Stuckschicht zu überziehen. 1992/93–1994 Freilegung, 2011 Probeachse für geplante Restaurierung. | 09244197 |
| Direkt Bild zu diesem Denkmal hochladen | Wohnhaus in halboffener Bebauung | Max-Kästner-Straße 39 (Karte)                             | Um 1910 | Kleines, gut proportioniertes, traditionalistisches Haus, interessante Eingangsgestaltung mit zwei Rundsäulen und einem Rundbogen, weitestgehend in seiner Originalität erhalten, baugeschichtlich und ortsgeschichtlich von Bedeutung. Zweigeschossiger Bau mit Schopfwalm-Mansarddach, zwei Fledermausgaupen, Fenster erhalten. | 09244186 |
|                                         | Mietshaus in geschlossener Bebauung | Max-Pezold-Straße 10 (Karte)                              | Ende 19. Jahrhundert | Gründerzeitlicher Mietsbau mit markanter Fassadengestaltung, einheitlich konzipiert mit Nummer 11, baugeschichtlich und städtebaulich von Bedeutung. Dreigeschossiges Gebäude, weitgehend erhaltene, kräftige Fassadengliederung mit Gesimsen und Fenstereinfassungen in Porphyr, rhythmisiert durch Pilaster im Erdgeschoss, Korbbögen im zweiten Obergeschoss, Dachhäuschen, seitliche Dacherker mit Voluten. | 09244150 |
|                                         | Mietshaus in geschlossener Bebauung | Max-Pezold-Straße 11 (Karte)                              | Ende 19. Jahrhundert | Gründerzeitlicher Mietsbau mit markanter Fassadengestaltung, einheitlich mit Nummer 10 konzipiert, baugeschichtlich und städtebaulich von Bedeutung. Dreigeschossiges Gebäude, weitgehend erhaltene, kräftige Fassadengliederung mit Gesimsen und Fenstereinfassungen in Porphyr, rhythmisiert durch Pilaster im Erdgeschoss, Korbbögen im zweiten Obergeschoss, Dachhäuschen, seitliche Dacherker mit Voluten. | 09244151 |
| Weitere Bilder                          | Wasserkraftwerk, bestehend aus mehreren miteinander verbundenen Baukörpern, sowie Betriebsgraben | Mühlenstraße (Karte)                                      | Ende 19. Jahrhundert | Lang gestreckter Baukörper mit einer vielfältigen qualitätvollen Gliederung aus roten Ziegeln (Lisenen, Friese, Fenstergewände) und Putz (Ende 19. Jahrhundert), zwei weitere Bauteile von schlichter, aber wohlproportionierter Gestalt (um 1910), baugeschichtlich und technikgeschichtlich von Bedeutung. - Bau vom Ende des 19. Jahrhunderts: bekrönt von kleinen Ziegeltürmchen, große Fenster mit Segmentbogenabschluss - Gebäude von ca. 1910: durch Sanierung bereits beeinträchtigt (Inneres konnte nicht besichtigt werden, daher keine Angaben zur technischen Ausstattung möglich) | 09244171 |
| Direkt Bild zu diesem Denkmal hochladen | Verwaltungsgebäude einer Roßhaarweberei in halboffener Bebauung | Mühlenstraße 4 (Karte)                                    | Ende 19. Jahrhundert | Repräsentativer Putzbau, architektonisch anspruchsvolle Fassadengliederung mit qualitätvoller Ornamentik, baugeschichtlich von Bedeutung. Zweigeschossiger, neunachsiger Bau mit Satteldach, traufständig, Betonung der mittleren fünf Achsen durch Geschoss übergreifende Pilaster und Gebälk, historisierende Bauornamentik in Originalputz (1916): Girlanden, Widderköpfe, Mittelteil ist erhöht und von ornamentiertem Dreiecksgiebel mit Okulus bekrönt, Tür mit gusseiserner, ornamentaler Vergitterung, Fenster von 1916. | 09243891 |
|                                         | Ehemalige Kattundruckerei Uhlemann & Lantzsch und technische Ausstattung (Pantograf) | Mühlenstraße 7 (Karte)                                    | 2. Viertel 19. Jahrhundert (Fabrikgebäude); 1883 (Pantograf)                                                                       | Eingebunden in einen Gewerbekomplex, langgestreckter, mächtiger Baukörper mit repräsentativ gestaltetem Porphyrportal, baugeschichtlich und technikgeschichtlich von Bedeutung. Zweigeschossiger Bau mit Kopfwalmdach, zwei Dachhäuschen, langgezogener Dachaufbau, ursprünglich wohl 14 Achsen, zur Straße giebelständig mit fünf Fensterachsen, Portalgewände aus Porphyr, Portalverdachung mit Konsolen und Girlandenmotiv. Information von R. Uhlig, Erfassung Industriedenkmale 1994: - Lage: eines der ältesten Fabrikgrundstücke Frankenbergs am Zschopaumühlgraben, flussab rechts Uhlemann & Lantzsch GmbH, Textildruckerei für Wirk- und Webwaren - Denkmal: ein Pantograf zum Gravieren von Walzen, C. Hummel Berlin 1883 - erste Fabrik Frankenbergs, gegründet 1815 von dem Modeldrucker Gärtner, Schwiegersohn Uhlemann, 1828 Uhlemann & Lantzsch, Schwiegersohn Uhlemann hieß Rau, sieben Generationen bis heute, 1828 Wohnhaus gebaut, 1910 Verwaltungsgebäude, 1961 staatliche Beteiligung, 1972 verstaatlicht, 1994 reprivatisiert | 09244170 |
| Direkt Bild zu diesem Denkmal hochladen | Wohnhaus in halboffener Bebauung | Mühlenstraße 8 (Karte)                                    | 1. Hälfte 19. Jahrhundert | Kleines Wohnhaus, welches in seiner Einfachheit typisch ist für die Stadterweiterung der 1. Hälfte des 19. Jahrhunderts, und an welchem die ursprüngliche Fassadengliederung ablesbar ist, baugeschichtlich und städtebaulich von Bedeutung. Zweigeschossiges Gebäude mit Satteldach, traufständig, in den Straßenraum vorspringend, Gesims über dem Türsturz, ursprüngliche Fassadengliederung weitgehend erhalten. | 09244039 |
| Direkt Bild zu diesem Denkmal hochladen | Altes Straßenpflaster | Mühlenstraße 9, 10 (vor) (Karte)                          | 1. Hälfte 19. Jahrhundert | Pflaster erstreckt sich auf der Nordseite der Mühlenstraße entlang den Hausnummern 9 und 10, straßenbildprägend von Bedeutung | 09244491 |
| Direkt Bild zu diesem Denkmal hochladen | Wohnhaus in geschlossener Bebauung | Mühlenstraße 10 (Karte)                                   | 1. Hälfte 19. Jahrhundert | Typisches einfaches Wohnhaus mit erhaltener ursprünglicher Fassadengliederung und dem Satteldach mit Fledermausgaupen, baugeschichtlich und städtebaulich von Bedeutung. Zweigeschossiger Bau mit Satteldach, traufständig, Segmentbogenportal mit Schlussstein, Satteldach mit gut erhaltenen Fledermausgaupen, ursprüngliche Fassadengliederung gut ablesbar, späterer Garageneinbau. | 09244038 |
| Direkt Bild zu diesem Denkmal hochladen | Wohnhaus in halboffener Bebauung | Mühlenstraße 11 (Karte)                                   | 1. Hälfte 19. Jahrhundert | Einfaches kleines Wohnhaus mit ursprünglich erhaltenem Baukörper und Fassadengliederung, baugeschichtlich von Bedeutung, von städtebaulichem Wert für den Straßenraum Badergasse/Mühlenstraße, direkt am Mühlbach gelegen. Zweigeschossiger Bau, steiles Satteldach, traufständig, schlichte Fassade, Giebel verschiefert, ursprüngliche Fassadengliederung zur Straße hin ablesbar, Gesims über dem Türsturz. | 09244037 |
| Direkt Bild zu diesem Denkmal hochladen | Wohnhaus in halboffener Bebauung | Mühlgraben 10 (Karte)                                     | 1. Hälfte 19. Jahrhundert | Gut erhaltenes Beispiel eines einfachen typischen Wohnhauses aus der Zeit der ersten Stadterweiterung der 1. Hälfte des 19. Jahrhunderts, baugeschichtlich von Bedeutung. Zweigeschossiges Gebäude mit Satteldach, traufständig, schlichte Fassade, aufgeputzte Fenster- und Türgewände, Stichbogenportal mit Schlussstein, ursprüngliche Fassadengliederung ist noch sehr gut ablesbar. | 09244059 |
| Direkt Bild zu diesem Denkmal hochladen | Altes Straßenpflaster | Neugasse (Karte)                                          | 19. Jahrhundert | Ortsbildprägend von Bedeutung | 09244258 |
| Direkt Bild zu diesem Denkmal hochladen | Wohnhaus in Ecklage | Neugasse 6 (Karte)                                        | 1. Hälfte 19. Jahrhundert | Einfaches typisches Wohnhaus der 1. Hälfte des 19. Jahrhunderts mit erhaltener ursprünglicher Fassadengliederung, baugeschichtlich und städtebaulich von Bedeutung. Zweigeschossiges Haus mit Satteldach, zur Mühlenstraße giebelständig, sehr schlichte Fassade mit erhaltener Fassadengliederung, drei ursprüngliche Dachhäuschen. | 09244041 |
|                                         | Wohnhaus in Ecklage, mit Einfriedung | Parkstraße 1 (Karte)                                      | Ende 19. Jahrhundert | Bemerkenswerter gründerzeitlicher Wohnbau mit zurückhaltender, gut erhaltener Putzdekoration, wertvolle, zweigeschossige Veranda mit farbigen Glasfenstern, baugeschichtlich von Bedeutung. Zweigeschossiger, eckumgreifender Mietsbau, Originalputz zur Parkstraße noch erhalten, schmaler, spitz übergiebelter Mittelrisalit, zahlreiche Originalfenster, an der August-Bebel-Straße im Erdgeschoss massive, im Obergeschoss hölzerne Veranda in sehr gutem Zustand. | 09244134 |
| Direkt Bild zu diesem Denkmal hochladen | Drei Mietshäuser mit je drei Eingängen | Pestalozzistraße 7, 9, 11, 13, 15, 17, 19, 21, 23 (Karte) | 1950er Jahre | Wertvoll als einzige größere Wohnanlage der 1950er Jahre in Frankenberg, vermutlich in funktionalem Zusammenhang mit der gegenüberliegenden Kaserne entstanden, baugeschichtlich und sozialgeschichtlich von Bedeutung. Einfache Bauten mit zeittypischem Dekor in Porphyr, straßenparallele Zeilen aus gegeneinander versetzten Kompartimenten fügen sich zu einer hofumschließenden Anlage, Walmdächer mit Dachhäuschen, Türen und Treppenhausfenster mit barockisierender Umrahmung in Porphyr, einheitlich in gutem Zustand. | 09244204 |
| Direkt Bild zu diesem Denkmal hochladen | Wohnhaus in halboffener Bebauung und Ecklage | Querstraße 5 (Karte)                                      | Bezeichnet mit 1826 | Wohlproportionierter Wohnhausbau mit breitem, ursprünglichem Portal, welches in ein Ladengeschäft führte, baugeschichtlich von Bedeutung und von städtebaulichem Wert, da in markanter Ecklage. Zweigeschossiger Bau mit Mansarddach, zur Töpferstraße breites Porphyrportal (bezeichnet mit 1826), welches ursprünglich in einen Laden führte, Porphyrgewände an den Fenstern, siebenachsige Fassade zur Töpferstraße, vierachsige Front zur Querstraße, dort ebenfalls hoher verschieferter, durchfensterter Giebel. | 09243959 |
| Direkt Bild zu diesem Denkmal hochladen | Wohnhaus in geschlossener Bebauung | Querstraße 9 (Karte)                                      | Mitte 19. Jahrhundert | Relativ gut erhaltenes Beispiel eines Wohnbaues der Zeit um 1850, mit wohlproportionierter Fassade, baugeschichtlich und städtebaulich von Bedeutung. Zweigeschossiger Bau mit Satteldach, fünf Achsen, im Erdgeschoss Segmentbogenabschlüsse über Fenster und Tür, Schutzvorrichtung gegen das Abrutschen von Dachziegeln angebracht – dadurch Schäden im Dachbereich. | 09243962 |
|                                         | Wohnhaus in geschlossener Bebauung und Ecklage | Rathausgasse 1 (Karte)                                    | Um 1790 | Städtebaulich markantes Eckgebäude als nordwestlicher Abschluss des Marktes, baugeschichtlich und städtebaulich von Bedeutung. Dreigeschossig, aufgestockt, aber ursprünglicher Dachstuhl des Mansarddaches noch vorhanden, Eckgebäude mit Walmdach, Fassade überformt, Treppenhausanbau Ende des 19. Jahrhunderts, Hofbereich zerstört. | 09305265 |
| Direkt Bild zu diesem Denkmal hochladen | Wohnhaus in geschlossener Bebauung mit hofseitig flankierendem Anbau | Rathausgasse 6 (Karte)                                    | 1. Hälfte 19. Jahrhundert | Für das Stadtwachstum der 1. Hälfte des 19. Jahrhunderts typisches kleines Wohnhaus mit qualitätvoller, gut erhaltener Fassade vom Ende des 19. Jahrhunderts, baugeschichtlich und städtebaulich von Bedeutung. Zweigeschossiges, traufständiges Wohnhaus mit späteren Überformungen des späten 19. Jahrhunderts wie Dacherker und Ladeneinbau. | 09243885 |
| Direkt Bild zu diesem Denkmal hochladen | Wohnhaus in geschlossener Bebauung | Rathausgasse 9 (Karte)                                    | 1. Hälfte 19. Jahrhundert | Einfaches, kleines Wohnhaus, typisch für das Stadtwachstum der 1. Hälfte des 19. Jahrhunderts, ursprüngliche Fassade, baugeschichtlich und städtebaulich von Bedeutung. Zweigeschossiges, traufständiges Wohnhaus mit Stichbogenportal, schlichte Fassade. | 09243887 |
| Direkt Bild zu diesem Denkmal hochladen | Wohnhaus in geschlossener Bebauung | Rathausgasse 10 (Karte)                                   | Bezeichnet mit 1820 | Einfaches, kleines, für das Stadtwachstum der 1. Hälfte des 19. Jahrhunderts typisches Wohnhaus mit ursprünglicher Fassade, baugeschichtlich und städtebaulich von Bedeutung. Zweigeschossiges, traufständiges Wohnhaus, Portal mit geradem Abschluss und Jahreszahl 1820, Prellstein an Gebäudeecke, späterer Dachaufbau und Ladeneinbau. | 09243888 |
|                                         | Fabrikantenvilla | Robert-Nestler-Straße 9 (Karte)                           | Um 1910 | Gründerzeitlich gestalteter Bau in erhöhter Lage am Hang mit städtebaulicher Wirkung aufgrund des hohen Pyramidendaches über dem Eckbereich, baugeschichtlich und straßenbildprägend von Bedeutung. Zweigeschossiger Bau, turmartige Erhöhung in Fachwerk ausgeführt, Pilaster betonen die Ecken, breiter Konsolfries trennt Erdgeschoss und erstes Obergeschoss, Holzveranda über dem Eingang, Fabrik fertigte Sportschuhe an. | 09244225 |
| Direkt Bild zu diesem Denkmal hochladen | Mietvilla mit Garten und Einfriedung | Sachsenstraße 7 (Karte)                                   | Um 1900 | Großer, repräsentativer Putzbau von baugeschichtlicher und städtebaulicher Bedeutung. - Villa: gründerzeitlicher Ziegel- (rot) und Putzdekoration und turmartig aufsteigendem Eckerker in erhöhter Hanglage, zweigeschossiger Bau mit Dacherker und Giebel, risalitartiger Mittelbau mit gekoppelten Fenstern, Sockelbereich mit unregelmäßig gebrochenen Steinplatten verkleidet - Einfriedung: gemauerte Pfeiler mit schmiedeeisernen Zaunfeldern - Garten (Nebenanlage) mit altem Baumbestand - Störfaktoren: Wege mit Betonpflaster und Garagenbauten | 09244205 |
| Direkt Bild zu diesem Denkmal hochladen | Wohnhaus in geschlossener Bebauung | Sachsenstraße 8 (Karte)                                   | 1920er Jahre | Qualitätvoller, sparsam gegliederter traditionalistischer Wohnbau, gemeinsam mit Dr.-Bruno-Kochmann-Straße 2 errichtet, baugeschichtlich und städtebaulich von Bedeutung. Dreigeschossiges Gebäude mit ausgebautem Mansarddach, zentraler Dacherker, vertikale Putzfelderung am älteren Nachbarhaus (Nummer 9) orientiert, Eingangstür aus der Erbauungszeit, originale Kastenfenster teilweise erhalten. | 09243975 |
| Direkt Bild zu diesem Denkmal hochladen | Mietshaus in geschlossener Bebauung | Sachsenstraße 9 (Karte)                                   | Um 1910 | Fassadengliederung in späten Jugendstilformen von bemerkenswerter Qualität, weitestgehend in originalem Zustand erhalten, baugeschichtlich und städtebaulich von Bedeutung. Dreigeschossiger Mietsbau mit Mansarddach, fein abgestufte Putzgliederung durch Lisenen, Brüstungsfelder und geometrische Motive, Originaltür und -fenster überwiegend erhalten. | 09243976 |
| Direkt Bild zu diesem Denkmal hochladen | Mietshaus in geschlossener Bebauung | Sachsenstraße 10 (Karte)                                  | Bezeichnet mit 1909 | Wertvolle Fassadengliederung in Formen des späten Jugendstils, weitestgehend im Originalzustand, baugeschichtlich und städtebaulich von Bedeutung. Dreigeschossiger Mietsbau mit ausgebautem Mansarddach, seitlich angeordneter Dacherker (symmetrisch zu Nummer 11), sparsame Putzgliederung mit Lisenen, Gesimsen und floralen Motiven, Eingangstür und Fenster in der Mehrzahl original. | 09243977 |
| Direkt Bild zu diesem Denkmal hochladen | Mietshaus in geschlossener Bebauung | Sachsenstraße 11 (Karte)                                  | Um 1910 | Wertvolle Fassadengliederung in Formen des späten Jugendstils, guter Erhaltungszustand, baugeschichtlich und städtebaulich von Bedeutung. Dreigeschossiges Mietshaus mit Mansarddach und seitlich angeordnetem Dacherker (symmetrisch zu Nummer 10), fein abgestufte Putzgliederung mit geometrischen Motiven, Eingangstür und zahlreiche Fenster aus der Erbauungszeit, Denkmalwert wurde am 20. Juli 2006 nach Prüfung im Zusammenhang mit dem unter Schutz stehenden Mietshaus Nummer 10 bestätigt. | 09243978 |
| Direkt Bild zu diesem Denkmal hochladen | Wohnhaus und Seitengebäude eines Vierseithofes | Sachsenstraße 13 (Karte)                                  | Um 1780 | In seiner Baukörperform gut erhaltener Wohnbau mit Seitengebäude aus der Erbauungszeit, städtebaulich bedeutsam als Rest der vorstädtischen ländlichen Bebauung im Bereich Frankenbergs, baugeschichtlich und wirtschaftsgeschichtlich von Bedeutung. Zweigeschossiges, sechsachsiges Wohnhaus mit Mansardwalmdach, Portal mit Schlussstein und vorspringender Verdachung, Fassade deutlich überformt, Kreuzgewölbe im Hausflur, Veränderungen im Inneren, eingeschossiges Seitengebäude, Mansarddach mit Krüppelwalm. | 09243974 |
| Direkt Bild zu diesem Denkmal hochladen | Mietshaus in geschlossener Bebauung | Sachsenstraße 19 (Karte)                                  | 1891 laut Bauakte | Qualitätvolle, weitgehend im originalen Zustand erhaltene Fassadengliederung, typisch für das ursprüngliche Erscheinungsbild der unteren Sachsenstraße, baugeschichtlich und städtebaulich von Bedeutung. Zweigeschossiger, traufständiger Bau mit breitem Dacherker, axialsymmetrische Fassadenorganisation, Porphyrgewände, Bruchsteinsockel, zahlreiche Originalfenster erhalten, originale Eingangstür, markante Bekrönung durch Dacherker. | 09243973 |
| Direkt Bild zu diesem Denkmal hochladen | Mietshaus in geschlossener Bebauung | Sachsenstraße 22 (Karte)                                  | Um 1900 | Einfacher gründerzeitlicher Mietsbau mit sparsam gegliederter Fassade, steht in einheitlich gestalteter Zeile mit den Häusern Nummer 22–26b, baugeschichtlich und städtebaulich von Bedeutung. Dreigeschossig, traufständig, Satteldach mit originalen Dachhäuschen, sparsame Fassadendekoration, leicht vorspringende Eckrisalite mit fensterbekrönenden Tympana im ersten Obergeschoss, Eingang rückseitig. | 09243889 |
| Direkt Bild zu diesem Denkmal hochladen | Mietshaus in geschlossener Bebauung | Sachsenstraße 23 (Karte)                                  | 1898 laut Bauakte | Großes Mietshaus mit sparsam gegliederter Fassade, von städtebaulicher Bedeutung für die Sachsenstraße im Zusammenhang mit den gründerzeitl. Bauten Nummer 22 und 24–26b, baugeschichtlich und städtebaulich von Bedeutung. Dreigeschossiger Bau mit Satteldach und fünf Dachhäuschen, traufständig, sparsame Fassadendekoration, Konsolsteine unter den Fensterbänken, leicht profilierte Fenstergewände, Ladeneinbau von 1902, Bauherr war Hermann Pötsch, Kupferschmiedemeister. Rückgebäude 2001 gestrichen. | 09243980 |
| Direkt Bild zu diesem Denkmal hochladen | Mietshaus in geschlossener Bebauung | Sachsenstraße 25 (Karte)                                  | Bezeichnet mit 1901 | Großes Mietshaus mit sparsam gegliederter Fassade, bildet eine einheitliche Zeile mit den Häusern Nummer 22–26b, baugeschichtlich und städtebaulich von Bedeutung. Dreigeschossig, traufständig, Satteldach mit originalen Dachhäuschen, schlichte Fassadendekoration, in der Mittelachse Zwillingsfenster mit übergreifendem Giebel. | 09243863 |
| Direkt Bild zu diesem Denkmal hochladen | Mietshaus in geschlossener Bebauung | Sachsenstraße 26 (Karte)                                  | 1902 laut Bauakte | Großes Mietshaus mit einfacher gründerzeitlicher Dekoration und Originalputz, von städtebaulichem Wert im Zusammenhang mit Sachsenstraße 22–25 und 26b, die ebenfalls gründerzeitliche Fassaden aufweisen und zusammen eine gut erhaltene Dachlandschaft mit Dachhäuschen bilden, baugeschichtlich und städtebaulich von Bedeutung. Dreigeschossiger Bau mit Satteldach und Dachhäuschen, schlichte Fassadendekoration mit drei Fensterverdachungen und Gebälk über den anderen Fenstern, Konsolsteine unter den Fensterbänken. | 09243981 |
| Direkt Bild zu diesem Denkmal hochladen | Mietshaus in geschlossener Bebauung | Sachsenstraße 26a (Karte)                                 | Bezeichnet mit 1903 | Sparsam gegliederte, etwas reduzierte Putzfassade mit Natursteinelementen, Teil der einheitlich gestalteten, straßenbildprägenden Mietshausbebauung Sachsenstraße 22-26b, baugeschichtlich und stadtentwicklungsgeschichtlich von Bedeutung | 09243967 |
| Direkt Bild zu diesem Denkmal hochladen | Mietshaus in halboffener Bebauung | Sachsenstraße 26d (Karte)                                 | Ende 19. Jahrhundert | Gründerzeitlicher Bau in städtebaulich wichtiger Lage als optische Begrenzung des Mühlbachtales, turmartige Erhöhung des Eckbereiches mit den hölzernen Schwebegiebeln ist für den Beginn der Häuserzeile von Bedeutung. Zweigeschossiger Bau mit Walmdach, Dacherker mit Giebel in Fachwerk, Dachhäuschen, turmartige Erhöhung des Eckbereiches mit Schwebegiebeln in Holz, Fensterverdachungen, Fassade sonst recht schlicht. | 09244206 |
| Direkt Bild zu diesem Denkmal hochladen | Wohnhaus in halboffener Bebauung und Ecklage sowie Heiste | Scheffelstraße 1 (Karte)                                  | Nach 1850 | Schlichtes Wohnhaus mit Laden, typisch für die Wohnhausarchitektur um 1850, mit weitgehend ursprünglicher Fassadengliederung, in städtebaulich markanter Lage an der Ecke zur August-Bebel-Straße, baugeschichtlich und städtebaulich von Bedeutung. Zweigeschossiger Bau mit Walmdach, umlaufender Gesimsstreifen trennt Untergeschoss vom Obergeschoss, im Untergeschoss einfache Fensterumrahmungen, im Obergeschoss Fensterumrahmungen profiliert, zur Scheffelstraße hin Dachhecht, im Untergeschoss Ladeneinbau mit späterem, entstellendem Schaufenstereinbruch, Gebäude oberhalb einer Heiste gelegen. | 09243999 |
| Direkt Bild zu diesem Denkmal hochladen | Wohnhaus und Rückgebäude in halboffener Bebauung | Scheffelstraße 2 (Karte)                                  | Nach 1850 | Typisches, schlichtes Wohnhaus der Zeit um 1850 mit erhaltener Fassadenaufteilung, baugeschichtlich von Bedeutung. Zweigeschossiger Bau mit Schopfwalmdach, fünfachsige Fassade zur Scheffelstraße, vierachsige Gliederung der Giebelseite, Porphyrgewände, ganz aus Bruchstein gemauert, rückwärtig zwei spätere Anbauten. | 09244001 |
| Direkt Bild zu diesem Denkmal hochladen | Wohnhaus in halboffener Bebauung | Scheffelstraße 19 (Karte)                                 | 1. Hälfte 19. Jahrhundert | Straßentypisches Wohnhaus mit weitestgehend ursprünglicher Fassadengliederung, von städtebaulichem Wert als erstes Haus am Beginn der unteren Scheffelstraße. Zweigeschossiger Bau mit Satteldach, traufständig, schlichte Fassadengliederung mit vier Achsen, alte Fenster. | 09244000 |
|                                         | Wohnhaus in geschlossener Bebauung | Schloßstraße 1 (Karte)                                    | Um 1790 | Weitgehend in originaler Substanz erhaltenen, als Wohnhaus eines ehemaligen Ausspännergutes von baugeschichtlicher und ortsgeschichtlicher von Bedeutung. Zweigeschossiges, traufständiges Wohnhaus mit Mansarddach, zentrales Rundbogenportal, zwei Ladeneinbauten im Erdgeschoss, einfacher Gesimsstreifen, reich profilierte gründerzeitliche Fenster, Kreuzgewölbe in der Toreinfahrt und im unteren Treppenaufgang, große Teile der alten Pflasterung noch vorhanden, niedrigere zweigeschossige Flügelbauten umschließen den längsrechteckigen Hof, im Rückgebäude ebenfalls Durchfahrt. Seit dem ausgehenden 18. Jahrhundert diente der Komplex als Seifensiederei. Rückwärtige, allseits einen Hof umschließende Gebäude vor 2014 abgebrochen (ehemalige Nutzung als Seifensiederei), damit Struktur des für Frankenberg typischen Anspännerguts zerstört. | 09243844 |
|                                         | Wohnhaus in geschlossener Bebauung | Schloßstraße 2 (Karte)                                    | Um 1790 | Baugeschichtliche und städtebauliche Bedeutung als noch in ursprünglicher Höhe erhaltener Teil der Westbebauung der Schloßstraße, schlichte Fassadengestaltung des späten 19. Jahrhundert mit Laden. - Wohnhaus: zweigeschossiges, traufständiges Wohnhaus mit Mansarddach, gründerzeitliche Putzgliederung (nach Auskunft der Eigentümerin von 1889) in gutem Zustand - Seitengebäude: Schuppen mit möglicherweise alter Holzkonstruktion - Rückgebäude: im Erdgeschoss alter Kern Beide Hintergebäude sind abgebrochen. | 09243845 |
|                                         | Wohnhaus und Nebengebäude in geschlossener Bebauung | Schloßstraße 3 (Karte)                                    | Um 1790 | Baugeschichtliche und städtebauliche Bedeutung als Teil der barocken Westbebauung der Schloßstraße. Zweigeschossiges, traufständiges Wohnhaus mit Mansarddach, Stichbogenportal mit Schlussstein und originaler Tür, ursprüngliche Fenstergewände im Erdgeschoss, Kreuzgewölbe im Inneren teilweise erhalten, im Obergeschoss wertvolle Innentür mit zwei Flügeln (vermutlich aus der Erbauungszeit) | 09243852 |
|                                         | Wohnhaus in geschlossener Bebauung | Schloßstraße 4 (Karte)                                    | Um 1790 | Baugeschichtliche und städtebauliche Bedeutung als in ursprünglicher Höhe erhaltener Teil der westlichen Bebauung der Schloßstraße. Zweigeschossiges, traufständiges Gebäude mit Mansarddach, Fassade stark überformt, altes Rückgebäude nur noch im Erdgeschoss erhalten. | 09243853 |
|                                         | Wohnhaus in geschlossener Bebauung | Schloßstraße 5 (Karte)                                    | Um 1790 | Städtebauliche Bedeutung als Teil der westlichen Bebauung der Schloßstraße, besonderer Wert durch im Inneren erhaltene barocke Elemente. Dreigeschossiges, traufständiges Gebäude, aufgestockt, Fassade stark überformt, im Erdgeschoss kreuzgewölbter Raum, Eisentür, barockes Treppenhaus, im ersten Stockwerk barocker Wandschrank. | 09243854 |
|                                         | Wohnhaus in geschlossener Bebauung, Nebengebäude und Rückgebäude | Schloßstraße 6 (Karte)                                    | Tür zum Hof bezeichnet mit 1733 (Wohnhaus); um 1925 (gewerblicher Anbau)                                                           | Von städtebaulichem und architekturhistorischem Wert aufgrund der im Kern erhaltenen ursprünglichen Hofstruktur, zahlreiche wertvolle Innendetails, einfühlsam angefügter Gewerbebau. Dreigeschossiges, traufständiges Gebäude mit Satteldach, aufgestockt, Fassade überformt, Eingangstür mit Kassettengliederung und Schmuckgittern, barocker Wandschrank, barocke Tür zum Hof, rechtes Seitengebäude mit alten, verzierten Gittern. Seiten- und Rückgebäude mit alter Bausubstanz, rückwärtiger, gewerblicher Anbau gehorcht Forderungen des Heimatschutzes. Gewerbe: Chemische Reinigung und Färberei. | 09243850 |
|                                         | Wohnhaus in geschlossener Bebauung mit Rückgebäude | Schloßstraße 7 (Karte)                                    | Eingangstür bezeichnet mit 1833 | Ausgewogene Putzfassade mit originalem Portal, baugeschichtlich und städtebaulich von Bedeutung. Zweigeschossiges, traufständiges Gebäude mit hohem Mansarddach, klassizistisches Portal mit Konsolen und Girlanden, Rückgebäude mit alter Bausubstanz, jedoch entkernt. | 09243851 |
| Weitere Bilder                          | Ackerbürgerhaus in geschlossener Bebauung mit vierseitiger Hofumbauung | Schloßstraße 8 (Karte)                                    | Bezeichnet mit 1787 | Von herausragender architekturhistorischer und städtebaulicher Bedeutung als vollständig erhaltenes, für Frankenberg typisches barockes Ackerbürgerhaus, historische Bedeutung als ehemalige Kattundruckerei. Dreigeschossiges, traufständiges Gebäude mit Satteldach, Vorderhaus aufgestockt, Fassade überformt, spätere Ladeneinbauten, Einfahrt mit Korbbogen und verziertem Schlussstein (bezeichnet mit 1787), Kreuzgewölbe, Rückgebäude zum Teil dreigeschossig mit Mansarddach, Porphyrgewände, am rechten Seitengebäude Stichbogenportal mit großem Oberlicht (bezeichnet mit 1786). In der 2. Hälfte des 17. und im frühen 18. Jahrhundert befand sich auf dem Gelände der Sitz des Handelshauses Höpner, im ausgehenden 18. Jahrhundert diente der Bau als Kattundruckerei. | 09243855 |
|                                         | Wohnhaus in geschlossener Bebauung | Schloßstraße 9 (Karte)                                    | Um 1790 | Qualitätvolle gründerzeitliche Überformung der Fassade eines spätbarocken Wohnhauses, baugeschichtlich von Bedeutung, von städtebaulichem Wert als Teil des Schloßstraßenensembles. Dreigeschossiger Bau mit Satteldach, traufständig, Traufgesims mit Zahnschnitt, profilierte Fenstergewände aufgeputzt, zum Teil Segmentbogengiebel über den Fenstern, Eingangstür aus Zeit der Überformung vorhanden. | 09243884 |
|                                         | Wohnhaus in geschlossener Bebauung mit Hofbebauung, Hinterhaus und ursprünglicheterrassierte Gartenanlage                                                                                           | Schloßstraße 10 (Karte)                                   | Bezeichnet mit 1809 | Von besonderem architekturhistorischem und städtebaulichem Wert aufgrund der intakten Beziehung zwischen Vorderhaus, Rückgebäude und Garten, zahlreiche wertvolle Baudetails, historische Bedeutung als ehemalige Kattundruckerei. - Wohnhaus: dreigeschossiges, traufständiges Wohnhaus mit Satteldach, aufgestockt, Stichbogenportal mit Schlussstein (bezeichnet mit 1809), Fassade stark überformt, kreuzgratgewölbter Hausflur, zum Hof Tür aus der Bauzeit, ursprüngliche Treppenanlage erhalten - Seitengebäude: ein- bis zweigeschossige Seitengebäude, das rechte besitzt noch zwei Kreuzstockfenster - Hinterhaus: dreigeschossiges Rückgebäude mit hohem Mansarddach und gewölbtem Flur (mehrere Metalltüren), halbkreisförmige Freitreppe zum Garten, im ausgehenden 18. Jahrhundert diente der Bau als Kattundruckerei, durch längerzeitlichen Leerstand im Bestand gefährdet - Garten: Erschließung über halbkreisförmige Freitreppe des Hinterhauses, Hauptweg von der Treppe in der Bodenmodellierung noch ablesbar - Bodenrelief: abfallendes Gelände nach Westen zur Mühlbach, Terrassierung durch Bruchstein-Stützmauern (Porphyr) mit Treppen in zentraler Achse - Wasserbecken: gemauertes Wasserbecken aus Ziegel, verputzt, auf der unteren Terrasse, stark beschädigt | 09243856 |
|                                         | Wohnhaus in geschlossener Bebauung mit Hinterhaus und Nebengebäude | Schloßstraße 11 (Karte)                                   | Um 1800 (Wohnhaus); 1. Hälfte 19. Jahrhundert (Nebengebäude)                                                                       | Von städtebaulichem Wert für die Schloßstraßenbebauung, von architekturgeschichtlichem Wert aufgrund der im Kern barocken Bausubstanz und Innenausstattung. Dreigeschossiger Bau, Satteldach, traufständig, spätere Aufstockung und Überformung der Fassade, im Erdgeschoss Ladeneinbau um 1920, barocker Wandschrank im Inneren, zum Hof Stichbogenportal, Hintergebäude 1. Hälfte 19. Jahrhundert. | 09243857 |
|                                         | Wohnhaus in geschlossener Bebauung und Ecklage mit Rückgebäude | Schloßstraße 12 (Karte)                                   | Um 1800 | Städtebauliche Bedeutung als Teil der westlichen Bebauung der Schloßstraße an der Einmündung der Dammgasse, im Inneren baugeschichtlich wertvolle Details aus der Bauzeit. Dreigeschossiges, traufständiges Gebäude mit Walmdach, Fassade Ende 19. Jahrhundert überformt und beeinträchtigt durch bei jüngster Sanierung eingefügte Fenster, kreuzgratgewölbter Hausflur, barocke Tür zum Innenhof, Toreinfahrt mit alter Tür zur Dammgasse, Rückgebäude ist Bestandteil der Umfassungsmauer des Hofes. | 09243849 |
|                                         | Mietshaus in geschlossener Bebauung und Ecklage sowie Nebengebäude | Schloßstraße 13 (Karte)                                   | Im Kern um 1800 | Wissenschaftlicher Wert aufgrund erhaltener Gewölbe des Ursprungsbaus, qualitätvoller Ladeneinbau in sehr gutem Erhaltungszustand, baugeschichtlich und städtebaulich von Bedeutung. Dreigeschossiges, traufständiges Gebäude mit rückwärtigem Anbau, Fassade im Erdgeschoss Keramik verkleidet, Türen mit neoklassizistischen Dekorationsmotiven, rechter Laden mit Kreuzgratgewölben, linker Laden mit Kachelverkleidung und Glasdecke, Inneres des Wohnhauses noch im Zustand der Erbauungszeit. | 09243843 |
|                                         | Wohnhaus in geschlossener Bebauung mit zwei Hofgebäuden | Schloßstraße 16 (Karte)                                   | Um 1790 | Städtebaulicher Wert als Teil der östlichen Randbebauung der Schloßstraße, künstlerisch wertvolle, barocke Eingangstür, im Erdgeschoss Kreuzgewölbe, baugeschichtlich von Bedeutung. Dreigeschossiges, traufständiges Gebäude mit wertvoller, gut erhaltener Putzgliederung, Außen- und Innentüren ebenfalls gut erhalten, barocke Eisentür im Hinterhaus. | 09243847 |
|                                         | Mietshaus in geschlossener Bebauung mit Hinterhaus | Schloßstraße 17 (Karte)                                   | Ende 19. Jahrhundert | Wertvolle gründerzeitliche Fassade, guter Zustand außen und innen, baugeschichtlich und städtebaulich von Bedeutung. Dreigeschossiger, traufständiger Bau mit qualitätvoller Fassadengliederung, Rundbogenportal und -fenster im Erdgeschoss, im rechten Winkel anschließendes Hintergebäude unterschiedlicher Bauphasen mit älterer Substanz im Erdgeschoss, Anordnung typisch für die Stadtgüter in Frankenberg. | 09243848 |
| Weitere Bilder                          | Wohnhaus in halboffener Bebauung | Schloßstraße 18 (Karte)                                   | Um 1750 | Hohe architektonische Qualität, wissenschaftlicher Wert durch geschlossen erhaltenen barocken Innenausbau. Zweigeschossiges, traufständiges Gebäude mit Satteldach und Dacherker, Fenstergewände zweifach profiliert und abgefast. | 09243883 |
| Direkt Bild zu diesem Denkmal hochladen | Hinterhaus eines nicht mehr vorhandenen Anspännergutes | Schloßstraße 19 (Karte)                                   | Um 1800 | Von hohem architekturgeschichtlichem Wert als Rest der für Frankenberg typischen, ursprünglich Hof umschließenden Bebauungsform. Zweigeschossiges, langgestrecktes Gebäude mit Satteldach, traufständig, im Untergeschoss barocken Ursprungs: ein kreuzgewölbter Raum, eine Tür noch vorhanden, im Obergeschoss im 19. Jahrhundert erneuert, guter Erhaltungszustand, Holzfenster. | 09243858 |
| Direkt Bild zu diesem Denkmal hochladen | Mietshaus in halboffener Bebauung | Schloßstraße 20 (Karte)                                   | Ende 19. Jahrhundert | Für das Erscheinungsbild der Schloßstraße in ihrem unteren Bereich prägender Baukörper, baugeschichtlich und städtebaulich von Bedeutung. Dreigeschossiger Bau mit Satteldach, traufständig, mit Dacherker, mächtiger Baukörper mit horizontaler Gesimsgliederung, zum Teil originale Steingewände der Fenster erhalten, übergiebelte Fenster im ersten Obergeschoss ansonsten Fassade sehr schlicht und später überputzt. Großer städtebaulicher Wert des Gebäudes als Teil der Schloßstraßenbebauung. | 09243882 |
|                                         | Mietshaus in Ecklage | Schloßstraße 23 (Karte)                                   | Ende 19. Jahrhundert | Wichtig aus städtebaulichen Gründen als erstes Gebäude der Schloßstraße, wertvoller, gut erhaltener gründerzeitlicher Innenausbau. Dreigeschossiges Mietshaus mit Satteldach, traufständig, breiter Dacherker in Mittelachse, schlichte Fassade, Fenster sind verändert, originale Haustür, in Holz und Glas gestaltete Wände zwischen Treppenhaus und Wohnungen. | 09243859 |
|                                         | Mietshaus in geschlossener Bebauung | Schloßstraße 27 (Karte)                                   | Um 1870 | Von städtebaulicher Bedeutung als Teil des unteren Bereiches der Schloßstraße, von wissenschaftlichem Wert als gut erhaltenes Beispiel eines frühgründerzeitlichen großen Mietshauses. Viergeschossiges, breites Gebäude mit Satteldach, traufständig, schlichte Fassade in Putz, steinerne Tür- und Fenstergewände in wenig aufwendiger Gestaltung, schmuckreiches Traufgesims. | 09243860 |
|                                         | Wohnhaus | Schloßstraße 38 (Karte)                                   | Nach 1712 | Spätbarockes Wohnhaus, Fassade gründerzeitlich überformt, baugeschichtlich und städtebaulich von Bedeutung. Spätbarockes Wohnhaus, vermutlich nach dem Stadtbrand von 1712 erbaut, dreigeschossig, gründerzeitlich überformt und aufgestockt, flachgeneigtes Satteldach mit drei veränderten Dachhäusern, im Inneren teils Baubestand aus der Zeit um 1850. Zum Historischen Stadtkern von Frankenberg gehörend und an einer wichtigen Durchgangsstraße stehend. Aus dem Standort sowie dem erhaltenen Baubestand ergibt sich die stadtentwicklungsgeschichtliche, baugeschichtliche und städtebauliche Bedeutung des Gebäudes. - Hintergebäude als Teil des Ensembles, einfacher zweigeschossiger Fachwerkbau mit Satteldach, Abbruch vor 2009 - Seitengebäude mit dreijochige Oberlaube: hoher architekturgeschichtlicher Wert als eine der letzten original erhaltenen Oberlauben in Frankenberg, vermutlich unmittelbar nach dem Stadtbrand von 1712 entstanden, Seitengebäude mit Oberlaube 1995 abgebrochen | 09243862 |
| Direkt Bild zu diesem Denkmal hochladen | Haustür eines Wohnhauses | Schloßstraße 39 (Karte)                                   | Nach 1788 | Originale barocke Haustür eines nach dem letzten großen Stadtbrand entstandenen, später stark überformten Wohnhauses von handwerksgeschichtlichem Wert. Zweigeschossiges Wohnhaus mit mehrfach überformter Fassade, spätere Aufstockung, Veränderungen im Dachbereich, originale Eingangstür, im Eingangsbereich Kreuzgewölbe, barocke Türen im Inneren Hinterhaus vor 2011 abgebrochen, Wohnhaus Streichung 2013. | 09243861 |
|                                         | Wohnhaus in geschlossener Bebauung mit zwei Hofgebäuden | Schloßstraße 41 (Karte)                                   | Um 1790 | Spätbarockes Wohnhaus, später überformt, baugeschichtlich von Bedeutung, städtebaulicher Wert als Teil der östlichen Randbebauung der Schloßstraße. Dreigeschossiges, traufständiges Wohnhaus, aufgestockt, späterer Ladeneinbau, Kreuzgewölbe im Eingangsbereich, rückwärtig ehemaliges Außenportal, bezeichnet mit 1788, Wandschrank im Hausflur, sehr gut erhaltene barocke Eingangstür durch neues Türblatt ersetzt. | 09243846 |
| Direkt Bild zu diesem Denkmal hochladen | Wohnhaus in offener Bebauung | Schuhmachergasse 2 (Karte)                                | Bezeichnet mit 1837 | Einfacher Hausbau, typisch für die vorstädtische Wohnarchitektur des frühen 19. Jahrhunderts, in Baukörperform und Fassadenaufteilung weitgehend original erhalten, baugeschichtlich von Bedeutung. Zweigeschossiger, traufständiger Bau, Satteldach mit Krüppelwalm, Eingang mit vorkragender Verdachung auf Konsolen. | 09244131 |
|                                         | Pfarrhaus in offener Bebauung und Ecklage | Schulstraße 3 (Karte)                                     | Ende 19. Jahrhundert | Wuchtiger und repräsentativer Baukörper in markanter Ecklage, zwei phantasievoll gestaltete Eingänge mit neoromanischen Elementen und straßenbildprägenden Treppengiebeln, baugeschichtlich und ortsgeschichtlich von Bedeutung. Zweigeschossiger Bau mit Walmdach und zwei Schaufassaden zur Schul- und Winklerstraße, zwei repräsentative Eingangssituationen mit wuchtigen Halbsäulen, ornamentierten Kapitellen, Spitzbogenabschluss mit phantasievollem Schlussstein, Loggia zum Garten mit Rundsäule, zwei Dacherker mit Treppengiebeln, Eckquaderung, innen originale Fußbodenkacheln und Türen. | 09244148 |
| Direkt Bild zu diesem Denkmal hochladen | Mietshaus in offener Bebauung und Ecklage | Schulstraße 6 (Karte)                                     | Ende 19. Jahrhundert | Bemerkenswertes gründerzeitliches Gebäude mit reicher Fassadengliederung, baugeschichtlich von Bedeutung, markante städtebauliche Situation. Zweigeschossiger Mietsbau mit erhöhtem Eckrisalit, Fassadengestaltung in Neorenaissanceformen in Putz, gelbem und rotem Ziegel, kräftige Horizontalgliederung, vorspringende Fensterverdachungen, im zweiten Obergeschoss des Eckrisalits von Pilastern gerahmte Rundbogenfenster, mit Rekonstruktion begonnen im Herbst 2004. | 09244104 |
| Direkt Bild zu diesem Denkmal hochladen | Mietshaus in offener Bebauung | Schulstraße 8 (Karte)                                     | Ende 19. Jahrhundert | Qualitätvoller, reich gestalteter Bau mit für Frankenberg sehr ungewöhnlichen Elementen wie einer Ädikula mit weiblichem Standbild im Obergeschoss des Mittelrisalits sowie einem aufwendig gestalteten Eckerker, baugeschichtlich und städtebaulich von Bedeutung. Zweigeschossiger Bau mit Dacherker und aufwendig gestaltetem Giebel mit Pilastern, Medaillon, Voluten, Kugeln, Gliederung der Fassade in rotem und gelbem Ziegel sowie Putzelementen, ein für Frankenberg ungewöhnlich reich verzierter Bau. | 09244149 |
| Direkt Bild zu diesem Denkmal hochladen | Wohnhaus in halboffener Bebauung und Ecklage | Seegasse 1 (Karte)                                        | Anfang 19. Jahrhundert | Schlichter Hausbau, Fassadenaufteilung und Baukörperform weitestgehend unverändert, typisch für die Bebauung in den Erweiterungsgebieten Frankenbergs, baugeschichtlich von Bedeutung, stadtbildprägend durch seine markante Lage. Zweigeschossiger, traufständiger Baukörper mit hohem Mansarddach, Stichbogenportal mit Schlussstein, Tür und Fenster erneuert, zwei alte Schleppgaupen auf der Straßenseite. | 09243957 |
| Direkt Bild zu diesem Denkmal hochladen | Wohnhaus in offener Bebauung | Seegasse 5 (Karte)                                        | Anfang 19. Jahrhundert | Einfacher Hausbau, typisch für die Wohnarchitektur in den Vorstädten Frankenbergs, Fassadenaufteilung und Baukörperform gut erhalten, baugeschichtlich von Bedeutung. Zweigeschossiges, traufständiges Gebäude mit hohem, schiefergedecktem Satteldach, Portal mit vorkragender Verdachung, Giebel holzverschalt, wenige alte Fenster erhalten. | 09243958 |
| Direkt Bild zu diesem Denkmal hochladen | Wohnhaus in geschlossener Bebauung und Ecklage | Teichstraße 5 (Karte)                                     | Vermutlich 1830 | Markantes Eckgebäude mit Walmdach, relativ großer Bau mit weitestgehend ursprünglicher Fassadengliederung und originalem Eingangsportal, baugeschichtlich und städtebaulich von Bedeutung. Zweigeschossiger Bau zur Teichstraße, dreigeschossig zur Töpferstraße, Gebäude ist sehr tief und weist eine breit gelagerte Fassade zur Töpferstraße hin auf, die nicht einheitlich gestaltet ist, Portal zur Teichstraße aus Porphyr mit Gesims, Zahnfries und Rosetten, durch langzeitlichen Leerstand gefährdet. | 09243996 |
| Direkt Bild zu diesem Denkmal hochladen | Zwei Mehrfamilienhäuser und ein Doppelwohnhaus in offener Bebauung (siehe auch 09244210, Georg-Hager-Straße 12, 16, 17, 19)                                                                         | Thomas-Rockardt-Straße 7, 9, 11, 13 (Karte)               | Um 1930 | Zeitgleich entstandene Wohnhausgruppe von baugeschichtlicher und sozialgeschichtlicher Bedeutung. Zweigeschossige Bauten mit Walmdächern, Dachgesimse beschreiben einen geschweiften Bogen oberhalb der Treppenhausfenster, Sockelbereiche in Ziegel ausgeführt, Betonung der Mittelachsen durch die Eingänge, die langgestreckten Treppenhausfenster und die Gesimsbögen, Anlage ist zu einem großen Teil durch Sanierung beeinträchtigt. | 09244214 |
|                                         | Produktionsgebäude der ehemaligen Seidenwarenfabrik Behr & Schubert, mit Bruchsteinmauer | Töpferstraße 2, 2a, 2b, 2c (Karte)                        | 1836 | Als eine der ersten Seidenwebereien Sachsens und älteste Weberei Frankenbergs von herausragender industrie- und stadtgeschichtlicher Bedeutung, zählt zudem zu den frühesten Fabrikbauten Frankenbergs, beeindruckend aufgrund seiner Größe. Dreigeschossiger Bau mit Walmdach, langgestreckter Bau, steht mit Schmalseite zur Töpferstraße, Bruchsteinmauerwerk, schlichte Fassade, Porphyrgewände an Fenstern und Türen, über der Tür Medaillon mit Jahreszahl, heute als Mietshaus genutzt, durch Leerstand und Kunstraub (historischer Ofen im Obergeschoss) gefährdet. | 09243933 |
| Direkt Bild zu diesem Denkmal hochladen | Wohnhaus in geschlossener Bebauung | Töpferstraße 5 (Karte)                                    | Um 1830 | Ortstypisches, kleineres Wohnhaus mit erhaltener Fassadenaufteilung, baugeschichtlich und städtebaulich von Bedeutung. Zweigeschossiger Bau mit Mansarddach, Fassade fünfachsig, schlicht. | 09243935 |
| Direkt Bild zu diesem Denkmal hochladen | Wohnhaus in halboffener Bebauung und Ecklage | Töpferstraße 10 (Karte)                                   | Um 1830 | Straßentypisches Wohnhaus der Zeit um 1830 mit gut erhaltenem Eingangsportal aus der Entstehungszeit sowie ursprünglicher Fassadeneinteilung, baugeschichtlich und städtebaulich von Bedeutung. Zweigeschossiger Bau mit Satteldach, traufständig zur Töpferstraße, originales Portal mit geradem Türsturz, Gebälk mit Zahnschnitt und Rosetten aus Porphyr, Fenstergewände ebenfalls aus Porphyr. | 09243941 |
| Direkt Bild zu diesem Denkmal hochladen | Wohnhaus in geschlossener Bebauung | Töpferstraße 12 (Karte)                                   | Bezeichnet mit 1832 | Charakteristisches Wohnhaus der Zeit um 1830, weitgehend in seiner Ursprünglichkeit erhalten, baugeschichtlich und städtebaulich von Bedeutung. Zweigeschossiger Bau mit Satteldach, traufständig, vierachsige Fassadenteilung, Portal aus Porphyr mit Gebälk und Zahnschnitt und Rosetten, Fenster mit Porphyrgewände, vier kleine Dachhäuschen. | 09243942 |
| Direkt Bild zu diesem Denkmal hochladen | Wohnhaus in halboffener Bebauung | Töpferstraße 17 (Karte)                                   | Anfang 19. Jahrhundert | Einfaches, gut proportioniertes Wohnhaus, typisch für die Stadterweiterungsgebiete des frühen 19. Jahrhunderts, weitgehend in originalem Zustand erhalten, baugeschichtlich und städtebaulich von Bedeutung. Zweigeschossiges, traufständiges Gebäude mit steilem, schiefergedecktem Satteldach, Stichbogenportal mit Schlussstein, Porphyrgewände, Holzfenster. | 09243931 |
| Direkt Bild zu diesem Denkmal hochladen | Wohnhaus in geschlossener Bebauung | Töpferstraße 26 (Karte)                                   | Bezeichnet mit 1814 | Einfaches, für die Stadterweiterungsgebiete des frühen 19. Jahrhunderts typisches Wohnhaus mit noch weitgehend ursprünglicher Fassadengestaltung, baugeschichtlich und städtebaulich von Bedeutung. Zweigeschossiges, traufständiges Gebäude mit steilem, biberschwanzgedecktem Satteldach, profiliertes Stichbogenportal mit Schlussstein, Porphyrgewände, Fassade leicht überformt, die Fenster sind neu. | 09243932 |
| Direkt Bild zu diesem Denkmal hochladen | Mietshaus, frei stehend | Wassergasse 3 (Karte)                                     | Ende 19. Jahrhundert | Mit Laden, aufwendig und abwechslungsreich gestaltete Fassade von baugeschichtlichem und städtebaulichem Wert. Zweigeschossiger Bau in der Wassergasse, an der Ecke Wassergasse/Chemnitzer Straße um ein Geschoss erhöht, erstes und zweites Obergeschoss im Eckbereich in Ziegel ausgeführt, ansonsten Putz, Porphyrgewände, Dreiecksgiebel und Gesimse über den Fenstern, Konsolen unter dem Gesims, gesprengter Giebel zur Chemnitzer Straße. | 09244028 |
| Direkt Bild zu diesem Denkmal hochladen | Mietshaus in geschlossener Bebauung | Winklerstraße 4 (Karte)                                   | Um 1900 | Schlichter, zeittypischer Klinkerbau von regionalem städtebaulichem und baugeschichtlichem Wert. Dreigeschossig, fünf Achsen, Mittelrisalit zackig, Haustür und Fenster nicht original, im Inneren originale Zimmer- und Wohnungstüren, Eisengeländer im Treppenhaus bauzeitlich, Hofseite hölzerne Wintergärten in beiden Obergeschossen. | 09248128 |
| Direkt Bild zu diesem Denkmal hochladen | Mietshaus in geschlossener Bebauung | Winklerstraße 5 (Karte)                                   | 1895 laut Bauakte | Qualitätvoll gestaltete späthistoristische Fassade mit roten Ziegelflächen und Putzornamentik, baugeschichtlich und städtebaulich von Bedeutung. Dreigeschossiger Bau mit Dacherker, zum Teil Verdachungen über den Fenstern in Form von Dreiecksgiebeln, gefüllt mit Blattornamenten, Gebälk mit Konsolsteinen über den Fenstern, Baluster unter den mittleren Fenstern, Fassade mit sechs Fensterachsen, Eingangstür original, typische Holzveranden an der Rückfassade. | 09244078 |
| Direkt Bild zu diesem Denkmal hochladen | Mietshaus in geschlossener Bebauung | Winklerstraße 6 (Karte)                                   | 1908 laut Bauakte | Streng gegliederte, gut proportionierte Putzfassade, baugeschichtlich und städtebaulich von Bedeutung. Dreigeschossiger Bau, Dacherker mit Dreiecksgiebel, quadratische Ornamentfelder unter den Fenstern mit Füllhorn und zopfähnlichen Motiven. | 09244079 |
| Direkt Bild zu diesem Denkmal hochladen | Mietshaus in halboffener Bebauung und Ecklage | Winklerstraße 8 (Karte)                                   | Anfang 20. Jahrhundert | Späthistoristischer Putzbau in markanter Position mit erhöhtem, turmartigen Eckbereich, baugeschichtlich und städtebaulich von Bedeutung. Dreigeschossiger Bau, phantasievoll geschwungene Fensterumrahmungen, alte Rolladenverkleidung, originale Putzhaut weitgehend erhalten, alte Fenster und Tür, Veränderungen im Dachbereich. | 09244080 |
| Direkt Bild zu diesem Denkmal hochladen | Mietshaus in halboffener Bebauung | Winklerstraße 10 (Karte)                                  | 1904 laut Bauakte | Qualitätvolle Jugendstilfassade mit Seltenheitswert, baugeschichtlich und städtebaulich von Bedeutung. Dreigeschossiger Bau mit Dacherker und geschwungenem Giebel, Originalputz mit Jugendstilornamentik, Originalfenster, Jugendstiltür. | 09244083 |
| Direkt Bild zu diesem Denkmal hochladen | Mietshaus in geschlossener Bebauung | Winklerstraße 11a (Karte)                                 | 1905 laut Bauakte | Phantasievoll gestaltete, späthistoristische Fassade von künstlerischem Wert, bildet aufgrund seiner Motive eine Ausnahme im Ensemble der Winklerstraße, wie z. B. den gekoppelten Drillingsfenstern mit Pfeilern, den reliefartigen Pilastern mit Kugel- und Stabmotiven, den eigenwilligen Fensterumrahmungen u. a., baugeschichtlich und städtebaulich von Bedeutung. Dreigeschossiger Bau, zwei Seitenrisalite mit Giebelabschluss, im mittleren Teil eine Art Attikageschoss mit an ländliche Architektur erinnerndem Fachwerk, phantasievoll ausgebildete Pilaster mit Stab- und Kugelmotiven, gekoppelte Drillingsfenster mit Pfeilern. Rückfassade: Reste einer Holzveranda. | 09244082 |
| Direkt Bild zu diesem Denkmal hochladen | Mietshaus in geschlossener Bebauung | Winklerstraße 12 (Karte)                                  | 1904 laut Bauakte | Ausgewogene qualitätvolle Fassadengestaltung in gründerzeitlicher Manier mit tief profilierten Fenstergewänden, künstlerisch gestaltete Dacherker in Fachwerk, mit straßenbildprägendem Wert, baugeschichtlich und städtebaulich von Bedeutung. Dreigeschossiger Bau mit Dacherker und zwei Dachhäuschen mit Fachwerkgestaltung, Erdgeschoss sehr rustikal steinverkleidet, Fenstergewände im ersten und zweiten Obergeschoss reich und tief profiliert, originale Fenster. | 09244081 |
| Direkt Bild zu diesem Denkmal hochladen | Mietshaus in geschlossener Bebauung | Winklerstraße 13 (Karte)                                  | 1904 laut Bauakte | Qualitätvolle, reich gestaltete, gründerzeitliche Fassade mit Putzornamentik und gelben Ziegelflächen, sehr aufwendig gestaltete Dacherkergiebel von straßenbildprägendem Charakter, baugeschichtlich und städtebaulich von Bedeutung. Dreigeschossiger Bau mit zwei Dacherkern, sehr reich ornamentierte Giebel mit Muschelmotiv, im ersten Obergeschoss Fenstergewände mit Stäben, Putzornamente mit Jugendstilanklängen, Fassade mit acht Achsen, Holzveranden im rückwärtigen Bereich. | 09244089 |
| Direkt Bild zu diesem Denkmal hochladen | Mietshaus in geschlossener Bebauung | Winklerstraße 14 (Karte)                                  | 1876 laut Bauarchiv | Gründerzeitliche Fassade mit weitgehend erhaltenem Originalputz, im Bereich der nördlichen Randbebauung der Winklerstraße eine eher schlichte Fassadengliederung, baugeschichtlich und städtebaulich von Bedeutung. Dreigeschossiger Bau mit Mansarddach, schlichte Putzfassade mit Dreiecksgiebeln über den Fenstern, Konsolsteine unter den Fensterbänken, Dacherker mit Walmdach. | 09244088 |
|                                         | Mietshaus in Ecklage | Winklerstraße 26 (Karte)                                  | 1898 laut Bauakte | Qualitätvoller, gründerzeitlicher Bau in markanter Ecklage, betont durch abgeschrägte Gebäudeecke mit Erker, baugeschichtlich und städtebaulich von Bedeutung. Dreigeschossiger Bau mit turmartig erhöhtem Eckbereich, Gliederung in Ziegel und Putz, Balkone zur Meltzerstraße, Originalputz weitgehend erhalten, Originaltür und zum Teil auch Fenster erhalten, sorgsam gestaltete Dachhäuschen. | 09244086 |
|                                         | Mietshaus in geschlossener Bebauung | Winklerstraße 28 (Karte)                                  | 1898 laut Bauakte | Gründerzeitliche Fassade mit Gliederung in Putz und rotem Ziegel, typischer Bau für den oberen Bereich der Winklerstraße im Zusammenhang mit den Hausnummern 27 und 29–33, baugeschichtlich und städtebaulich von Bedeutung. Dreigeschossiges Gebäude mit Satteldach, traufständig, breiter Dacherker, ursprüngliche Fenster sind erhalten, Porphyrgewände, zwei Fensterverdachungen in Form von Dreiecksgiebeln, alte Rolladenverkleidungen noch vorhanden, Abschluss des Dacherkers verändert. | 09244091 |
|                                         | Mietshaus in geschlossener Bebauung | Winklerstraße 29 (Karte)                                  | 1898 laut Bauakte | Gründerzeitlicher Bau mit einer Fassadengliederung mit Putz- und Ziegelelementen, für das Erscheinungsbild der Straße wichtiges Gebäude, im Zusammenhang zu sehen mit den Hausnummern von 27, 28 und 30–33, baugeschichtlich und städtebaulich von Bedeutung. Dreigeschossiger Bau mit Satteldach und breitem Dacherker, symmetrische Fassadengliederung mit sieben Achsen, drei Fensterverdachungen in Form von Dreiecksgiebeln, Abschluss des Dacherkers verändert. | 09244092 |
|                                         | Mietshaus in geschlossener Bebauung | Winklerstraße 30 (Karte)                                  | Um 1900 | Gründerzeitliche Mietshausarchitektur mit reicher Fassadengestaltung und weitestgehend erhaltenem Innenausbau, baugeschichtlich und städtebaulich von Bedeutung. Dreigeschossiger Bau mit Satteldach, traufständig, historisierende Fassadengliederung in Putz und Ziegel, Geschoss übergreifender Erker mit Dacherker, originale Eingangstür und Fenster im Erdgeschoss und ersten Obergeschoss, Innentüren, Stuckdecken und Keramiköfen größtenteils in gutem Zustand erhalten. | 09243903 |
|                                         | Mietshaus in geschlossener Bebauung | Winklerstraße 31 (Karte)                                  | 1902 laut Bauakte | Qualitätvolle, gründerzeitliche Fassadeneinteilung in Putz und Ziegel wie die Hausnummern 27–30, 32 und 33, jedoch schmuckreicher in der Ausgestaltung mit ornamentierten Putzflächen, verzierte Konsolsteine, Zahnfries, originales Dach und Dacherker mit Ziergiebel, baugeschichtlich und städtebaulich von Bedeutung. Dreigeschossiger Bau, Satteldach, traufständig, symmetrische Fassadengliederung mit sieben Achsen, alte Fenster. | 09244094 |
|                                         | Mietshaus in geschlossener Bebauung | Winklerstraße 32 (Karte)                                  | 1902 laut Bauakte | Qualitätvoller, gründerzeitlicher Bau mit Putz- und Ziegelgliederung sowie ornamentierten Porphyrflächen, typisch für das Ensemble der Hausnummern 27–31 und 33, mit originalen Dachgaupen und Dacherker mit Schmuckgiebel, baugeschichtlich und städtebaulich von Bedeutung. Dreigeschossiger Bau, Satteldach, traufständig, symmetrische Fassadeneinteilung mit sieben Achsen, alte Eingangstür sowie zum Teil originale Fenster. | 09244095 |
|                                         | Mietshaus in geschlossener Bebauung | Winklerstraße 33 (Karte)                                  | 1903 laut Bauakte | Ausgewogene gründerzeitliche Fassade mit Gliederungselementen in Putz und Ziegel wie die Hausnummern 27–32, baugeschichtlich und städtebaulich von Bedeutung, straßenbildprägend mit erhaltenem Dacherkergiebel. Dreigeschossig, Satteldach, traufständig, Dacherker mit Giebel, veränderte Dachgaupen, sechsachsige Fassade, zum Teil alte Fenster, Fensterumrahmungen abwechslungsreich gestaltet, leichte Veränderungen im Erdgeschoss-Bereich. | 09244093 |
|                                         | Mietshaus in halboffener Bebauung und Ecklage | Winklerstraße 34 (Karte)                                  | 1910 laut Bauakte | Sehr qualitätvoll und reich gestalteter Bau mit Geschoss übergreifender Pilastergliederung in Originalputz, bewegt gestalteter Dacherkergiebel mit Ornament und wellenartig bewegtem Gesims von straßenbildprägendem Wert, baugeschichtlich und städtebaulich von Bedeutung. Dreigeschossiger Bau, Mansardwalmdach, rund abgeschlossene Dacherkergiebel mit wellenartig bewegtem Gesims, Rosettenmotiv zwischen den Pilastern, Füllhörner, originale Fenster und Tür, Mietshaus von Nestler für sich selbst errichtet. | 09244084 |
|                                         | Villa | Winklerstraße 35 (Karte)                                  | 1904 laut Bauakte | Großer gründerzeitlicher Bau mit zwei kunstvoll gestalteten historisierenden Straßenfassaden mit straßenbildprägenden Dacherkern mit Fachwerk, Loggia mit Rundsäule, mit straßenbegleitendem eingeschossigem rund verlaufendem Anbau mit Pilastergliederung, baugeschichtlich und städtebaulich von Bedeutung. Zweigeschossiger Bau mit Walmmansarddach und zwei Dacherkern an den zwei Schaufassaden zum Bahnhof und zur Winklerstraße, im ersten Obergeschoss zum Teil alte Fenster. | 09244090 |
|                                         | Mietshaus in halboffener Bebauung und Ecklage | Winklerstraße 37 (Karte)                                  | Ende 19. Jahrhundert | Wohlproportionierter Baukörper in städtebaulich hervorgehobener Ecklage mit weitgehend erhaltener Putzgliederung, profilierten Fensterumrahmungen und giebelbekrönten Fenstern, baugeschichtlich und städtebaulich von Bedeutung. Zweigeschossiger Bau mit turmartig erhöhter Ecke, Gesimsgliederung, originale Tür und Fenster, Fensterverdachungen in Form von Dreiecksgiebeln mit Konsolen, Dachbereich möglicherweise verändert. | 09244085 |
|                                         | Mietshaus in halboffener Bebauung | Winklerstraße 39 (Karte)                                  | Ende 19. Jahrhundert | Kraftvoll gegliedertes, einfaches Mietsgebäude, typisch für die schlichtere Bebauung auf der Südseite der Winklerstraße, weitgehend im originalen Zustand, baugeschichtlich und städtebaulich von Bedeutung. Zweigeschossiges, traufständiges Gebäude, Dacherker mit korbbogenförmiger Bekrönung, Fassadengliederung in Porphyr und Putz (Gesimse, Fensterrahmungen und -verdachungen, Brüstungsfelder), Originalfenster überwiegend erhalten. | 09244102 |
|                                         | Mietshaus in halboffener Bebauung | Winklerstraße 40 (Karte)                                  | Ende 19. Jahrhundert | Kraftvoll gegliedertes, einfaches Mietsgebäude, typisch für die schlichtere Bebauung auf der Südseite der Winklerstraße, weitgehend im originalen Zustand, baugeschichtlich und städtebaulich von Bedeutung | 09244103 |
|                                         | Mietshaus in geschlossener Bebauung | Winklerstraße 46 (Karte)                                  | Um 1900 | Repräsentativ gestalteter Mietsbau, Teil der gründerzeitlichen Zeile Winklerstraße 46–54, Fassade gut erhalten, baugeschichtlich und städtebaulich von Bedeutung. Dreigeschossiges Gebäude, Mittelachse durch Dacherker mit Schmuckgiebel hervorgehoben, Rustikabänder im Erdgeschoss, Ziegelverblender im Obergeschoss, vorkragende Fensterverdachungen, Muschelmotiv in bekrönendem Giebel. | 09244101 |
|                                         | Mietshaus in geschlossener Bebauung | Winklerstraße 47 (Karte)                                  | Anfang 20. Jahrhundert | Ausgewogene gründerzeitliche Fassade in Ziegel und Putz, relativ streng gegliedert mit Quadrat- und Kreismotiven in den Ornamentfeldern, Giebel von straßenbildprägender Bedeutung im Zusammenhang mit den Hausnummern 51–46, baugeschichtlich und städtebaulich von Bedeutung. Dreigeschossiger Bau mit Dacherker und Dreiecksgiebel, strenge Ornamente, nicht so abwechslungsreich wie die Nachbarhäuser. | 09244097 |
|                                         | Mietshaus in geschlossener Bebauung | Winklerstraße 48 (Karte)                                  | Anfang 20. Jahrhundert | Qualitätvolle, gründerzeitliche Fassade mit Ziegel- (rot) und Putzelementen, bemerkenswerte, zum Teil gotisierende Giebelgestaltung des Bauwerkes mit Türmchen und Zinnen sowie zwei Viertelrosetten, Gebälk und Pilastern, baugeschichtlich und städtebaulich von Bedeutung. Dreigeschossig mit Dacherker und Giebel, Fenstergebälk und zwei Dreiecksverdachungen, Erdgeschoss. verändert | 09244096 |
|                                         | Mietshaus in geschlossener Bebauung | Winklerstraße 49 (Karte)                                  | Anfang 20. Jahrhundert | Ausgewogene gründerzeitliche Fassade mit Putz- und Ziegelgliederung, phantasievolle Giebelgestaltung des Dacherkers mit geschweiftem Unterbau und streng dreieckigem Abschluss ist wichtiger Bestandteil der Giebellandschaft dieses Teils der Winklerstraße, baugeschichtlich und städtebaulich von Bedeutung. Dreigeschossiger Bau mit Dacherker und geschwungenem Giebel, bekrönt von einem dreieckigen Abschluss, phantasievolle Fensterumrahmungen, im mittleren Fassadenabschnitt durch mehr Ornament hervorgehoben. | 09244100 |
|                                         | Mietshaus in geschlossener Bebauung | Winklerstraße 50 (Karte)                                  | Anfang 20. Jahrhundert | Abwechslungsreich gestaltete, gründerzeitliche Fassade mit Putz- und gelber Ziegelgliederung, Dreiecksgiebel mit geschwungenen, reliefartigen Linien und Rundbögen im Giebelfeld ist wichtiger Bestandteil der Giebellandschaft dieses Teils der Winklerstraße, baugeschichtlich und städtebaulich von Bedeutung. Dreigeschossiger Bau, Dacherker mit Dreiecksgiebel Dreiecksverdachungen über den Fenstern, Fenstergewände mit einer Art Stabwerk, vier Dachhäuschen, u. a. gotisierende Motive im Giebelfeld, Erdgeschoss ist verändert. | 09244099 |
|                                         | Mietshaus in geschlossener Bebauung | Winklerstraße 51 (Karte)                                  | Anfang 20. Jahrhundert | Abwechslungsreich gestaltete, gründerzeitliche Fassade mit Putz- und Ziegelgliederung, Dreiecksgiebel des Dacherkers bildet mit den Hausnummern 46–54 belebte und phantasievolle Dachlandschaft, baugeschichtlich und städtebaulich von Bedeutung. Dreigeschossiger Bau, siebenachsige Fassade, Dacherker mit Dreiecksgiebel, Dreiecksverdachungen über den Fenstern, zum Teil geohrte Fensterumrahmungen, Pilaster, zwei männliche Köpfe mit Helm begrenzen den Mittelteil der Fassade unterhalb des Giebels. | 09244098 |

## Ehemalige Denkmäler
| Bild                                    | Bezeichnung                                                                                              | Lage                             | Datierung                                                                                     | Beschreibung | ID       |
| --------------------------------------- | --- | -------------------------------- | --------------------------------------------------------------------------------------------- | --- | -------- |
| Direkt Bild zu diesem Denkmal hochladen | Wohnhaus in geschlossener Bebauung und Ecklage                                                           | Altenhainer Straße 2 (Karte)     | Bezeichnet mit 1823                                                                           | Breit gelagerter Putzbau in städtebaulich prägender Position, baugeschichtlich von Bedeutung. Zweigeschossiges Gebäude, Satteldach mit Krüppelwalm, ursprüngliche Fassadengliederung, Portal mit Schlussstein unter geradem, vorspringendem Sturz, teilweise alte Holzfenster, wurde bis September 2007 fälschlicherweise unter Chemnitzer Straße 23 geführt. Zwischen 2011 und 2016 abgerissen. | 09244180 |
| Direkt Bild zu diesem Denkmal hochladen | Frei stehendes Wohnhaus mit zwei Seitenflügeln (ehemals Färberei, „Die alte Farbe“)                      | Bachgasse 2 (Karte)              | Bezeichnet mit 1822                                                                           | Von besonderem architekturgeschichtlichem Wert als gut erhaltenes dreiflügeliges Wohnhaus mit zahlreichen Originaldetails, baugeschichtlich und ortsgeschichtlich von Bedeutung. Wohnhaus mit zwei Seitenflügeln, Pultdächer, schlichte Fassade, Porphyrgewände an Fenstern und Türen, originale Eingangstür, Segmentbogenportal mit Schlussstein (bezeichnet mit „1822 G.F.F.“), Hoffassaden: im Obergeschoss Fachwerk, darüber Verschieferung, mit ursprünglichen kleinen Schiebefenstern, Hof öffnet sich rückwärtig zum Mühlbach. Zwischen 2016 und 2018 abgerissen.                                                                                                | 09244051 |
| Direkt Bild zu diesem Denkmal hochladen | Wohnhaus in offener Bebauung (in späteren Fabrikkomplex einbezogen)                                      | Bachgasse 3 (Karte)              | Bezeichnet mit 1844                                                                           | Großes Wohnhaus, weitestgehend in ursprünglicher Bauform erhalten, mit Krüppelwalmdach, baugeschichtlich von Bedeutung. Zweigeschossiger Bau, Schopfwalmdach, traufständig, achtachsige Fassadengliederung, Abbruch genehmigt. Zwischen 2016 und 2018 abgerissen. | 09244058 |
| Direkt Bild zu diesem Denkmal hochladen | Wohnhaus in Ecklage mit Seitenflügel                                                                     | Baderberg 13 (Karte)             | Um 1800                                                                                       | Großes barockes Wohngebäude in markanter Lage, baugeschichtlich und ortsbildprägend von Bedeutung. Zweigeschossiges, dreizehnachsiges Gebäude mit Mansardwalmdach, drei Ladeneinbauten, Kreuzgewölbe im Eingangsbereich, Nebengebäude stark überformt, Verlängerung des linken Flügels mit steilem Satteldach. Abrissantragstellung im Jahre 2004 vorliegend, jedoch abgelehnt. Zwischen 2011 und 2016 abgerissen. | 09244044 |
| Direkt Bild zu diesem Denkmal hochladen | Fabrik- und Verwaltungsgebäude der ehemaligen Paradiesbettenfabrik M. Steiner & Sohn A.G., später Lisema | Chemnitzer Straße 66 (Karte)     | Vermutlich 1893 (Westflügel); 1899 (Ostflügel); 1922 (Verbindungsbau zwischen beiden Flügeln) | Großes anspruchsvoll gegliedertes Gebäude auf winkelförmigem Grundriss in beherrschender städtebaulicher Lage am Eingang zum Stadtgebiet Frankenbergs, von stadt- und industriegeschichtlicher sowie städtebaulicher Bedeutung. Viergeschossiger Bau, der sich scharfkantig gegen die schräg vorbeiführende, von Chemnitz kommende Straße schiebt, breite Fenster mit Segmentbögen, schöne, original erhaltene Holzfenster, kraftvolle, erstes und zweites Obergeschoss zusammenfassende Pilastergliederung, vorgelagerter, das Gebäude überragender Zylinder mit verschindelter Kuppel markiert die Situation am Eingang zur Stadt. Zwischen 2016 und 2018 abgerissen. | 09244233 |
| Direkt Bild zu diesem Denkmal hochladen | Mietshaus in geschlossener Bebauung                                                                      | Fabrikstraße 19 (Karte)          | Ende 19. Jahrhundert                                                                          | Architekturgeschichtlicher Wert durch noch weitgehend erhaltenen Originalputz mit üppiger gründerzeitlicher Dekoration, baugeschichtlich und städtebaulich von Bedeutung. Zweigeschossiges Gebäude mit zentralem Dacherker, Originaltür, Holzfenster. Die Putzdekoration zeigt, wie ursprünglich die gesamte Bebauung der Fabrikstraße aussah. Zwischen 2016 und 2018 abgerissen. | 09244032 |
| Direkt Bild zu diesem Denkmal hochladen | Wohnhaus in halboffener Bebauung und Ecklage                                                             | Fabrikstraße 31 (Karte)          | Mitte 19. Jahrhundert                                                                         | Einfacher, gut erhaltener Hausbau in prominenter städtebaulicher Situation, baugeschichtlich von Bedeutung. Zweigeschossiges Gebäude, Satteldach mit Krüppelwalm, Porphyrgewände, Portal mit vorkragendem Türsturz, alte Holzfenster, gründerzeitliche Rolladenverkleidung. Zwischen 2011 und 2016 abgerissen. | 09244036 |
| Direkt Bild zu diesem Denkmal hochladen | Frei stehendes Wohnhaus (ehemals Spinnerei, später Armenhaus)                                            | Robert-Schramm-Straße 13 (Karte) | 1811                                                                                          | Architekturgeschichtlich besonders wertvoller Bau, weitgehend unverändert erhalten, bemerkenswerte originale Baudetails, baugeschichtlich und ortsgeschichtlich von Bedeutung. Dreigeschossiges Gebäude mit Krüppelwalmdach, niedrigerer, ebenfalls krüppelwalmgedeckter Vorbau auf der östlichen Stirnseite, Bruchsteinmauerwerk im Erdgeschoss, Fachwerkkonstruktion in beiden Obergeschossen, teilweise Lehmausfachung, Stichbogenportal mit Schlussstein, originale Tür, zahlreiche Kreuzstockfenster, prekärer Erhaltungszustand. Zwischen 2018 und 2020 abgerissen.                                                                                               | 09243956 |

## Tabellenlegende
- Bild: Bild des Kulturdenkmals, ggf. zusätzlich mit einem Link zu weiteren Fotos des Kulturdenkmals im Medienarchiv Wikimedia Commons. Wenn man auf das Kamerasymbol klickt, können Fotos zu Kulturdenkmalen aus dieser Liste hochgeladen werden:
- Bezeichnung: Denkmalgeschützte Objekte und ggf. Bauwerksname des Kulturdenkmals
- Lage: Straßenname und Hausnummer oder Flurstücknummer des Kulturdenkmals. Die Grundsortierung der Liste erfolgt nach dieser Adresse. Der Link (Karte) führt zu verschiedenen Kartendiensten mit der Position des Kulturdenkmals. Fehlt dieser Link, wurden die Koordinaten noch nicht eingetragen. Sind diese bekannt, können sie über ein Tool mit einer Kartenansicht einfach nachgetragen werden. In dieser Kartenansicht sind Kulturdenkmale ohne Koordinaten mit einem roten bzw. orangen Marker dargestellt und können durch Verschieben auf die richtige Position in der Karte mit Koordinaten versehen werden. Kulturdenkmale ohne Bild sind an einem blauen bzw. roten Marker erkennbar.
- Datierung: Baubeginn, Fertigstellung, Datum der Erstnennung oder grobe zeitliche Einordnung entsprechend des Eintrags in der sächsischen Denkmaldatenbank
- Beschreibung: Kurzcharakteristik des Kulturdenkmals entsprechend des Eintrags in der sächsischen Denkmaldatenbank, ggf. ergänzt durch die dort nur selten veröffentlichten Erfassungstexte oder zusätzliche Informationen
- ID: Vom Landesamt für Denkmalpflege Sachsen vergebene, das Kulturdenkmal eindeutig identifizierende Objekt-Nummer. Der Link führt zum PDF-Denkmaldokument des Landesamtes für Denkmalpflege Sachsen. Bei ehemaligen Kulturdenkmalen können die Objektnummern unbekannt sein und deshalb fehlen bzw. die Links von aus der Datenbank entfernten Objektnummern ins Leere führen. Ein ggf. vorhandenes Icon  führt zu den Angaben des Kulturdenkmals bei Wikidata.

## Ausführliche Denkmaltexte
1. ↑  Friedhof Frankenberg (Sachgesamtheit):
  - Bauliche Schutzgüter:
    - Gebäude:
      - Friedhofskapelle (siehe 09244175), das heutige Verwaltungsgebäude an der Altenhainer Straße (Flurstück 1004/2) beherbergte früher die Wohnung des Friedhofsverwalters

    - Einfriedung: Holzlattenzaun und geschnittene Hainbuchenhecke zur Altenhainer Straße sowie zur südlichen Grenze des Erweiterungsteiles
    - Erschließung:
      - Wegesystem: Wege mit gepflasterten Rinnen und wassergebundener Decke, zum Teil stark beschädigt, Vorplatz zur Friedhofskapelle mit Granit-Pflaster, zentrale Wegeachse vom Eingang des Verwaltungsgebäudes an der Altenhainer Straße nach Westen verlaufend, platzartige Erweiterung bis zum ersten Querweg, nördlich und südlich der Achse von dieser Erweiterung bogenartig abgehende Hauptwege, die sich im Nordwesten wieder an die zentrale Achse annähern und sie in einem gemeinsamen Endpunkt treffen, bogenartige Querwege, rondellartige Gestaltung südlich der Friedhofskapelle, Haupterschließungsweg auf der Erweiterungsfläche von der Altenhainer Straße nach Westen verlaufend.
      - Zugänge: Haupttor: einfaches zweiflügliges gusseisernes Einfahrtstor mit einflügliger Pforte für Fußgänger an der Altenhainer Straße, datiert (1889), Nebenzugang von der Altenhainer Straße auf der Erweiterungsfläche.

  - Vegetation:
    - waldartiger Baumbestand im gesamten Friedhofsgelände
    - Alleen und Baumreihen: Neupflanzung von Winter-Linden (Tilia cordata) säumen im Norden und Süden die platzartige Erweiterung im Eingangsbereich (Standorte stimmen nicht mit den historischen überein), zwei Altbäume noch vorhanden, Allee aus Winter-Linden (Tilia cordata) entlang der zentralen Wegeachse zwischen ersten und zweiten Querweg, Allee aus Winter-Linden (Tilia cordata) entlang des Hauptweges im Bereich der Erweiterungsfläche, Reihe aus Rot-Eichen (Quercus rubra) entlang der südlichen Friedhofsgrenze (Flurstück 1004/1)
    - Hecken und Sträucher: geschnittene Hainbuchenhecke als Einfriedungshecke entlang der Altenhainer Straße und der südlichen Friedhofsgrenze
2. ↑  Einzeldenkmale der Sachgesamtheit Friedhof Frankenberg:
  - Kapelle: Anspruchsvoll gestalteter Kapellenbau in secessionistisch verfremdeten Stilformen, hoher Sockel aus rustiziertem Quadermauerwerk, darüber Putz- und Sandsteingliederung, Portalvorbau mit überhöhtem Tympanon zwischen geböschten (?) Eckpfeilern, links der Glockenturm, rechts der Anbau für die Aufbahrungsräume, innen an den Vorraum anschließender flach eingewölbter Saal mit Glasbildern, in rückwärtiger Nische Altar mit Kruzifix. Der Denkmalwert der Kapelle ergibt sich aus deren baukünstlerischer, baugeschichtlicher und stadtgeschichtlicher Bedeutung.
  - Grabmale: Der Denkmalwert der Gräber ergibt sich aus ihrer ortsgeschichtlichen, personengeschichtlichen bzw. künstlerischen Bedeutung.

  1. Grabstätte Wenschuh, vermutlich 1931: geschliffener Granitkubus, darüber Galvanoblumenschale, Grabmal vermutlich zunächst für den 1931 verstorbenen Fabrikbesitzer Johann Wenschuh als Erbbegräbnis aufgestellt (Grabfeld BB)
  2. Erbbegräbnis Familie Silbereisen: Urnengrabmal um 1920, Steinsarkophag mit steinerner Urne (Grabfeld BB)
  3. Erbbegräbnis Familie Roßberg (Rossberg): angelegt eventuell beim Tod des Stadtrats und Buchdruckereibesitzer Carl Gottlob Rossberg 1871, neben anderen Familienmitgliedern wurde hier auch 1884 der Buchdruckereibesitzer Carl Friedrich Otto Roßberg bestattet, Grabfeld mit sechs schlichten weißen Grabkreuzen mit Inschrift und einigen liegenden Grabplatten – Erdbegräbnis (Grabfeld EE)
  4. Erbbegräbnis Familie Wilhelm Ernst Naumann verst. 1916 sowie dessen Ehefrau Hertha, verst. 1910, damit dürfte das Grab 1910 angelegt sein. Monumentale Grabwand mit zwei Inschrifttafeln, davor Galvanourne mit Jugendstildekoration (Grabfeld EE, Hauptweg).
  5. Erbbegräbnis und Denkmal (?) der Familie Schiebler: Möglicherweise aus dem Ende des 19. Jahrhunderts stammender Granitobelisk mit Gold hinterlegten Inschriften für zahlreiche Familienmitglieder: u. a. Gustav und Friedrich Schiebler, Rosalie geb. Barthel (gründete die Firma Schieblers Witwe und Sohn). Friedrich Gustav 1819–1903 (Königlicher Friedensrichter, Stadtrat und Ehrenbürger Frankenbergs), Gustav Oskar 1845–1928 (Stadtrat und Mitglied des Sächsischen Landtages in Dresden), Rudolf (1880–1948) (Stadtrat und vorletzter Inhaber der Familienfirma Schiebler) u. a. (Grabfeld AA, Vorplatz Kapelle).
  6. Grabmal für Oberpfarrer Ehmar und dessen Ehefrau Fan1ny Ehmar (verst. 1908). Grabmal vermutlich 1908 aufgestellt. Steinsockel mit leicht überlebensgroßer Plastik, einen Engel darstellen (Grabfeld AA, hinter der Kapelle).
  7. Grabmal Willi Lamprecht (verst. 1960). Die Grabanlage ist vermutlich älter und wurde vermutlich um 1920 aufgestellt. Grob behauener Steinblock, darauf sitzende Trauernde, Galvanoplastik leicht überlebensgroß. Das Grabmal flankieren zwei niedrige Steinzäune.
  8. Grabmal des Sanitätsrats Dr. med. Max Birkner, Ehrenbürger Frankenbergs, verst. 1945 und dessen Ehefrau und Familienangehörige. Granitkreuz, davor leicht überlebensgroße Steinplastik, eine Trauernde darstellend.
  9. Grabmal des Baumeisters Heinrich Karl Köhler (verst. 1930) und des Baumeisters August Karl Köhler (verst. 1937). Stein mit unterlebensgroßer Plastik, eine Trauernde darstellend.
  10. Grabmal Nendel um 1930. Schlichter Stein mit moderner Schrift in Großbuchstaben, Bekrönung des Steins durch Nachbildung eines griechischen Kreuzes, darauf kleines Flachrelief mit der Darstellung einer knienden Trauernden (Grabfeld LL).

  - Gedenksteine und Plastiken: Der Denkmalwert ergibt sich vor allem aus deren ortsgeschichtlicher Bedeutung.

  1. Segnender Heiland, überlebensgroße Plastik, um 1900 (Grabfeld E, Kapellenvorplatz)
  2. Gedenkstein für im Zweiten Weltkrieg gefallene Soldaten: vermutlich älterer Grabstein mit Inschrift (nach 1945) „Hier ruhen über 100 Soldaten aus dem Zweiten Weltkrieg“
  3. Grabfeld mit sechs Grabsteinen für in Frankenberg verstorbene Zwangsarbeiter: ursprünglich gehörten mehr Grabsteine zur Anlage (hier erfolgte jedoch eine Umbettung in die Heimat), schlichte Grabsteine, umfasst von einer niedrigen Hecke
3. ↑  Alte Rothfarbe (Auenweg 1):

Zeittypische Anlage, ursprünglich Dreiflügelanlage mit Hauptgebäude sowie zwei rückwärtig anschließenden Seitenflügeln, heute noch bestehend aus einem zweigeschossigen Haupt- sowie einem eingeschossigen Seitengebäude. Hauptgebäude im Erdgeschoss aus Bruchsteinmauerwerk, im Obergeschoss aus verputztem Fachwerk, darüber beidseitig mit langem Dachhecht versehenes Krüppelwalmdach, zwei Stichbogenportale mit Schlussstein sind bezeichnet und datiert mit „R. 1818“, südliches Portal mit vermutlich originaler Tür, nördliches Portal ausgemauert und mit Fenster versehen, originale Fensteröffnungen im Erdgeschoss mit Porphyrgewänden, im Obergeschoss mit fein gegliederten Holzeinfassungen, gewölbte Innenräume (zum Teil Kreuzgratgewölbe) im Erdgeschoss, Obergeschoss mit Zwischendecke aus Holz, darüber ausgebautes Dachgeschoss.

Seitengebäude zur Zschopau gerichtet direkt an Hauptgebäude anschließend, aus Bruchsteinmauerwerk mit einseitig abgewalmtem Satteldach, hofseitig stärker ausgeprägter Dachüberhang erhalten, unter dem einst die gefärbten Waren zum Trocknen aufgehängt wurden.

Die „Alte Rothfarbe“ war eine ursprünglich auf Lichtenauer Flur von der Frankenberger Weberinnung genossenschaftlich betriebene Türkischrotfärberei, die nach Begradigung der Zschopau im 18. Jahrhundert auf die Neu-Lichtenauer Flur und damit auf das Frankenberger Stadtgebiet verlegt wurde. Einst bezeichnete „Rothfarbe“ das gesamte Areal rund um das vermutlich 1818 errichtete und heute noch erhaltene Gebäude, letztlich ging die Bezeichnung aber auf dieses über. Noch bis 1847 als Färberei betrieben, ging die Anlage um 1880 in den Besitz der neu in unmittelbarer Nachbarschaft angesiedelten Steppdecken- und Reformbettenfabrik M. Steiner & Sohn, der späteren Paradiesbettenfabrik (vgl. 09244233), über und wurde seither als Wohnhaus genutzt.

Heute verweist nicht nur die Bezeichnung „Alte Rothfarbe“ sowie die erhaltenen Dachüberhänge am Seitengebäude als bau- und technikgeschichtlich relevante Details auf den einst hier vollzogenen Färbeprozess, sondern auch der Standort in Nähe der Zschopau, welche die großen Wassermengen zum Färben und Spülen der Garne und Webwaren verfügbar machte. Als letztes erhaltenes Färbereigebäude von ursprünglich mehreren in und um Frankenberg gelegenen Färbereistandorten hat die „Alte Rothfarbe“ heute Seltenheitswert. Allein auf Gunnersdorfer Flur gab es 1747 drei Baumwollfärbereien. Das Färbereigewerbe war dabei eng mit der für Frankenberg wirtschaftlich wichtigen Webwarenindustrie verknüpft und begründet damit auch eine stadtgeschichtliche Bedeutung der Anlage.
4. ↑  Volkspark:
  - Bauliche Schutzgüter:
    - Erschließung:
      - Zugänge: Hauptzugang von der August-Bebel-Straße, Nebenzugänge von der Melzerstraße und am Volkshaus
      - Wegesystem: alle Wege mit wassergebundener Decke, zwei parallele Hauptwege von Westen nach Osten, platzartige Fläche im Westen an einem rechteckigen Wasserbecken, Querverbindung mit Anbindung der Mahn- und Gedenkstätte für die Opfer des Faschismus, weitere Querverbindung in der Mitte der Anlage mit zentraler rondellartiger Erweiterung und Stützmauer nach Westen, Querweg im Osten mit von diesem ausgehenden zentralen Weg nach Osten zu Erschließung der Terrassenanlage, oberhalb der Terrassenanlage halbrunde platzartige Erweiterung

    - Stützmauern: Bruchsteinmauern sowie Treppen aus rotem Granit zur Überwindung der Höhenunterschiede der Anlage
    - Wasserelemente: rechteckiges Wasserbecken im Westen der Anlage mit ursprünglich drei Fontänen
    - Gedenkstätte: Gedenkstein, vermutlich aus rotem Porphyr zum Gedenken an die Toten „Euer Tod ist uns Verpflichtung“, Mahn- und Gedenkstätte für die Opfer des Faschismus (siehe 09300411)

  - Vegetation: die Flächen zwischen den beiden Hauptwegen waren ursprünglich frei von Großgehölzen, lediglich nördlich und südlich der Hauptwege befanden/befinden Kulissengehölze, ehemals reiche Schmuckpflanzung am Wasserbecken, etwas lückiger Hain aus Winter-Linden (Tilia cordata) als östlicher Anschluss der Anlage
  - Sonstige Schutzgüter:
    - Blickbeziehungen: Blick von der oberen Terrasse im Osten über die gesamte Anlage nach Westen
    - Bodenrelief: Gelände von Westen nach Osten ansteigend, starker Geländeanstieg im Osten der Anlage, Höhenunterschied durch Stützmauern und Treppen überwunden

  - Störfaktoren: Pflanzungen aus Blaufichten (Picea glauca) und Wacholder (Juniperus chinensis ‚Pfitzeriana’), vermutlich aus den 1950er- oder 1960er Jahren, stören den freien Blick über die Anlage
5. ↑  Kino „Welt-Theater“:

Das Gebäude wurde in den baulichen Grundlagen im Jahre 1869 als Wirtschaftsgebäude des seinerzeit neu aufgeführten Gaswerkes der Stadt Frankenberg konzipiert und diente bis zur Schließung desselben im Jahre 1926 dem ursprünglichen Verwendungszweck. Durch den damaligen Kinobetreiber des an einem anderen Standort (Freiberger Straße 55) befindlichen „Welt-Theaters“, Herrn Erich Herrmann, wurde das Objekt im Jahre 1937 und durch umfassende bauliche Maßnahmen zu einem Kinogebäude mit damals 665 Sitzplätzen umgebaut. Der Architekt des Umbaues war Karl Franke, akadem. Architekt + Baumeister aus Siegmar-Schönau bei Chemnitz. Die Bauzeichnungen finden sich im Stadtarchiv Frankenberg, Akten Abt. A Nummer 204 L sowie 205 D, Band IV. Das Filmtheater wurde bis zur ökonomisch bedingten Schließung im Jahre 2000 ununterbrochen als Kino genutzt. Nach einer Zeit des Verfalles sowie Nutzung des Saales als Lagerstätte hat eine Vereinsinitiative („IG Welt-Theater Frankenberg e. V.“) eine temporäre, kulturvolle Nutzung seit 2009 in Angriff genommen. Das rechteckige Gebäude mit zwei seitlich angeordneten Risaliten zur Freiberger Straße (Hauptschauseite) hin besitzt eine stählerne Dachtragkonstruktion und wurde in herkömmlicher Ziegelbauweise errichtet. Symmetrisch angeordnete Koppelfenster auf der Seite zur Freiberger Straße wurden offensichtlich 1937 zugemauert, um die entsprechenden Dunkelheitsverhältnisse für den neu gewonnenen Kinosaal herzustellen. Die Gebäuderückseite (zur Parkstraße hin) besitzt mehrere ungleichmäßig angeordnete Anbauten.

Die architektonische Gestaltung der Gebäudehülle wurde offenkundig beim Umbau zum Kino beibehalten. Der verputzte Ziegelbau besteht aus zwei Querflügeln (Kopfbauten), welche durch einen traufständigen Bau verbunden sind. Abgeschlossen werden alle Gebäudeteile durch Satteldächer. Prägend für den Industriebau sind die Dreieckgiebel der Kopfbauten mit Lisenengliederung und regelmäßig angeordneten Rechteckfenstern. Am Zwischenbau wurden bedingt durch die dortige Unterbringung des Kinosaals die paarweise angeordneten hohen Rechteckfenster zugesetzt.

Der Verein nutzt auch historische Kinotechnik, die er ständig ergänzt und restauriert, welche ebenfalls denkmalwürdig ist. Für das kulturelle Leben in der Stadt Frankenberg erlangte das einzige Kino der Stadt eine immense Bedeutung, da hier neben laufenden Kinoveranstaltungen auch andere Kulturveranstaltungen stattfanden. Der heutige Zuspruch der Frankenberger Bürger verdeutlicht das eindrucksvoll. Hieraus leitet sich die große stadtgeschichtliche Bedeutung des alten Kinos ab. Hinzu kommt auch die technik- und kulturgeschichtliche Bedeutung als eines der wenigen erhaltenen Kinos in Sachsen mit historischer Ausstattungen und Technik aus dem Zeitraum von 1937 bis ca. um 1980.

Raumseitig gliedert sich das Gebäude in Kinosaal und Foyer (heute Café mit Tanzfläche) sowie einige obergeschossig angeordnete Funktionsräume (Rang, Projektorenraum, Theaterleiterbüro etc.). Aus der „Vorkinozeit“ blieb offensichtlich lediglich die äußere Umhüllung erhalten. Im Foyer blieben Bestandteile der Innenarchitektur aus der Umbauphase von 1937 erhalten, und zwar namentlich die kassettierte Decke sowie Teile der Wandgliederung (mit Nischen). Im Kinosaal blieben übereinander drei Deckengestaltungen erhalten: die originale Stuckdecke von 1937, die ornamentierte Unterhangdecke von 1957 sowie die kassettierte Bastdecke von 1976. Im Bereich der Bühne ist dieser interessante Deckenaufbau vom Verein im Jahre 2014 partiell freigelegt worden („restauratorisches Fenster in die Vergangenheit“). Die Restaurierung läuft seit 2009 und wird Schritt für Schritt vom Verein vorangetrieben. Eigentümer des Objektes ist die Wohnungsgesellschaft WGF m. b. H. Frankenberg/Sa., der Verein besitzt einen Pachtvertrag (Autoren: Falk-Uwe Langer und Matthias Hanitzsch vom o. g. Verein.).
6. ↑  Wohn- und Geschäftshaus (Freiberger Straße 55):

Vermutlich nach dem Stadtbrand von 1788 unter Einbeziehung eines älteren Kellers um 1790 neu erbaut. Der früheste urkundliche Beleg für das Vorderhaus ist eine Eintragung aus dem Jahr 1847 im Grund- und Hypothekenbuch der Stadt Frankenberg. 1849 befand sich nachweislich das Haus einschließlich des damals zugehörigen Gartens im Besitz des Getreidegroßhändlers Johann Gottfried Hofmann, der aber nicht der Bauherr des Hauses gewesen ist. Das Gebäude blieb größtenteils bauzeitlich erhalten, wobei 1890 und 1908 bauliche Veränderungen am Vorderhaus vorgenommen wurden. Hierzu gehören der Einbau eines Ladens links der Tordurchfahrt, der Umbau des Ladens und des Hausinneren sowie das Entfernen des Fachwerks im Obergeschoss der Hofseite. Die Baumaßnahmen aus dem Jahr 1908 stehen im Zusammenhang mit einem Besitzerwechsel im Jahr zuvor. Seit 1907 war der Musikalienhändler Carl Friedrich Metzler Eigentümer des Grundstückes, zu dem nun auch eine umfangreiche Hinterhausbebauung gehörte, die teilweise als Fabrik genutzt wurde. Über lange Jahre betrieben die nunmehrigen Eigentümer eine Musikalienhandlung. In der linken Haushälfte befand sich langjährig eine Gaststube.

Das Wohn- und Geschäftshaus gehört zu den repräsentativeren Geschäftshäusern in der Freiberger Straße. Die vermutlich ursprünglich annähernd gleich großen Wohnhäuser dieses Straßenzuges wurden nach dem Stadtbrand von 1788 in unterschiedlicher Größe aber in relativ einheitlicher Gestaltung wieder aufgebaut. Das zweigeschossige Wohn- und Geschäftshaus weist im Erdgeschoss zwei baulich veränderte Schaufensterfronten auf. Annähernd in der Hausmitte befindet sich eine Tordurchfahrt, die vermutlich im Zusammenhang mit einer späteren Fabriknutzung der Hintergebäude leicht erweitert wurde, aber heute noch annähernd die Form und die Proportion der ursprünglichen Tordurchfahrt aufweist. Das wird auch belegt durch die bauzeitliche Toreinfassung auf der Hofseite. Das Obergeschoss ist massiv ausgeführt worden. Es weist zehn Fensterachsen in regelmäßiger Anordnung auf. Alle Fenster werden durch farblich gefasste Fensterfaschen (eventuell auch Gewände) eingefasst. Abgeschlossen wird das Haus durch ein Satteldach mit regelmäßig angeordneten Gauben mit Satteldächern. Die Hoftraufseite, soweit diese durch die Hinterhofbebauung nicht verdeckt wird, ist ähnlich, nur schmuckloser gestaltet.

Das Haus ist teilunterkellert. Die zwei miteinander durch eine Treppe verbundenen Kellertonnen entstammen unterschiedlicher Bauetappen. Die hangabwärts gelegene Kellertonne entstand vermutlich vor dem Stadtbrand von 1788, möglicherweise sogar vor dem Stadtbrand von 1712 und bildet somit ein Relikt der Vorgängerbebauung. Der Zugang zum Keller erfolgt über einen in der Tordurchfahrt befindlichen Einbau (Kellerhals). Die Kellertür befand sich direkt neben einer Tür aus der Erbauungszeit des Hauses, die den Zugang zur ehemals dort befindlichen Gaststube ermöglichte. Ein Zusammenhang zwischen Gaststube und Kellern ist daher naheliegend. Durch spätere Umbauten gingen die alten Gaststubenräume verloren, nur die Wände zur Straße und zur Durchfahrt blieben erhalten. Auch in der rechten Haushälfte befanden sich ein Laden mit daneben befindlichem Gewölbe (Lagerraum), eine Küche und eine Stube. 1908 wurden durch die Erweiterung des Ladens auch das Hinterhaus und das Obergeschoss mit einbezogen. Diese Situation blieb bis heute weitgehend original erhalten.

Die Tordurchfahrt blieb in sehr gutem Originalzustand erhalten. Zum bauzeitlichen Bestand gehören Türen, Türportale aus Rochlitzer bzw. Hilbersdorfer Porphyrtuff sowie Farbreste der ursprünglichen Farbfassung (kobaltblaue Wandfärbung und dunkelblaue Begleitstriche).

Die Raumstruktur im Obergeschoss stellt sich heute trotz baulicher Eingriffe noch weitgehend so dar, wie sie 1879 (Bauakten) gewesen war. Das Dachgeschoss zeigt sich ohne wesentliche Störungen im Zustand der Erbauungszeit zwischen 1788 und 1790. Es handelt sich dabei um ein Kehlbalkendach mit Hahnebalken und liegendem Stuhl. Der Denkmalwert des Hauses ergibt sich vorrangig aus dessen stadtgeschichtlicher und baugeschichtlicher Bedeutung.

Die stadtgeschichtliche Bedeutung ergibt sich aus der Tatsache, dass das Haus einen Abschnitt der Stadtgeschichte (Wiederaufbau nach dem großen Stadtbrand von 1788), der für Frankenberg stadtbildprägend war, dokumentiert. Der untere Abschnitt der Freiberger Straße gehört zum Altstadtkern von Frankenberg und damit zum ältesten Baubestand der Stadt. Fast alle Anfang des 18. Jahrhunderts existierenden Gebäude wurden durch die beiden Stadtbrände im 18. Jahrhundert stark in Mitleidenschaft gezogen bzw. zerstört und nach 1788 wieder aufgebaut. Dabei wurden Platzsituationen und Straßenzüge beibehalten. Das Wohnhaus gehört nachweislich zu den ursprünglichsten Häusern der Freiberger Straße, die heute noch deutlich das Erscheinungsbild des ausgehenden 18. Jahrhunderts zeigen.

Dem Wohnhaus in Frankenberg kommt weiterhin eine baugeschichtliche Bedeutung zu. Es dokumentiert in exemplarischer Weise die Bauauffassungen seiner Entstehungszeit. Hierzu gehört neben der für das ausgehende 18. Jahrhundert charakteristische Fassadenausbildung ebenso die Grundrisslösung und die baukonstruktive Ausführung. Es handelt sich um ein typisches Geschäfts- und Handelshaus, in dem Wohn- und Wirtschaftsfunktionen auf praktische Weise unter einem Dach untergebracht wurden. Die Denkmalwürdigkeit ergibt sich vorrangig aus der Authentizität des Bauwerks, aus seiner exemplarischen Ausprägung in Bauweise und Konstruktion als auch aus dem Seltenheitswert, als eines der wenigen noch authentischen Bürgerhäuser im Straßenzug (Freiberger Straße), welches noch heute das Erscheinungsbild der Bebauung nach dem großen Stadtbrand von 1788 aufweist.
7. ↑  Buchdruckerei C. G. Roßberg (Markt 8):

Die Druckerei wurde am 21. Februar 1842 von Carl Gottlob Roßberg gegründet. Eine dem Brockhaus-Verlag abgekaufte hölzerne Druckpresse aus dem 18. Jahrhundert bildete den Grundstock einer stetig erweiterten und bis heute zum überwiegenden Teil erhaltenen technisch-maschinellen Druckereiausstattung. Über die folgenden Jahrzehnte entwickelte sich der Familienbetrieb zu einer Zeitungsdruckerei mit bis zu 40 Mitarbeitern.

Seit dem 26. Februar 1842 gab Roßberg das „Intelligenz- und Wochenblatt für Frankenberg mit Sachsenburg und Umgegend“ heraus, nebenbei führte er auch anderweitige Druckaufträge aus. War die Druckerei zunächst in der heutigen Baderstraße 10 ansässig, erfolgte bereits im Juli 1842 aufgrund von Platzmangel ein Umzug in die Baderstraße 8 und 1843 in die Kirchgasse 13. Am 11. Oktober 1845 setzte er – weltweit erstmals – für den Druck einiger Zeitungsexemplare auf seiner Druckpresse das 1843 von Friedrich Gottlob Keller in Hainichen erfundene Holzschliffpapier ein, Auftakt für die Massenproduktion von Papier und Papierprodukten wie den Tageszeitungen. Nach Aufhebung der Pressezensur 1848 weitete sich der Umfang an gedruckten Nachrichten aus, es konnten zwei, später drei Zeitungen pro Woche herausgegeben werden. Eine leistungsstärkere Kniehebelpresse löste die alte Druckpresse ab. 1854 folgte ein weiterer Umzug in das jetzige Gebäude Markt 8, wobei die Druckerei zunächst im ersten Stock des Hintergebäudes untergebracht war, während das Vorderhaus zunächst noch als Wohnraum für die Familie sowie eine Mieterin diente. Das Geschäftsfeld der Druckerei weitete sich in den nächsten Jahren auch auf den Buch- und Papierhandel aus, das Wochenblatt wurde 1858 zunächst zum „Amtsblatt des Kgl. Gerichtsamtes und des Stadtrates Frankenberg“ ernannt und seit 1861 als „Frankenberger Nachrichtsblatt und Bezirksanzeiger“ fortgesetzt. Seit 1863 erfolgte der Zeitungsdruck nunmehr auf Schnelldruckpressen, welche die zuvor eingesetzten Handpressen ersetzten. 1871 übernahmen die Söhne des Firmengründers, Carl Friedrich Otto und Ernst Eberhard Roßberg (nach dem Tod seines Bruders 1884 alleiniger Inhaber), die Druckerei, welcher in Folge auch ein Verlag angegliedert wurde.

1916 hielt mit der Anschaffung einer ersten Setzmaschine schließlich auch der Maschinensatz Einzug in die Druckerei, mit dem noch 1918 erfolgten Erwerb einer Rotationsmaschine wurde auch der Druck der seit 1878 als „Frankenberger Tageblatt mit Bezirksanzeiger“ erscheinenden Zeitung wesentlich verbessert. 1921 übernahm schließlich Ernst Rudolf Wilhelm Roßberg die Firmenleitung. Nach der Aufstellung von weiteren Setzmaschinen, Modell „Typograph“, 1924 und 1925 konnte die Tageszeitung komplett in Maschinensatz entstehen, 1928 kam eine neue Schnelldruckpresse mit automatischer Bandanlage und 1929 eine Tiegeldruckpresse zum Maschinenpark hinzu. Die Auflage des Tageblattes blieb auch zur Zeit der Wirtschaftskrise relativ stabil, viele umliegende Gemeinden wurden durch Zeitungsjungen auf Fahrrädern, ab 1928 zum Teil mit Motorrad und seit 1932 gänzlich mit FRAMO-Dreirädern beliefert. Im Nationalsozialismus erschwerten Einschnitte im Anzeigengeschäft (1934 Annahmeverbot jüdischer Inserate) und sinkende Mitarbeiterzahlen (Wehrmachtsdienst) den Druckereibetrieb. 1943 folgte die Zusammenlegung des „Frankenberger Tageblatts“ und des „Hainichener Anzeigers“ zum „Tageblatt für Frankenberg und Hainichen“. Gedruckt wurde weiterhin in Frankenberg – bis zum generellen Verbot von Zeitungen 1945 durch die Alliierten. Die für den Zeitungsdruck verwendete Rotationsmaschine musste in Folge auf Anordnung der SMAD verschrottet werden.

1946 konnte der Druckereibetrieb wieder aufgenommen werden, aufgrund der staatlichen Reglementierung jedoch nicht die Zeitungsdruckerei. 1947 wurde Ernst Rudolf Wilhelm Roßberg der Gewerbeschein für die Druckerei entzogen, erst 1949 erhielt sein Sohn Gerhard Johannes Roßberg wieder eine Gewerbeerlaubnis für den Familienbetrieb. Dieser war zwischenzeitlich von Pächtern übernommen worden, 1948 entging die Druckerei zudem nur knapp einer Enteignung. In den folgenden Jahrzehnten erstellte die Druckerei hauptsächlich Akzidenzdrucksachen, von denen teils über 40 % von kirchlichen Auftraggebern wie z. B. der Evangelischen Verlagsanstalt in Berlin kamen. Auch der Maschinenpark wurde wieder erweitert, so mit einem ersten Tiegeldruckautomaten 1953, einem Schnellschneider 1958, einem „Typograph UB“ 1967 und einer „Linotype“ 1968.

Mit der politischen Wende hielt der Computersatz Einzug im Betrieb, der historisch gewachsene Maschinenpark wurde langsam und sicher obsolet. 1992 übernahm Christa Frohburg, die Tochter Gerhard Johannes Roßbergs, den Familienbetrieb. Seit 2001 produziert dieser in einem Neubau in Frankenberg, das ehemalige Produktionsgebäude am Markt 8 beherbergt noch Teile der alten technisch-maschinellen Ausstattung sowie eine von Gerhard Johannes Roßberg zusammengestellte Ausstellung zur Firmengeschichte und zur Papier- und Druckgeschichte.

Heutiges Produktionsgebäude, ursprünglich Wohnhaus mit Hintergebäuden:
  - Fassadenbeschriftung um 1908: C. G. ROSSBERG – Buch- und Steindruckerei – Buch- und Papierhandlung – Expedition des Tageblattes
  - Fassadenbeschriftung seit der DDR-Zeit: Buchdruckerei C. G. Roßberg seit 1842

Die Produktionsstätte der Buchdruckerei C. G. Roßberg in Frankenberg wurde entsprechend dem sich ausweitenden Druckereibetrieb im 19. und 20. Jahrhundert mehrmals erweitert. Ausgehend von einem um 1790 erbauten traufständigen Gebäude am Markt, seit 1870 dreigeschossig, folgte die Errichtung eines inzwischen ebenfalls dreigeschossigen Hinterhauses mit Flachdach, welches über eine Gebäudebrücke (Zwischentrakt) mit dem Vorderhaus verbunden ist. An das Hinterhaus schließt sich ein Anbau von 1920 an, der vermutlich zunächst zweigeschossig angelegt war und zu DDR-Zeiten um ein Geschoss mit flachem Satteldach erhöht wurde. Das ursprünglich zweigeschossige Vorderhaus diente zunächst als Wohngebäude für die Familie sowie eine Mieterin, während das Hinterhaus im Obergeschoss die Druckerei beherbergte. Später wurde ein Ladengeschäft im Erdgeschoss des Vorderhauses untergebracht, während die Familie Roßberg in das Gebäude nebenan (Markt 9) zog. Erst zu DDR-Zeiten richtete sich Johannes Roßberg eine  Wohnung im 2. Obergeschoss der Druckerei ein.
8. ↑  Produktionsgebäude der ehemaligen Seidenwarenfabrik Behr & Schubert (Töpferstraße 2, 2a, 2b, 2c):

Das ehemalige Produktionsgebäude – im Album der sächsischen Industrie von 1856 als das „ansehnlichste und schönste Gebäude Frankenbergs“ angepriesen – ist ein dreigeschossiger, langgestreckter Bau mit Walmdach. Seine Schmalseite ist der Töpferstraße zugewendet. Das Gebäude besteht überwiegend aus Bruchsteinmauerwerk und weist Porphyrgewände an Fenstern und Türen, ansonsten jedoch eine schlichte Fassadengestaltung auf. Über der Haupteingangstür befindet sich ein Medaillon mit der Jahreszahl der Erbauung 1836 sowie den Initialen des Unternehmensgründers A[ugust] A[ndreas] B[ehr].
  - Bau- und Unternehmensgeschichte: 1836 gründete der Seidenwarenhändler und -fabrikant August Andreas Behr aus Limbach eine Seidenwarenfabrik in Frankenberg. Das neu errichtete Produktionsgebäude in der Töpferstraße diente ihm zugleich als Wohnung. Nach einer schwierigen Anfangszeit, in der Behr versuchte, heimische Arbeitskräfte für die komplexe Seidenweberei anzulernen, trat 1841 ein Seidenwarenhändler aus Leipzig, Christian Gottlob Schubert, als Teilhaber in das seither als Seidenwarenfabrik Behr & Schubert firmierende Unternehmen ein und übernahm den Vertrieb der Waren, während sich Behr auf die Seidenfabrikation konzentrierte. In der Folgezeit konnte die Produktion ausgeweitet und die Qualität der Waren stetig verbessert werden, so dass der vorhandene Fabrikbau um 1860 ein Seitengebäude mit Kesselhaus erhielt. 1856 wurde Ernst Adolf Behr, der Sohn des Unternehmensgründers, ebenfalls Teilhaber der Fabrik und übernahm diese schließlich nach dem Tod des Vaters im Jahr 1871. Ab wann Christian Gottlob Schubert nicht mehr Teilhaber war, lässt sich bisher nicht belegen, der Firmenname Behr & Schubert blieb der Seidenweberei allerdings weiterhin erhalten. Nachdem Ernst Adolf Behr 1894 aus dem Betrieb ausschied, blieb ein Chemnitzer Kaufmann, Friedrich Wilhelm Richard Strauss, bis zur endgültigen Betriebsauflösung im Jahr 1904 alleiniger Inhaber der Seidenwarenfabrik. Noch in diesem letzten Abschnitt der Seidenwarenfabrikation vor Ort wurde das Fabrikgebäude 1899 am nordöstlichen Giebel um einen Shedanbau und 1902 an der nordwestlichen Langseite um einen Schuppen für die Aufstellung zusätzlicher Jacquardmaschinen erweitert. Von 1906 bis 1921 beherbergten die Produktionsgebäude die Weberei Julius Schnabel, anschließend dienten sie der Chemnitzer Werkzeugmaschinenfabrik Hermann Heinrich als Zweigwerk für die Produktion von Rundstrickmaschinen. 1930 meldete auch dieser Betrieb Konkurs an. Nach einer vorübergehenden Verwaltung durch den Treuhänder Karl Stumpf folgte 1936 bis 1937 der Einbau von 15 Wohnungen in das ehemalige Fabrikgebäude, Schuppen und Seitengebäude wurden abgebrochen. Derzeit ist das heutige Mietshaus durch Leerstand gefährdet.
  - Produktionsprofil und Absatzmarkt: Um 1850 waren etwa 50 bis 60 Beschäftigte in der Seidenwarenfabrik Behr & Schubert tätig, neben den die über 40 Jacquard-Webstühle bedienenden Seidenwirkern auch etwa 20 Wicklerinnen und Spulerinnen (vgl. Bose 1847). Hergestellt wurden dabei seidene und halbseidene Möbel-, Dekorations-, Konfektions- und Kleiderstoffe, aber auch Wagenausschlag- und Vorhangstoffe. Bereits frühzeitig erhielten diese Fabrikate Auszeichnungen auf sächsischen Gewerbeausstellungen, so z. B. auf der Dresdner Gewerbeausstellung 1837 ein Belobungs-Decret, 1840 eine große silberne Medaille und 1845 schließlich als „das Vollkommenste […], was in dieser Art noch in Sachsen geliefert worden […] ist“ (Bericht über die Ausstellung sächsischer Gewerb-Erzeugnisse in Dresden im Jahre 1845. Leipzig 1846, S. 42) eine große goldene Medaille. In Chemnitz erhielt das Unternehmen 1867 eine silberne Medaille. Deshalb verwundert es nicht, dass die Seidentapeten von Behr & Schubert beispielsweise auch im Dresdner Schloss Verwendung fanden. Auch wenn der Absatzmarkt in der Anfangszeit des Unternehmens zunächst auf Leipzig beschränkt war, konnte dieser aufgrund der steigenden Qualität der Waren sowie der nach der Vertriebsübernahme durch Schubert erhöhten Präsenz auf nationalen und internationalen Messen – z. B. auf der ersten Weltausstellung in London 1851 – rasch auf Deutschland, England, Dänemark und Amerika ausgeweitet werden.
  - Kraftbetrieb: Ein interessantes Detail aus der Geschichte der Seidenwarenfabrik Behr & Schubert ist die Einführung von Kraftstrom für die Webstühle im Jahr 1895 (vgl. Bauakten Stadtarchiv Frankenberg). Anstatt eine eigene Krafterzeugungsanlage in Betrieb zu nehmen, wurden Drahtleitungen über verschiedene Grundstücke und öffentlichen Straßenraum gespannt, um der Seidenwarenfabrik elektrischen Strom aus der Dynamomaschine der Frankenberger Neumühle (C. G. Wiessner & Co.) abzugeben. In Folge stellte das Unternehmen 1896 erstmals mechanische Webstühle mit eigenen Elektromotoren auf.
  - Denkmalwert: Das Produktionsgebäude der ehemaligen Seidenwarenfabrik Behr & Schubert ist ein bedeutendes Sachzeugnis für die frühe mechanisierte Weberei von seidenen und halbseidenen Produkten in Frankenberg und Sachsen. Als eine der ältesten mit Jacquard-Webstühlen ausgestatteten Seidenwebereien Sachsens – die erste gründeten Thilo und Röhling 1828 in Annaberg (vgl. Bose 1847, S. 85) – sowie als älteste Maschinenweberei Frankenbergs und damit als eines der frühesten ansässigen Fabrikgebäude ist die ehemalige Seidenwarenfabrik von großer industrie- und stadtgeschichtlicher Bedeutung. Zudem wurde sie von Zeitgenossen nicht nur aufgrund ihres geschmackvollen Baukörpers gewürdigt, sondern auch aufgrund der hohen Qualität der Erzeugnisse. Dies unterstreicht die Bedeutung der ehemaligen Seidenweberei sowie des erhaltenen Produktionsgebäudes für die sächsische Industriegeschichte. Die enorme Bedeutung des Unternehmens für Frankenberg wird weiterhin durch die noch zu Lebzeiten des Fabrikanten August Andreas Behr im Jahre 1869 erfolgte Ernennung zum Ehrenbürger der Stadt betont. Aufgrund der genannten Kriterien sowie des hohen wissenschaftlich-dokumentarischen Werts der genannten Anlage besteht ein öffentliches Interesse an ihrem Erhalt.
9. ↑  Paradiesbettenfabrik M. Steiner & Sohn A.G., Lisema:

Der einstige Produktionsstandort wird zur Äußeren Chemnitzer Straße hin begrenzt durch das viergeschossig und auf winkelförmigem Grundriss angelegte Fabrik- und Verwaltungsgebäude der ehemaligen Paradiesbettenfabrik M. Steiner & Sohn A.G., welches in mehreren Bauphasen von 1887 (Vorgängerbau) bis 1922 (endgültige Fassung) entstand. Die 1893 bzw. 1899 errichteten heutigen Flügel des Gebäudes umschlossen dabei ein älteres Fabrik- und Kontorgebäude von 1887, welches 1922 durch einen neuen Mittelbau ersetzt wurde. Im Zuge dieser Maßnahme erhielten die als Backsteinrohbau ausgeführten Gebäudeteile vor allem straßenseitig eine einheitliche Fassadengestaltung, die durch Verputz optisch dem Zeitgeschmack angeglichen und mit einem neuklassizistischen, turmartigen Rundbau akzentuiert wurde.

Die nach Osten gewandte Fassade erstreckt sich über 14 Achsen und weist großformatige Stichbogenfenster, Gurtgesimse zwischen Erd- und erstem Obergeschoss sowie zweitem und drittem Obergeschoss, ein Kranzgesims und darüber einen über die gesamte Länge der Fassade reichenden Stufengiebel, der ehemals den Firmenschriftzug trug, auf. Eine kraftvolle vertikale optische Gliederung der Fassade wird durch Pilaster erreicht, welche die einzelnen Fensterachsen rahmen. Die rückwärtige Fassade ist schlichter gestaltet und nur mittels geschossübergreifender Lisenen gegliedert, welche je zwei Achsen mit großformatigen Stichbogenfenstern voneinander trennen. Diese Fassadengestaltung scheint noch die ursprüngliche von 1893 bzw. 1899 zu sein, wie ein Vergleich mit einer älteren Fabrikansicht zeigt. Der nordwestliche und etwas längere Flügel des Gebäudes ist ebenso wie der den Baukörper überragende und mit einem Kuppeldach abschließende Rundturm analog gestaltet. Baukonstruktiv ist der Backsteinbau mit Holzbalkendecken sowie zum Teil mit Stahlunterzügen und gusseisernen Stützen ausgestattet. Der nordwestliche Flügel ist unterkellert.

Die Paradiesbettenfabrik M. Steiner & Sohn A.G., zwischen den beiden Weltkriegen eines der größten Industrieunternehmen Frankenbergs, geht zurück auf ein 1847 vom Wittgensdorfer Strumpfwirker Ernst Moritz Steiner gegründetes Wirk- und Handelsgeschäft für Strumpfwaren in der Freiberger Straße, später am Baderberg in Frankenberg. Nachdem im Geschäft zunächst nur der Verkauf der eigenen Wollerzeugnisse erfolgte, erweiterte sich das Produktionsprofil stetig. So wurde bald die Fabrikation von Flieswolle aufgenommen und eine Krempelei zur Watteproduktion in der Frankenberger Neumühle eingerichtet. Erst Steiners Sohn Ernst Ottomar, seit 1870 im väterlichen Betrieb tätig, richtete diesen auf die später weltbekannte Fabrikation von Bettwaren aus. So veranlasste er ab 1875 die Fertigung von Steppdecken und begann mit der Entwicklung weiterer Erzeugnisse, wie etwa neuer Bezugs- und Füllstoffe oder verschiedener Fuß- und Rückenkissen, die er im Rahmen der aufkommenden Gesundheitsreformbewegung als „Bettenreform“ erfolgreich zu vermarkten begann. Nach und nach baute das Unternehmen zudem ein eigenes Vertriebsnetz auf und gründete Filialen in bedeutenden Großstädten, wie etwa Berlin, Chemnitz, Dresden, Düsseldorf, Frankfurt a. M., Hamburg, Hannover, Köln, München, Prag oder Wien. Der direkte Vertrieb über die als Muster- und Warenlager dienenden Filialen sowie die jeweils integrierte Tapeziererwerkstatt und Wäschenäherei führte in Verbindung mit der eingeschlagenen Werbestrategie zu einer großen überregionalen, bald auch internationalen Bekanntheit der Steiner‘schen Waren als gesunde, hygienische Produkte.

Ein im Vergleich mit Konkurrenzunternehmen recht großer Marktanteil bedingte die stete Vergrößerung des Unternehmens und seiner Produktionsstätten. Waren für das Unternehmen im Gründungsjahr 1847 zunächst nur zwei männliche und drei weibliche Beschäftigte tätig, waren es 1872 bereits 60 männliche und 125 weibliche sowie 1897 90 männliche und 160 weibliche Beschäftigte.

1880 erwarb Ottomar Steiner ein Grundstück auf Gunnersdorfer Flur – die einstige Friedrich’sche Bleiche mit dem benachbarten Horn‘schen Fabrikgebäude – und erweiterte dieses in Folge durch den Ankauf anschließender Grundstücke, so z. B. der Kattunfabriken Johannes Klein und Aldorf, und weiterer Gebäude, wie der seither als Wohngebäude genutzten „Alten Rothfarbe“ (vgl. 09243951). 1887 wurde direkt an der damaligen Chemnitzer Straße ein erstes eigenes Fabrik- und Kontorgebäude errichtet. In den 1890er Jahren folgten dann weitere Neubauten, welche nicht nur aufgrund steigender Absatzzahlen notwendig waren, sondern auch aufgrund neu eingeführter Produktlinien. So nahm das seit 1897 als Deutsche Reformbettenfabrik M. Steiner & Sohn, K.G. firmierende Unternehmen – eine Kommanditgesellschaft unter Leitung Ottomar Steiners – im Jahr 1899 im neusten Produktionsgebäude die Fertigung von Stahl- und Messingbettgestellen sowie von Drahtmatratzen auf. Neben einer großen Anzahl von weiteren (inter-)nationalen Patenten und Gebrauchsmustern ließ sich das Unternehmen 1903 die heute noch gültige Wortmarke „Paradies“ für Bettwaren registrieren (Registernummer 60114). 1906 folgte hierauf die Umfirmierung des weiterhin unter Leitung des Direktors Ottomar Steiner bestehenden Unternehmens in Paradiesbettenfabrik M. Steiner & Sohn A.G.

In dem Bestreben, möglichst viele Produktionsschritte im eigenen Unternehmen zu vereinen, ermöglichte die Übernahme der Frankenberger Trikotweberei August Schmidt im Jahr 1907 – die Weberei wurde in ein Gebäude der Paradiesbettenfabrik integriert – und der direkt an das Grundstück anschließenden Lachmann‘schen Satinweberei mit bestehendem Webereigebäude im Jahre 1918 die hauseigene Herstellung von Bezügen und Trikots für Steppdecken. Während des Ersten Weltkriegs produzierte das Unternehmen auch Feldausrüstung, beispielsweise den sogenannten „Steiner-Panzer“ – gesteppte und wasserdichte Jacken und Unterkleidung. Weiterhin wurde noch während des Krieges der Bau von Schlafzimmermöbeln aufgenommen. Der Erfolg dieser neuen Produktlinie führte 1920 schließlich zum Erwerb einer Möbelfabrik in Dessau. Diese wurde zwar bereits 1927 stillgelegt und verkauft, der Maschinenpark allerdings zur Vergrößerung der Möbelfabrikation in der Paradiesbettenfabrik genutzt. 1921 verstarb Ottomar Steiner, das Unternehmen wurde allerdings bereits seit 1916 durch den Schwiegersohn Steiners, den Kaufmann Rudolf Nendel, geführt. In den Folgejahren erreichte die Paradiesbettenfabrik als derzeit umfangreichstes Industrieunternehmen Frankenbergs (vgl. „Ein Ehrentag der heimischen Industrie“, in: Frankenberger Tageblatt Nummer 138 vom 16. Juni 1923) ihre größte Ausdehnung. So waren hier zum 75-jährigen Betriebsjubiläum im Jahr 1922 insgesamt 305 männliche und 295 weibliche Mitarbeiter sowie weitere Heimarbeiter unbekannter Anzahl tätig. Zudem ersetzte 1922 ein Neubau das 1887 errichtete Fabrik- und Kontorgebäude und bildete nun zusammen mit zwei älteren, viergeschossigen Flügeln ein zusammenhängendes Fabrik- und Verwaltungsgebäude auf winkelförmigem Grundriss. Dies stellte die bauliche Geschlossenheit des bisher eher nach pragmatischen Gesichtspunkten bebauten Standortes wieder her und gab dem Unternehmen ein moderneres Gesicht.

Nach dem Zweiten Weltkrieg folgte die Demontage des Werks, anschließend bekam die Stadt Frankenberg den Produktionsstandort vom zuständigen Militärkommandanten zur Verfügung gestellt. Nach der Enteignung im Jahr 1947 verlagerte die Paradiesbettenfabrik M. Steiner & Sohn A.G. ihr Geschäft nach Westdeutschland und wurde 1965 mitsamt ihren Markenrechten an der Wortmarke „Paradies“ von der ehemaligen Watte- und Steppdeckenfabrik Gebr. Kremer in Neukirchen-Vluyn übernommen. Diese führte nun den Namen Paradies GmbH Gebr. Kremer, seit 1996 nur noch Paradies GmbH.

Am Frankenberger Standort hingegen wurde die Bettwaren- und Möbelfabrik als VEB Lisema (Kunstwort aus den Produkten Liegen, Sessel, Matratzen) bis zur Wende fortgeführt und nachfolgend in die Lisema Polstermöbel GmbH umgewandelt, welche allerdings 1995 in Konkurs ging. Seither ist der überwiegende Teil des ursprünglichen Gebäudebestandes abgebrochen worden, auch das Fabrik- und Verwaltungsgebäude steht nach einer übergangsweisen Nutzung durch einen Möbelmarkt leer.